# Mollet del Vallés
Mollet del Vallés (oficialmente en catalán: Mollet del Vallès) es un municipio y ciudad española de la provincia de Barcelona, en la comunidad autónoma de Cataluña. Situada en el suroeste de la comarca del Vallés Oriental, se encuentra a 10 km de Granollers (capital comarcal) y a 25 km del centro de Barcelona.

## Historia

### Los orígenes
El municipio de Mollet ocupa un pequeño trozo del sector central de la plana vallesana. Es un territorio amable, suavemente ondulado, donde el torrente Caganell atraviesa, de extremo a extremo, el municipio hasta la confluencia con el río Besós. A ambos lados del torrente dos líneas de colinas de relieve afable y nombre sugestivo —los Bandoleros y San Valeriano— y en la confluencia con el Besós, una llanura rica en agua donde se sitúa Mollet, un municipio medio urbano medio agrícola, donde la ciudad compacta y moderna de Mollet contrasta con la tradición y la innovación de los cultivos de Gallechs.
Bajo los campos y el asfalto se esconden los orígenes geológicos de Mollet y Gallechs. Las rocas suaves y blandas que pisamos (arenas, limos, arcillas y algún nivel de conglomerados) nos relatan una larga historia de una decena de millones de años, cuando por Mollet y comarca había rebaños de hipparions, mastodontes, jirafas, rinocerontes... Millones de años después, los humanos ponían la huella sobre este territorio.
En abril de 2009, salió a la luz el vestigio humano más antiguo conocido hasta ahora en Mollet. Un menhir de casi cinco metros de longitud y seis toneladas de peso, con relieves y grabados de excepcional valía, uno de los hallazgos arqueológicos más importantes de los últimos años en Cataluña, una pieza única de referencia internacional. A este menhir neolítico hay que sumar dos monumentos megalíticos más, hoy desaparecidos: la Piedra Salvadora y la Piedra de Gallicant.

### DelsigloIValVI
En unas excavaciones realizadas entre los años 2023 y 2024, con motivo de la peatonalización del área alrededor de la Iglesia de Sant Vicenç, se hallaron unos yacimientos arqueológicos que remontarían los orígenes de la localidad hasta unos 500 años antes de lo que se creía hasta ahora. Entre los hallazgos se encontraron silos, esqueletos y tumbas de época romana.
Tras finalizar las obras, estos yacimientos se estudiaron, registraron y se volvieron a cubrir para finalizar la obra de peatonalización pues se consideró que no tenían valor patrimonial.

### DelXalXIV

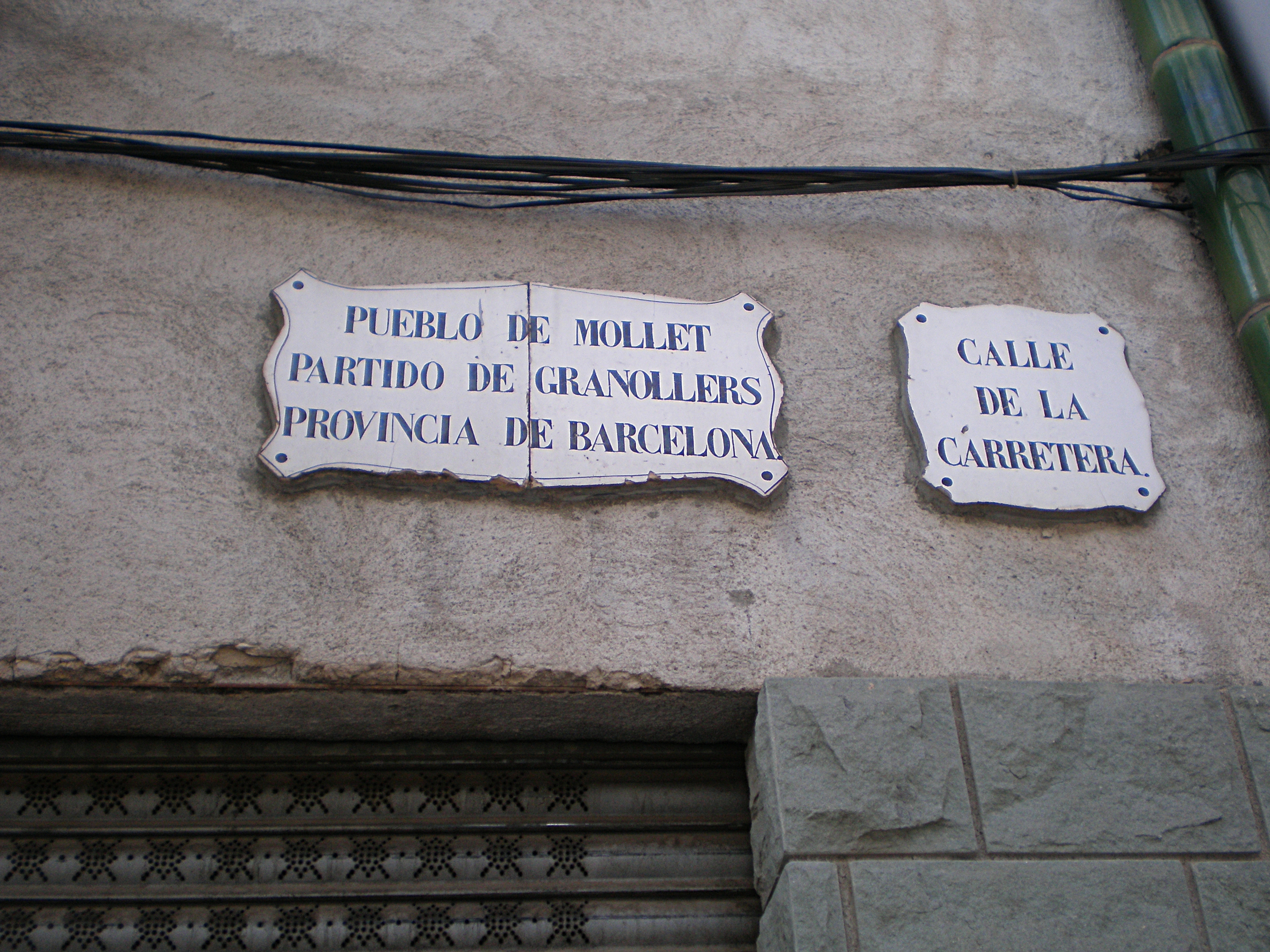
Placas en la calle Jaume I

Las primeras referencias documentales de Gallechs y Mollet son, respectivamente, del año 904 y 993. A mitad del siglo X, Gallechs y Mollet eran pequeños núcleos de población rodeados de campos y bosques. La parroquia de Mollet creció vinculada al dominio de la sede episcopal de Barcelona. El obispo tenía un amplio dominio señorial de tierras y derechos, y un alcalde administraba las posesiones. Se sabe que, a finales del siglo XI, se construyó una iglesia románica y, a su alrededor, un grupo de edificaciones formaba la sagrera que protegía las personas y los bienes que incluía. Gran parte de los habitantes dependían del obispo de Barcelona, pero una parte del dominio correspondía a una familia noble, los Mollet, que adoptaron el topónimo del pueblo como apellido y discutieron la autoridad del obispo.
A principios del siglo XIV, varios señores formaban la universidad de parroquianos, que en un momento dado se enfrentó a Marc Planella, de la casa de Vilatzir, la actual Torre de Malla. El motivo fue que en 1381, Planella compró al rey la jurisdicción de las parroquias de Mollet, Gallechs y Parets (que formaban una alcaldía) y eso implicaba los derechos de impartir justicia y de recaudar impuestos, pero los lugareños actuaron como una única universidad y consiguieron volver a depender del rey, que también accedió a incorporar las tres parroquias en la ciudad de Barcelona, como calle. Era el año 1393 y Mollet formaba parte del Consejo de Ciento, esto supuso prosperidad para el pueblo y un fortalecimiento de la organización colectiva, que quedaba definida por el alcalde, la curia y los síndicos.
Del pasado medieval de Mollet queda en pie la iglesia románica de Santa María de Gallechs (siglo XII), la base del campanario de la iglesia de Sant Vicenç (siglos XI-XII) así como varias masías que tienen su origen en ese período.
En 2006, se encontraron, en un solar próximo a la plaza Prat de la Riba, dentro del perímetro de la antigua sagrera medieval de Mollet, diversos restos arqueológicos, donde cabe destacar dos sepulturas del siglo XII. Últimamente, también se han encontrado, en un solar unos metros más abajo, varios silos del mismo siglo.

### DelXValXVIII
Desde el fin de la Edad Media hasta bien entrada la Edad Moderna, el consejo municipal se reunía bajo los robles de Manent, y, en caso de lluvia, en Can Ros (a medio camino de las tres villas de la alcaldía: Mollet, Parets y Gallechs).
En 1573 el rey concede el régimen municipal, con un consejo ordinario formado por 12 personas: un alcalde, un clavario, dos jurados y ocho consejeros. Este funcionamiento tiene pocas variaciones hasta el decreto de Nueva Planta, en 1714. A raíz de la derrota austracista en la Guerra de Sucesión, las autoridades borbónicas abolen las antiguas leyes y el alcalde pasa a ser un administrador en lugar del jefe político del municipio. Mollet entonces depende del corregimiento de Mataró y el Ayuntamiento es supervisado en muchos aspectos por la alcaldía mayor de Granollers. Los nombres de las familias que desde el siglo XIV hasta el siglo XVIII forman parte de los consejos siempre los encontramos vinculados a familias campesinas influyentes: Borrell, Fonolleda, Ros...
La población de la alcaldía se mantiene casi estancada entre el 1497 y el 1708 (entre 340 y 385 habitantes), pero a lo largo del siglo XVIII aumenta bastante: en 1787 llega a 768 habitantes (en Mollet le corresponde un 55 %, un 35 % en Parets y un 10 % a Gallecs).
Además de la tarea religiosa, la iglesia de Mollet cumple funciones sociales y de liderazgo. En 1498, se empieza a construir una nueva iglesia, de estilo gótico tardío, que sustituirá al anterior románica.
Mollet se encontraba en una zona estratégica de paso por donde pasaban dos caminos reales: el de Barcelona a Vich y el de Barcelona a Gerona y Francia, que representaban frecuentados movimientos de tropas, además de un flujo comercial y cultural importante. El primer atravesaba el pueblo y el segundo iba paralelo al río Besós; sufría, además, frecuentes ataques de bandoleros, sobre todo en la Pineda Fosca.
Pero gobernar un municipio con tres parroquias no era tarea fácil, y a menudo había conflictos. En 1732, Parets pidió su separación.

### ElsigloXIX
Los inicios de la industrialización en Mollet tienen en el sector textil un claro protagonista. A mediados del siglo XIX había 1400 habitantes, y, aunque en 1870 se instala una fábrica de algodón, es un pueblo básicamente agrícola que cultiva, por este orden, trigo, cáñamo, legumbres, maíz y vino (la crisis de la filoxera llega a Mollet en 1886 y en 1898 ya ha destruido casi totalmente la vid).
Durante este siglo, los acontecimientos políticos siguen la dinámica de la política estatal (en 1849 Parets se había independizado de la alcaldía). Entre los hechos bélicos que vive Mollet, destaca una batalla al inicio de la Guerra de los Segadores (en el siglo XVII), cuando los catalanes derrotaron las tropas francesas. Más adelante, durante la Guerra de la Independencia, Mollet queda entre los dos ejércitos: en 1810 hay una batalla en las inmediaciones donde las tropas españolas ganan las francesas, destacando los molletenses Alsina y Gaietà Ventalló en la lucha contra los invasores.
A partir de 1868 se consolida el estado liberal, el 30 de septiembre la revolución llega a Mollet: grupos de personas se concentran ante el Ayuntamiento y queman un retrato de la reina Isabel II; la candidatura liberal gana las elecciones municipales, hecho que es denunciado como fraude por Vicenç Plantada, que hace un alegato a favor del sufragio universal (Plantada, nacido en 1839, es maestro, veterinario, escritor, inventor y motor de muchas iniciativas políticas catalanistas). Desde el 1848 hay una carretera que comunica Barcelona, pasando por Mollet, con Gerona y Portbou.

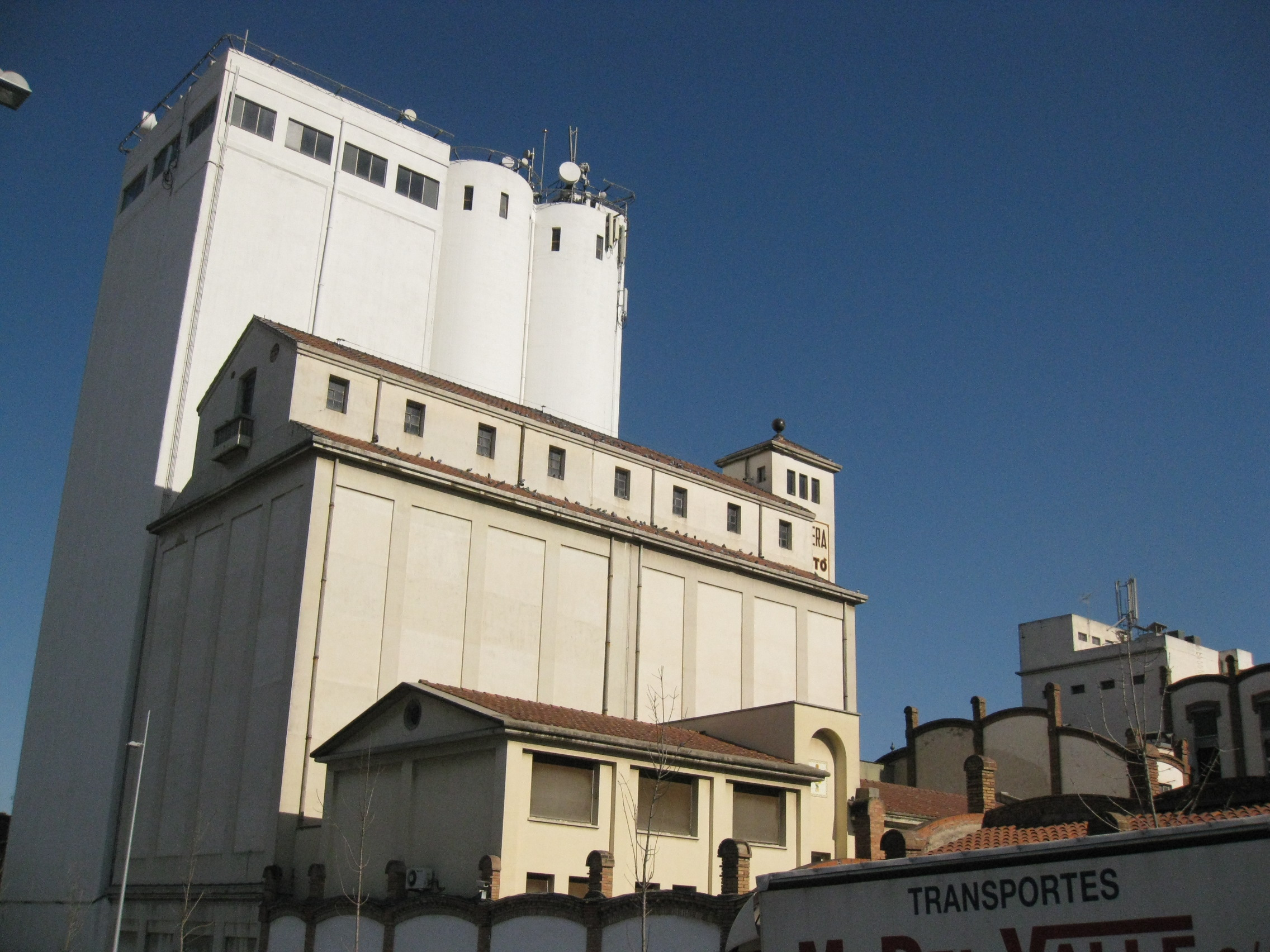
Farinera Moretó

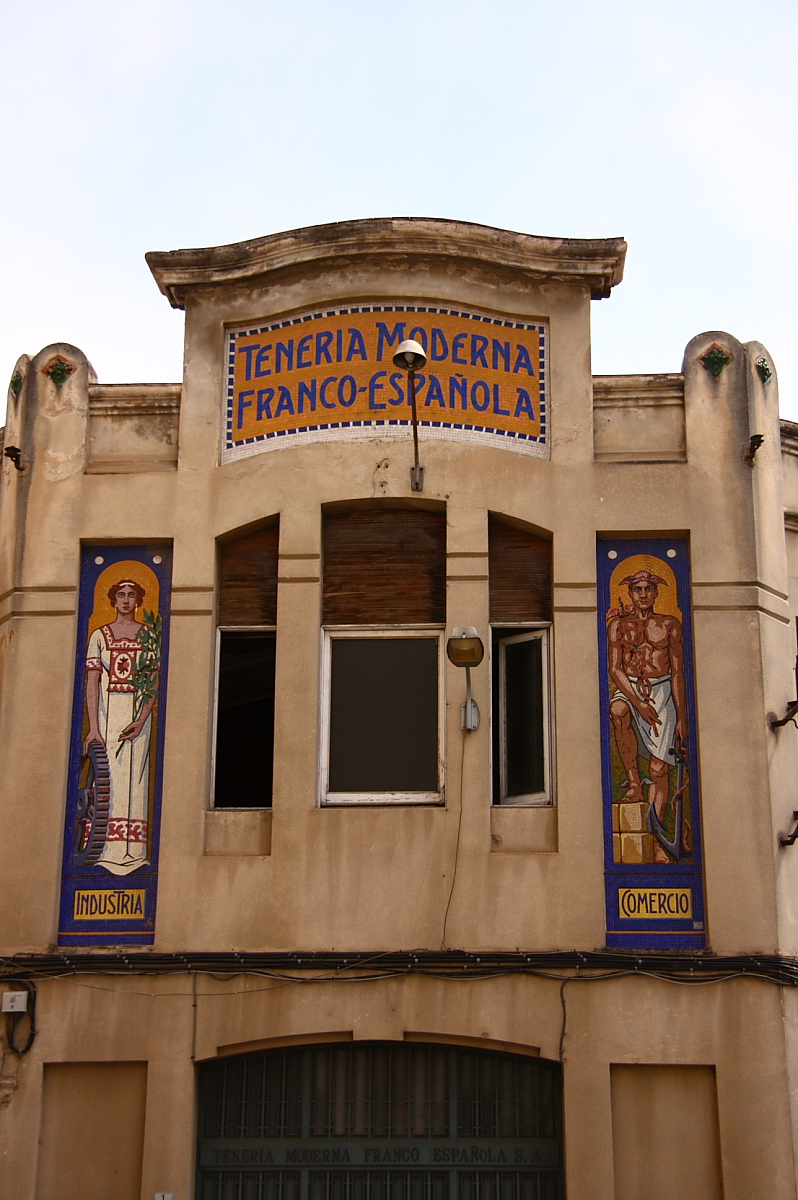
Tenería Moderna Franco Española

En 1854 llega el primer ferrocarril, en la misma dirección; el 1862 comienza a funcionar la línea en San Juan de las Abadesas (más adelante llegaría a Puigcerdá) y en 1880 se le suma el tren del Calderí (que cierra en 1932). La proximidad del núcleo barcelonés y las buenas comunicaciones fomentan la llegada de las primeras fábricas. En 1891 llegan los hermanos Moretó empiezan con un aserradero, pero en 1895 instalan un molino para moler cereales, los orígenes de la actual Farinera Moretó. En 1897 comienza a funcionar la Tenería Moderna Franco Española, conocida como la Pelleria.
Cuando acaba el siglo, Mollet es un pueblo dedicado a la agricultura, con una incipiente industria, donde viven poco más de 2000 habitantes, con algunos Mollet claves como Félix Ferran, nacido en 1814, introductor de mejoras para la agricultura y pionero en la replantación de viñedos con cepas americanas.

### ElsigloXX
Mollet estrena siglo con sus industrias más emblemáticas concentradas al lado de la vía férrea, donde se instalan por la abundancia de agua, porque se alejan de la agitación social y sindical de Barcelona, y porque disponen de mano de obra. Así, en 1900 se instala la fábrica textil de Can Fàbregas y en 1919 lo hace otra, Can Mulà, propiedad de Frederic Ros i Sallent, que invierte las rentas agrícolas también en el textil. Hasta los años sesenta, el sector industrial molletense gira alrededor de estas dos fábricas, más la Pelleria. De 1900 a 1940 la población se había multiplicado por tres.
Pero la mayoría de la gente aún vivía del campo. Los trabajadores de la industria compartían su actividad laboral con trabajos agrícolas y no todos los campesinos eran propietarios de las tierras que cultivaban, algunos lo hacían a cambio de una parte de la cosecha. En 1922 Feliu Tura y Pere Bonvilà promueven la creación de la Unió de Rabassaires, para defender el campesinado.
Durante el primer cuarto de siglo, el Ayuntamiento encarga al arquitecto municipal Domingo Sugrañes la planificación del crecimiento urbanístico del municipio, con la elaboración de un plano donde proyecta las áreas de crecimiento, las actividades comerciales y los servicios.
La gente organiza la asistencia con la creación de hermandades que tenían por objetivo la ayuda moral y material en caso de enfermedad. Algunas se habían fundado ya en el siglo XIX y se acabaron fusionando en 1933 en la Sociedad de Socorros Mutuos de Mollet. Han quedado en la memoria colectiva médicos como los doctores Duran, Tiffon, Puigcercós, Rosés o Vilaseca.
La población obrera molletense tuvo un considerable protagonismo social y político los años de la Segunda República y la Guerra Civil. En abril de 1931 ganan las candidaturas republicanas y se constituye el nuevo consistorio con Feliu Tura como alcalde. En octubre de 1934, Mollet participa en la Revolución de 1934, el desenlace general es la suspensión del Estatuto y el encarcelamiento del Gobierno catalán. Feliu Tura, algunos concejales de ERC y miembros de la CNT de Mollet pasan por la cárcel. A partir de entonces, antiguos concejales de la época de la dictadura y algunos suplentes de las listas de la Liga Regionalista se hacen cargo del Ayuntamiento.
En las elecciones de febrero de 1936, gana de nuevo la izquierda, pero el 18 de julio los militares españoles se alzan contra la República y se inicia la Guerra Civil. Se crea un Comité de Milicias Antifascistas que agrupa todos los partidos y sindicatos del Frente de Izquierdas y octubre se constituye el Ayuntamiento con representantes de la Unión de Rabassaires, ERC, CNT, PSUC y POUM.
Se forman comités obreros en las grandes industrias; se colectivizan los oficios menestrales y la tierra, así como el teatro, el cine, las barberías y los hornos. Se crea una oficina de vivienda, las parejas de Mollet hacen uso del derecho de matrimonio civil, se favorece una enseñanza moderna y en catalán, se crea empleo en obras públicas... Durante la guerra, Mollet sufre la falta de alimentos, la llegada de refugiados y los bombardeos, el primero, el 8 de enero de 1938 en los Quatre Cantons, que mata 16 personas y hiere a muchas más, el segundo, el del 25 de enero de 1939, cuando aviones italianos bombardean la calle Berenguer III y la riera Seca: matan ocho personas y hieren a más. Dos días después, las tropas franquistas entran en Mollet y nombran alcalde al industrial Simeón Rabasa.
Con la implantación del nuevo régimen, cambia el marco político y social. Un centenar de soldados de Mollet habían muerto en el frente y otro centenar de personas se exilia, cerca de 120 personas pasan por cárceles y campos de concentración de España, cuatro más mueren en el campo de concentración de Mauthausen y el resultado de los juicios sumarísimos es de cuatro condenas a muerte, donde destaca el exalcalde Josep Fortuny, que había sustituido Feliu Tura al frente de la alcaldía.
La penuria económica, la represión y la falta de libertades dominan el panorama. Una de las primeras tareas del nuevo Ayuntamiento es la depuración de los funcionarios municipales. La documentación pasa a ser escrita en castellano, se prohíbe el uso público del catalán, se incorpora el lenguaje y la simbología del nuevo régimen. El consistorio franquista comienza dos grandes obras: la cobertura del torrente Caganell, un foco de infecciones, que ya había planteado el Ayuntamiento republicano, y la construcción de la iglesia derruida, por lo que obligan a contribuciones económicas o en especie a todas familias. La nueva iglesia se inaugura el 14 de abril de 1941.
A inicios de los cincuenta, el movimiento migratorio comienza a crecer de forma espectacular: se pasa de los 6000 habitantes a los 20 000 en 1970, en un crecimiento industrial, demográfico y urbanístico poco planificado, que atiende sólo la demanda urgente de vivienda y provoca la especulación del suelo, con nuevos núcleos periféricos masificados y degradados para absorber la avalancha de recién llegados.
Durante las primeras décadas de la dictadura, los ciudadanos de Mollet aprovechan los pequeños espacios de libertad, como el del centro parroquial, para hacer teatro, cine, boletines... A partir de 1964 se inaugura el Casal Cultural, promovido por Simeón Rabasa, con residencia de ancianos y biblioteca, que durante los años posteriores se convierte en un foco de actividades culturales y reivindicativas.
Los años sesenta, cerca del río Besós, se crean los polígonos industriales de Can Magre, Can Magarola y Can Prat. La crisis del textil de los años setenta provoca la diversificación de la industria, que se amplía, sobre todo, los sectores metalúrgico y químico. A inicios de los años setenta, se plantea la expropiación de unos 5 km² de la zona rural de Gallecs, para edificar una gran ciudad. Expropian los terrenos, pero el proyecto no se lleva a cabo. Respecto a la enseñanza, para atender la fuerte demanda de escolarización, se crean nuevos centros escolares públicos y privados.
La dictadura de Franco continuaba, pero cada vez tenía más oposición. En el Centro y en el Casal, la juventud se organiza para hacer teatro, cine-fórum, recitales... La primera manifestación de esta época en Mollet es para pedir agua.
En 1975, muere el dictador y Adolfo Suárez, un hombre surgido del régimen, se encarga de sacar adelante la transición. El 15 de junio de 1977 se encuentran las primeras elecciones democráticas, que gana la UCD, el partido de Adolfo Suárez. Entre 1975 y 1979, la efervescencia se extiende al entorno educativo, sindical y vecinal. Se lucha por el primer instituto de enseñanza secundaria y se avanza hacia la mejora de la calidad; Raimon y Lluís Llach hacen recitales de canción, se hace la primera Semana de Cultura Catalana, pasa la Marcha por la Libertad...
La lista del PSUC, encabezada por Anna Bosch, gana las primeras elecciones municipales en 1979, a quien sigue en la alcaldía Carme Coll, del mismo partido. Estos primeros años, se aprueba el Plan General de Urbanismo, que permite planificar el futuro de la ciudad, se detiene el proyecto de la macrociudad en Gallecs, se recuperan tradiciones y fiestas, se avanza en la renovación pedagógica y la implantación del catalán en la escuela y las clases de adultos hasta que los años ochenta se completa la red de centros escolares públicos.
En 1987 Montserrat Tura, del PSC, es elegida alcaldesa, cargo que ejerce hasta 2003. A principios de los años noventa se inaugura la biblioteca Can Mulà, las pistas de atletismo y la Escuela de Música. La ciudad ya ha superado los 40 000 habitantes. En 1992 Mollet es la subsede de tiro de los Juegos Olímpicos de Barcelona, las instalaciones de la Escuela de Policía de Cataluña (actualmente, el Instituto de Seguridad Pública). Ese mismo año, el municipio fue declarado «Ciutat Pubilla de la Sardana». En 1993 se conmemora el Milenario de la ciudad, en 1994 nace el Centro de Estudios Molletenses, en 1995 salen por primera vez en la fiesta mayor las Colles de Morats i Torrats, a principios de 1996 se inaugura el nuevo mercado municipal y en 1999 el Museo Abelló abre sus puertas. La construcción de la variante de la N-152 en 1990 facilita la transformación física de una buena parte de Mollet. La Illa de Can Mulà y Can Fàbregas son ejemplos de densidad y mezcla de usos.

### ElsigloXXI
El nuevo milenio se inicia con la inauguración del Complex Esportiu Ca n'Arimon, seguido del parque dels Colors, de Enric Miralles; de la Casa de la Vila con un mural de Brossa, de las primeras guarderías, de la inauguración del remodelado mercado viejo como espacio polivalente, de un mercado semanal potente que se hace cada martes... Los últimos 15 años, Mollet ha desarrollado un modelo de ciudad compacta, con tres elementos que marcan y limitan el término municipal: la reserva del espacio de Gallecs, que limita al 50 % su desarrollo urbano, la práctica ocupación del suelo disponible para nuevos desarrollos, y la reducción del espacio como consecuencia de las infraestructuras de comunicación que la atraviesan.
Desde las empresas municipales EMFO, Mercamollet y Promosol se trabaja para crear empleo y promover la actividad económica y comercial. Gallecs es incluido en el Plan de Espacios de Interés Nacional (PEIN) y desde el Consorcio de Gallecs y la Asociación de Agricultores se promueve la agricultura ecológica y la recuperación de variedades tradicionales. En 2010 se inaugura un hospital de referencia para los pueblos vecinos y en 2011, finaliza la urbanización del polígono industrial y de servicios de La Farinera, un espacio de emplazamiento estratégico con una buena conectividad vial. El reto, como define el Plan Estratégico 2025, es poder impulsar una mayor actividad productiva basada en una renovación, diversificación y cualificación empresarial, donde Mollet lidere el entorno territorial del Bajo Vallés.
El año 2011 pasan de 52 000 los habitantes de la ciudad. Hermanada con Rívoli (Italia) desde 1986 y con Cinco Pinos (Nicaragua) desde 1989, la ciudad reconoce el trabajo y el esfuerzo de sus molletanos ilustres Joan Abelló, Jordi Solé Tura, Josep Solà y Josep Maria Pou, y de muchos otros —que han recibido el agradecimiento de la ciudad en forma de distinciones cívicas— que de forma anónima y callada han contribuido a hacer de Mollet la ciudad que ahora es. Desde 2004, el alcalde de la ciudad es Josep Monràs.
Estos últimos años, Mollet ha sufrido un lavado de cara. Se han construido nuevos equipamientos la Tesorería General de la Seguridad Social o la comisaría de policía local, entre otros.
Además, ha sido distinguida por la Unión Europea con galardones como el European Green Leaf 2015, por su compromiso con el medio ambiente.
Al año siguiente, Viles Florides (una iniciativa que pone en valor la protección de los espacios verdes de las ciudades catalanas) distinguió a Mollet con 4 flores de honor, máxima distinción. Además, la rambla de Pompeu Fabra fue declarada como el mejor espacio público urbano de Cataluña durante el 2016.
También ha sido distinguida como Ciudad Europea del Deporte durante el 2017, gracias a sus políticas orientadas al deporte (la feria L'esport al carrer es una muestra).
El 22 de abril de 2017, Mollet se hermanó con la ciudad alemana de Ravensburg.
Anualmente, en Mollet se celebran diferentes eventos de marcado carácter local, como la feria Mollet és fira o Mostra Internacional de Titelles de Mollet, entre otros.

## Símbolos

### Escudo

Escudo de Mollet del Vallès

- El escudo de Mollet del Vallès se define por el siguiente blasón:

«Escudo embaldosado: de argén, un salmonete nadando de gules; la campaña de oro, 4 palos de gules. Al timbre, una corona mural de villa.»
El blasón fue aprobado el 7 de abril de 1989 y publicado en el DOGC número 1.137 el 28 del mismo mes.
El moll ('salmonete') es una señal parlante tradicional. Los cuatro palos recuerdan la jurisdicción condal-real sobre la población.

### Bandera

Bandera de Mollet del Vallès

- Mollet del Vallès tiene una bandera oficializada definida con la siguiente descripción:

«Bandera apaisada de proporciones dos de alto por tres de largo, dividida horizontalmente en tres fajas; la primera de una mitad del ancho de la bandera blanca, con un salmonete del escudo de color rojo, situado en la esquina, separado de los lados de la tela por una distancia de un noveno del largo de esta y de un ancho un tercio de este largo; la segunda de un cuarto del ancho de la bandera, roja, y la tercera, de la misma anchura que la segunda, blanca.»
Fue aprobada el 8 de agosto de 1990 y publicada en el DOGC número 1338 el 3 de septiembre del mismo año.

### Himno
El himno de la ciudad fue aprobado por el Pleno de Corporación el 11 de septiembre de 1994. La letra es el fragmento del poema Himno a Mollet de Joan Ambròs i Lloreda, musicado por Vicenç Coromines i Pi.
| Catalán | Castellano |
| --- | --- |
| Molletans, d’aquest cant fem gran festa, fem-ne l’himne de joia i d’ardor tot cantant enardim bé la testa, car Mollet mereix bé nostre amor. Volem fer voleiar les banderes del progrés, la virtut i l’amor, que no vinguin mai més ultranceres, les paraules de guerra i de mort. Endavant terra nostra estimada, endavant el Vallès solellat i al bell mig el Mollet que treballa enaltint el país venerat. Quedin lluny les dolentes tempestes que ens aporten un gèlid record, toquin sempre campanes a festa exaltant per la pàtria el fervor. Campanades pujant ben enlaire retrunyint amb llur joia o llur plor que no siguin jamai poc o gaire missatgeres de cap deshonor. Endavant terra nostra estimada, endavant el Vallès solellat i al bell mig el Mollet que treballa enaltint el país venerat. | Molletanos, de este canto hacemos gran fiesta, hagamos el himno de alegría y de ardor cantando enardecido bien la testa, caro Mollet merece bien nuestro amor. Queremos hacer ondear las banderas del progreso, la virtud y el amor, que no vengan nunca más ultranza, las palabras de guerra y de muerte. Adelante tierra nuestra querida, adelante el Vallès soleado y en medio Mollet que trabaja ensalzando el país venerado. Queden lejos las malas tormentas que nos aportan un gélido recuerdo, toquen siempre campanas en fiesta exaltando por la patria el fervor. Campanadas subiendo bien en alto retumbando con su joya o su llanto que no sean nunca poco o mucho mensajeras de ningún deshonor. Adelante tierra nuestra querida, adelante el Vallès soleado y en medio Mollet que trabaja ensalzando el país venerado. |

## Geografía
| Noroeste: Palau-solità i Plegamans | Norte: Moncada y Reixach y Palau-solità i Plegamans | Nordeste: Llissá de Vall y Parets                  |
| Oeste: Santa Perpetua de Moguda    |                                                     | Este: Parets y Montmeló                            |
| Suroeste: Santa Perpetua de Moguda | Sur: La Llagosta                                    | Sureste: Martorellas y San Fausto de Campcentellas |

### Barrios
- Barrio del Centro
- Barrios de los Colegios Nuevos
- Barrio de la Estación del Norte
- Barrio de la Estación de Francia
- Barrio del Calderí
- Barrio de Santa Rosa
- Barrio de la Plana Lledó
- Barrio de Can Borrell
- Barrio de Can Pantiquet
- Barrio de la Riera Seca
- Barrio de la Casilla
- Barrio de Lourdes
- Barrio de Plana Lledó
- Polígono industrial de Can Prat
- Polígono industrial de la Farinera
- Polígono industrial de Can Magarola
- Área de tiro olímpico
- Gallechs: Gallecs

### Espacio rural
Gallecs es un paréntesis en medio de una zona totalmente urbana; un oasis de tranquilidad para el moderno y activo Vallés. En medio de un entorno intensamente poblado de la Región Metropolitana de Barcelona, surge este espacio rural de 733,52 hectáreas. La mayor parte del territorio y el núcleo del antiguo pueblo de Gallecs pertenecen al término municipal de Mollet (448 ha).
En Gallecs, la preservación de la naturaleza y la agricultura tradicional se unen a la práctica del ocio y la realización de actividades de educación ambiental. Encontramos diferentes itinerarios señalizados para hacer a pie o en bicicleta y también podemos disfrutar de la fauna autóctona, sobre todo de los pájaros que pasan durante las migraciones. Desde hace unos años, Gallecs se ha convertido en el espacio preferido de cientos de aficionados al running, a las caminatas o, simplemente, a la naturaleza.
La principal actividad del espacio es la agricultura, ámbito en el que se está llevando a cabo la conversión al cultivo ecológico. El resultado es la obtención de productos ecológicos como el pan de espelta; las harinas ecológicas, resultantes de los trigos antiguos que se cultivan como la espelta, el trigo Moncada (originario del Vallès) y el trigo persa; la mongeta del ganxet (baluarte Slow Food); el garbanzo pequeño, las hortalizas de temporada y la cerveza ecológica de espelta, entre otros. Los productos de Gallecs están reconocidos con el certificado ecológico del CCPAE (Consejo Catalán de Producción Agraria Ecológica) y se comercializan en la Agrobotiga de Gallecs con la denominación de la marca Producto de Gallecs.

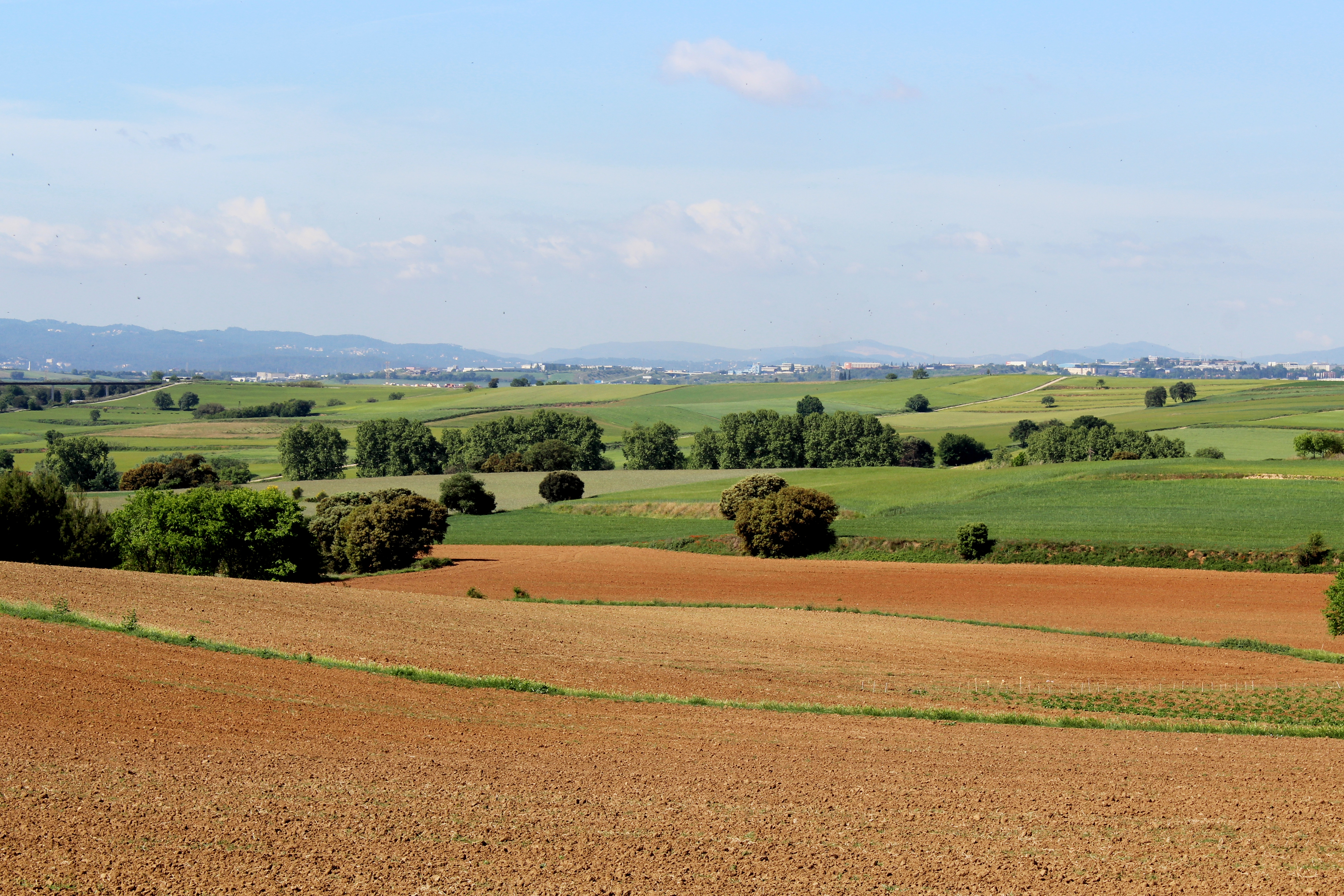
Campos sembrados
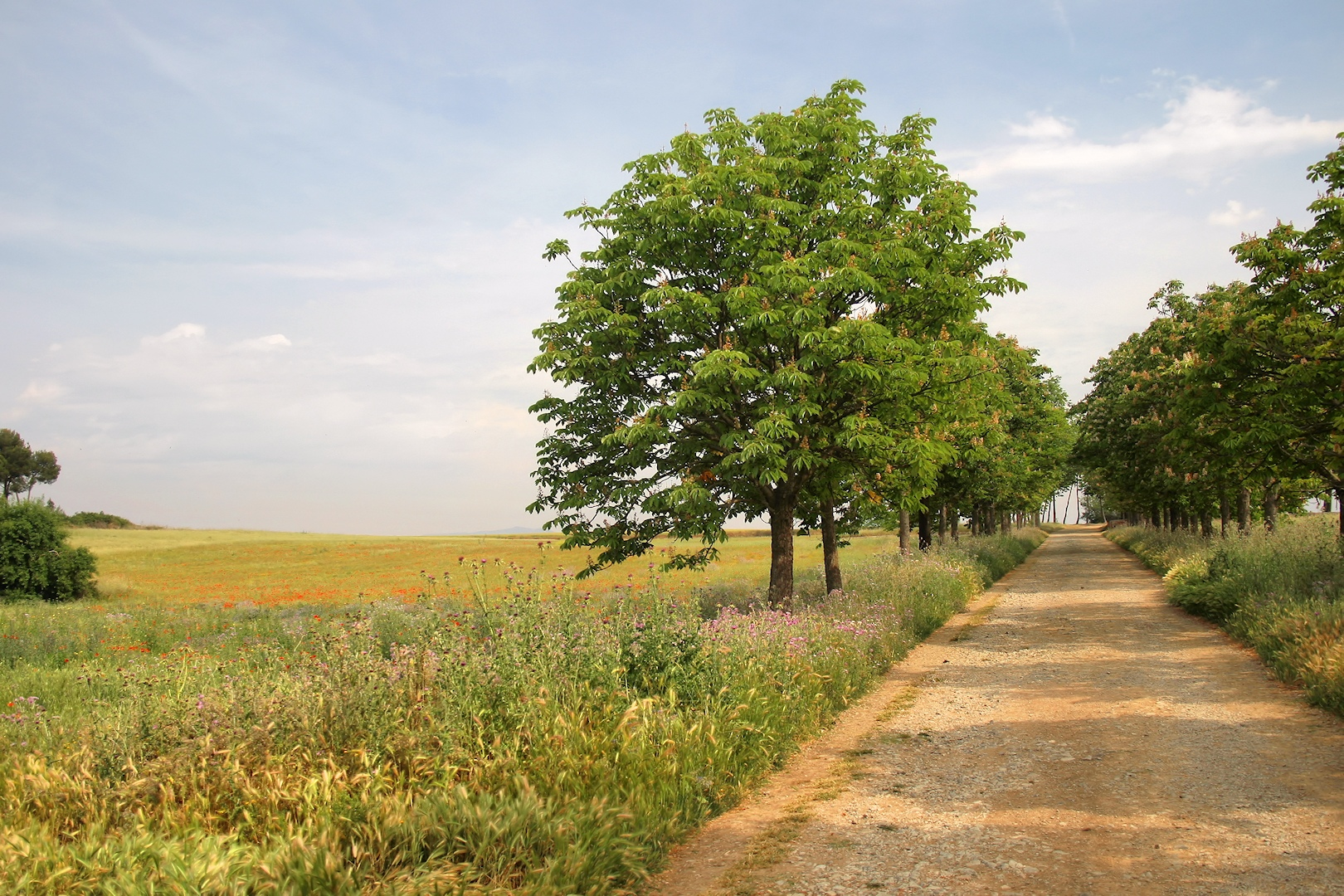
Camino de entrada
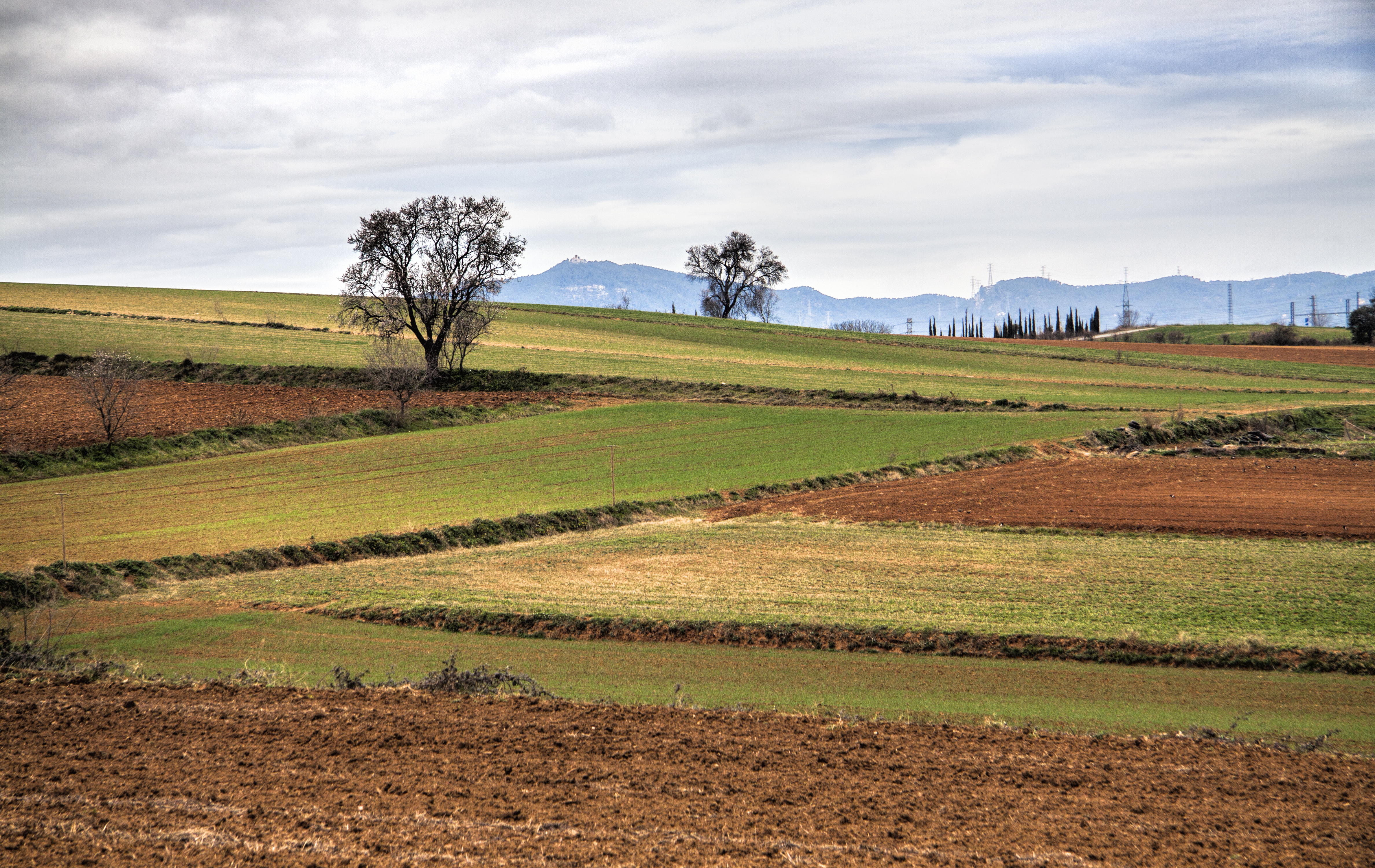
Vista de Gallecs
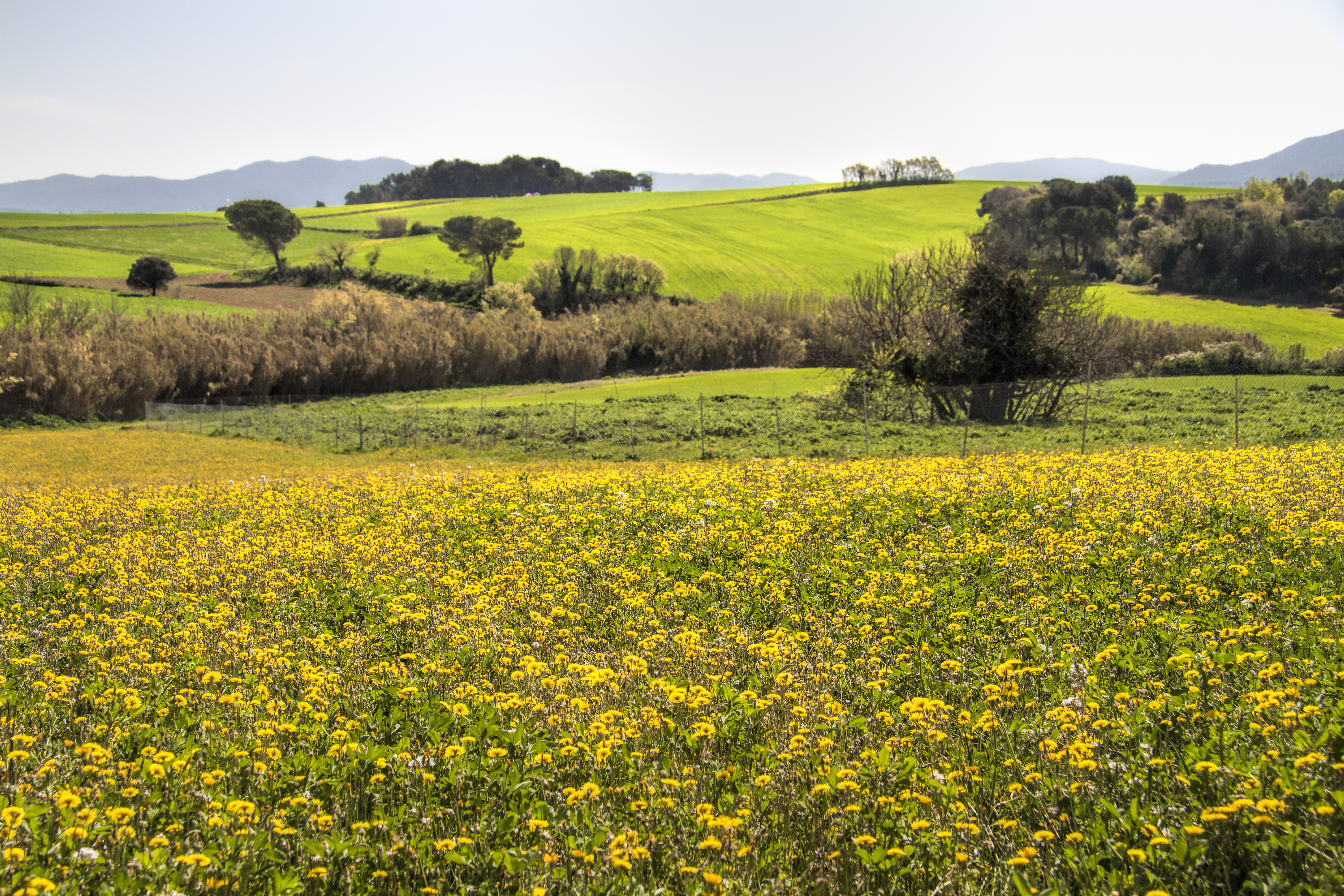
Vista de Gallecs
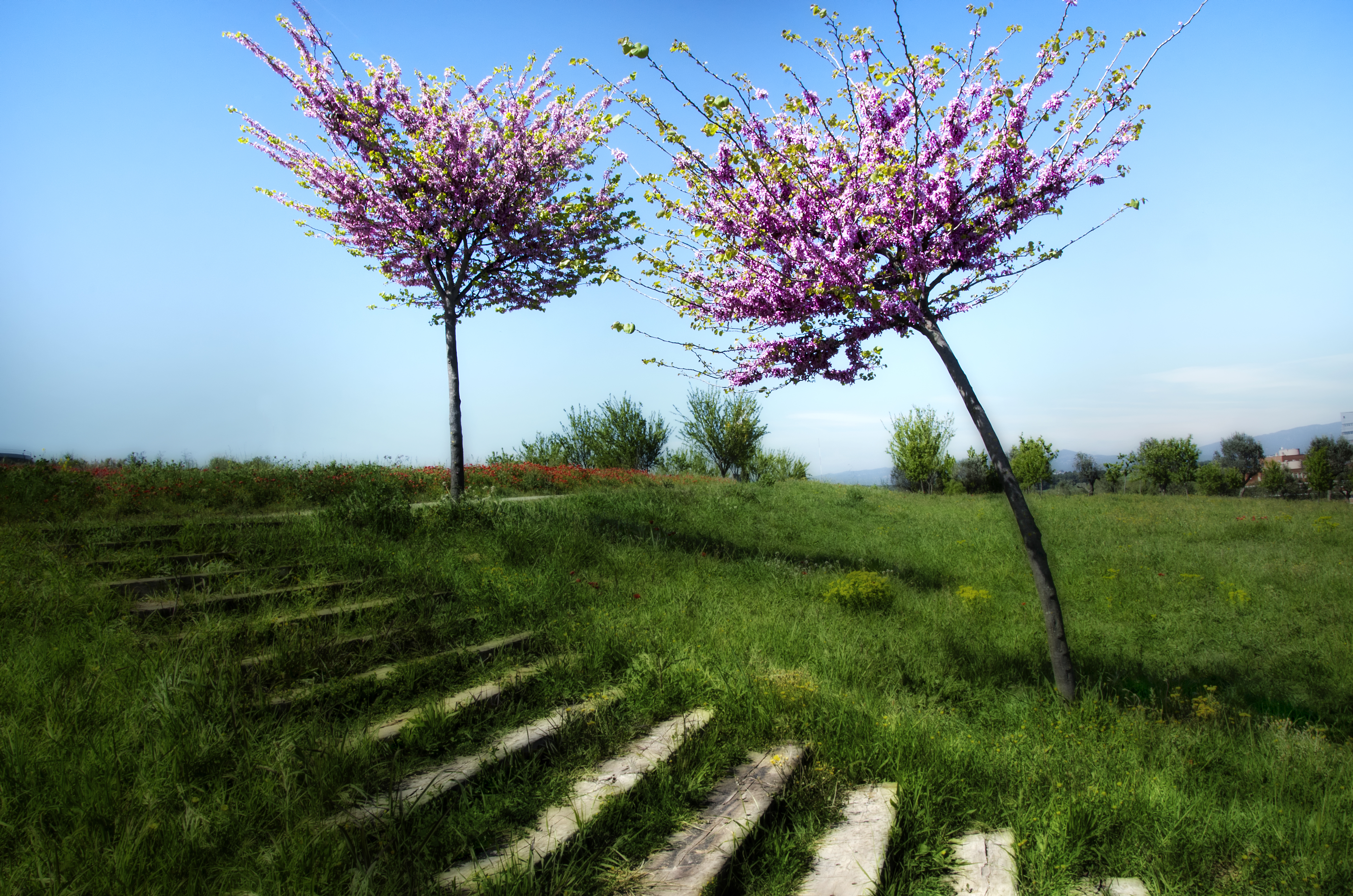
Escaleras en Gallecs
Atardecer en Gallecs
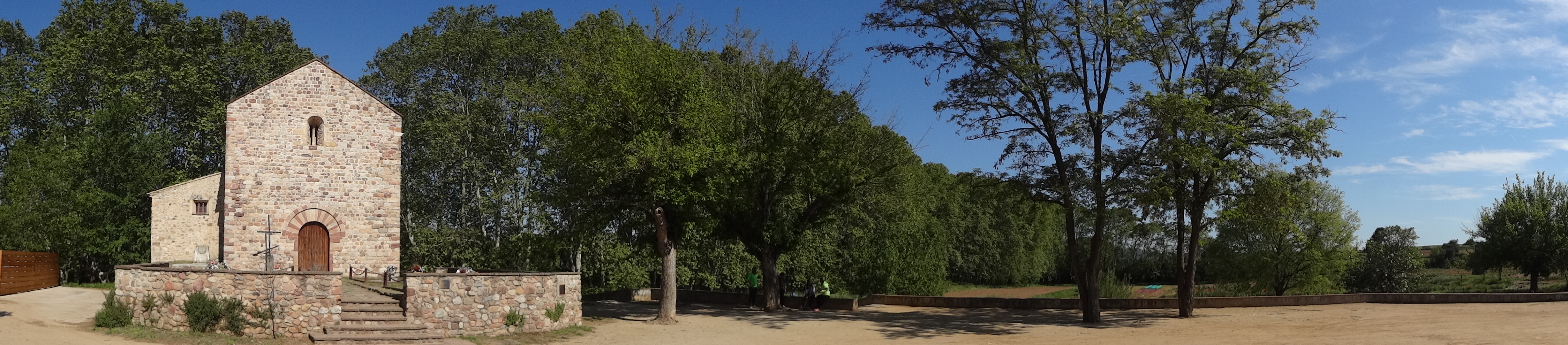
Paronámica del núcleo de Gallecs
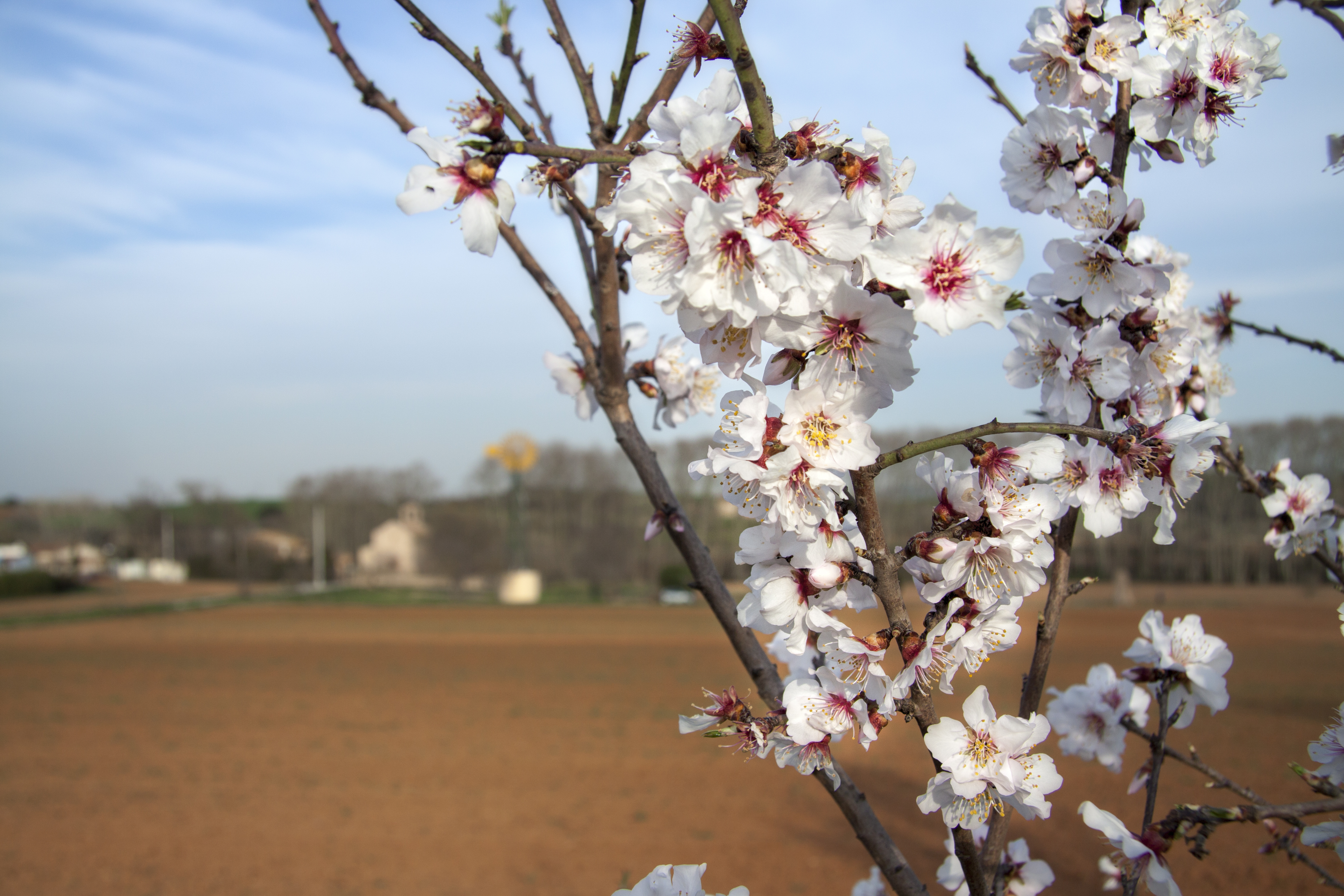
Flores con el núcleo de Gallecs al fondo

## Demografía
Mollet del Vallés cuenta con una población de 52 283 habitantes (INE 2024).

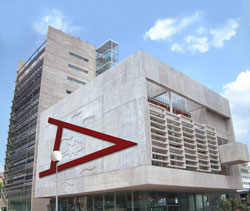
Ayuntamiento de Mollet

| Gráfica de evolución demográfica de Mollet del Vallés entre 1842 y 2021 |
| |
| Población de derecho según los censos de población del INE Población de hecho según los censos de población del INE.En este censo se denominaba Mollet, Gallechs y Parets: 1842 En estos censos se denominaba Mollet: 1857, 1860, 1877, 1887, 1897, 1900, 1910, 1920, 1930, 1940, 1950, 1960, 1970 y 1981 Entre el censo de 1857 y el anterior, disminuye el término del municipio porque independiza a Parets |

## Administración y política
| Periodo   | Nombre                       | Partido | Partido                                        |
| --------- | ---------------------------- | ------- | ---------------------------------------------- |
| 1979-1983 | Anna Bosch i Pareras         |         | Partit Socialista Unificat de Catalunya (PSUC) |
| 1983-1987 | Carme Coll i Truyol          |         | Partit Socialista Unificat de Catalunya (PSUC) |
| 1987-2003 | Montserrat Tura i Camafreita |         | Partit dels Socialistes de Catalunya (PSC)     |
| 2003-2022 | Josep Monràs i Galindo       |         | Partit dels Socialistes de Catalunya (PSC)     |
| 2022-act. | Mireia Dionisio Calé         |         | Partit dels Socialistes de Catalunya (PSC)     |

| Partido político                                         | 2023  | 2023  | 2023       | 2019  | 2019  | 2019       | 2015  | 2015  | 2015       | 2011  | 2011  | 2011       | 2007  | 2007  | 2007       |
| Partido político                                         | %     | Votos | Concejales | %     | Votos | Concejales | %     | Votos | Concejales | %     | Votos | Concejales | %     | Votos | Concejales |
| Partit dels Socialistes de Catalunya (PSC)               | 42,94 | 8038  | 12         | 34,87 | 7921  | 10         | 26,36 | 5338  | 7          | 35,39 | 6111  | 12         | 48,57 | 7994  | 15         |
| Esquerra Republicana de Catalunya (ERC)                  | 16,67 | 3121  | 5          | 23,02 | 5230  | 6          | 16,67 | 3375  | 5          | 7,63  | 1318  | 2          | 6,32  | 1040  | 1          |
| En Comú Podem (ECP)-Iniciativa per Catalunya Verds (ICV) | 12,35 | 2312  | 3          | 13,50 | 3067  | 4          | 24,02 | 4864  | 7          | 11,69 | 2019  | 3          | 12,74 | 2097  | 3          |
| Partit Popular de Catalunya (PP)                         | 6,82  | 1277  | 2          | 4,27  | 970   | 0          | 6,52  | 1321  | 1          | 13,93 | 2406  | 4          | 11,32 | 1863  | 3          |
| Vox                                                      | 6,63  | 1241  | 2          | —     | —     | —          | —     | —     | —          | —     | —     | —          | —     | —     | —          |
| Junts per Catalunya (JxC)-Convergència i Unió (CiU)      | 5,10  | 956   | 1          | 5,02  | 1142  | 1          | 7,95  | 1609  | 2          | 13,15 | 2270  | 4          | 10,86 | 1788  | 3          |
| Ciutadans (CS)                                           | 1,65  | 310   | 0          | 9,40  | 2135  | 2          | 11,17 | 2263  | 3          | 2,18  | 376   | 0          | 2,59  | 427   | 0          |
| Podemos                                                  | —     | —     | —          | 7,73  | 1756  | 2          | —     | —     | —          | —     | —     | —          | —     | —     | —          |

## Monumentos y lugares de interés
- Ayuntamiento

Plaza Mayor, 1.

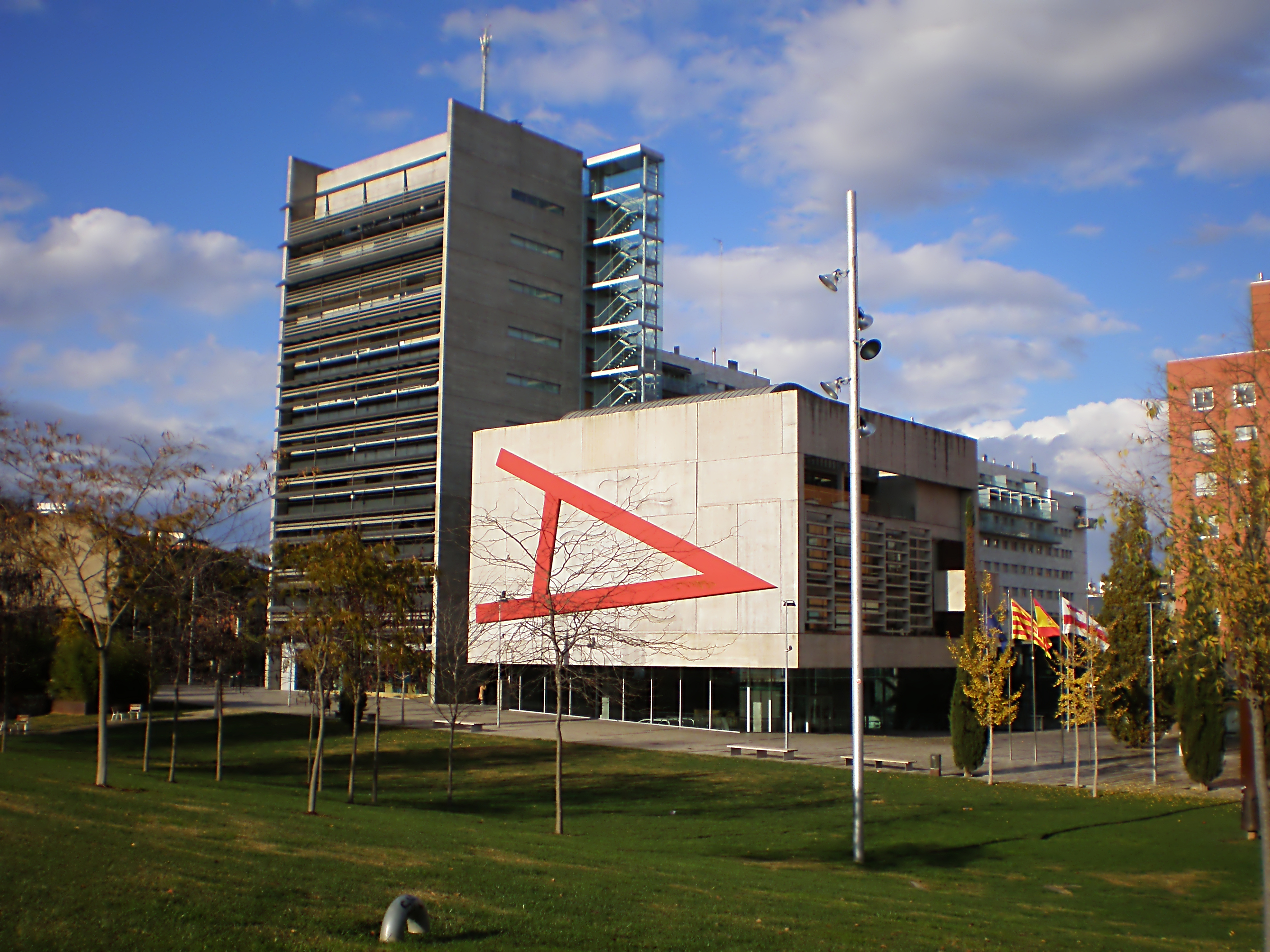
Ayuntamiento de Mollet del Vallés

2002 Equipo de arquitectos Serra-Vives-Cartagena.
Se inauguró el 9 de noviembre de 2002 en el entorno de la manzana de Can Mulà, que obtuvo el Premio europeo de espacio público urbano 2000 otorgado por el Centro de Cultura Contemporánea de Barcelona y el Instituto Francés de Arquitectura. En la fachada del edificio existe un gran mural de Joan Brossa, llamado A tumbada con pez, donde aparece un salmonete en bajorrelieve, que aparecía en el arquitrabe de la fachada de la antigua iglesia gótica de Mollet construida 500 años antes, rodeado de olas, también en bajorrelieve, procedentes de un sello del Común de Mollet de 1771. Por encima de estos bajorrelieves se sitúa una A inclinada. En el sitio web del Ayuntamiento dicen sobre esta A (traducido del catalán): «Expresión de humildad, primera letra del abecedario, puerta de entrada a la cultura y al conocimiento, una A que puede simbolizar la primera institución de la ciudad a la vez que es la primera letra de la palabra afecto. Así, el Ayuntamiento, fundamentado en la historia y la tradición, reúne el pueblo con cariño y contribuye al crecimiento cultural y a la libertad».
- Antigua Casa de la Villa

Pl. Prat de la Riba, 4.

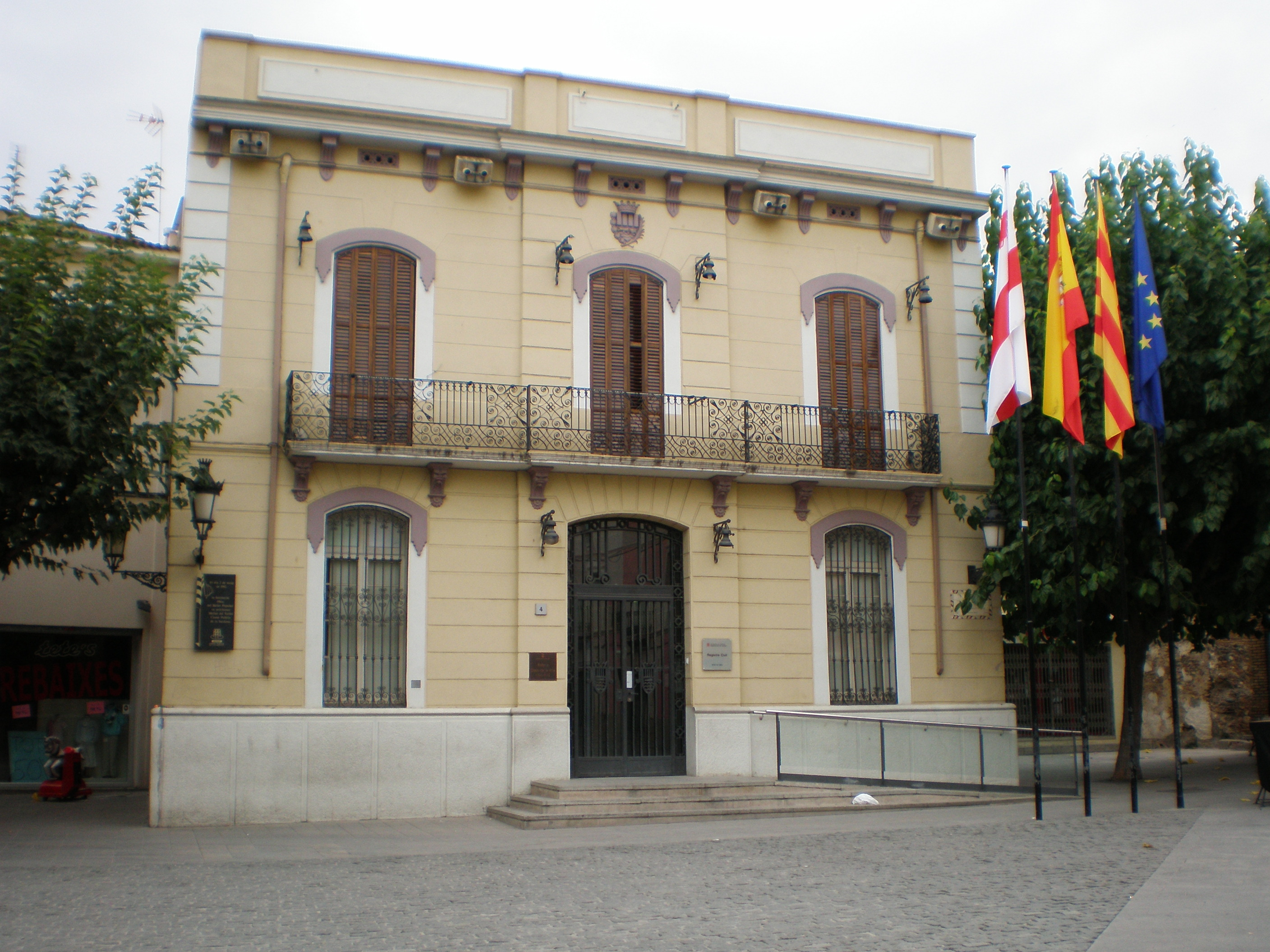
Antigua Casa de la Villa

Miquel Rosés, contratista de obra. 1890.
La antigua Sala de Plenos expone un cuadro de grandes dimensiones de Joan Abelló. Alrededor de la plaza del Prat de la Riba hay dos edificios históricos con ventanas esculpidas. Desde 2003 es la sede del Síndico de Agravios. La nueva Casa de la Villa se encuentra en la plaza Mayor.
- Academia Viñas

Av. Jaime I, 2.
Domingo Sugrañes Gras. Siglo XX

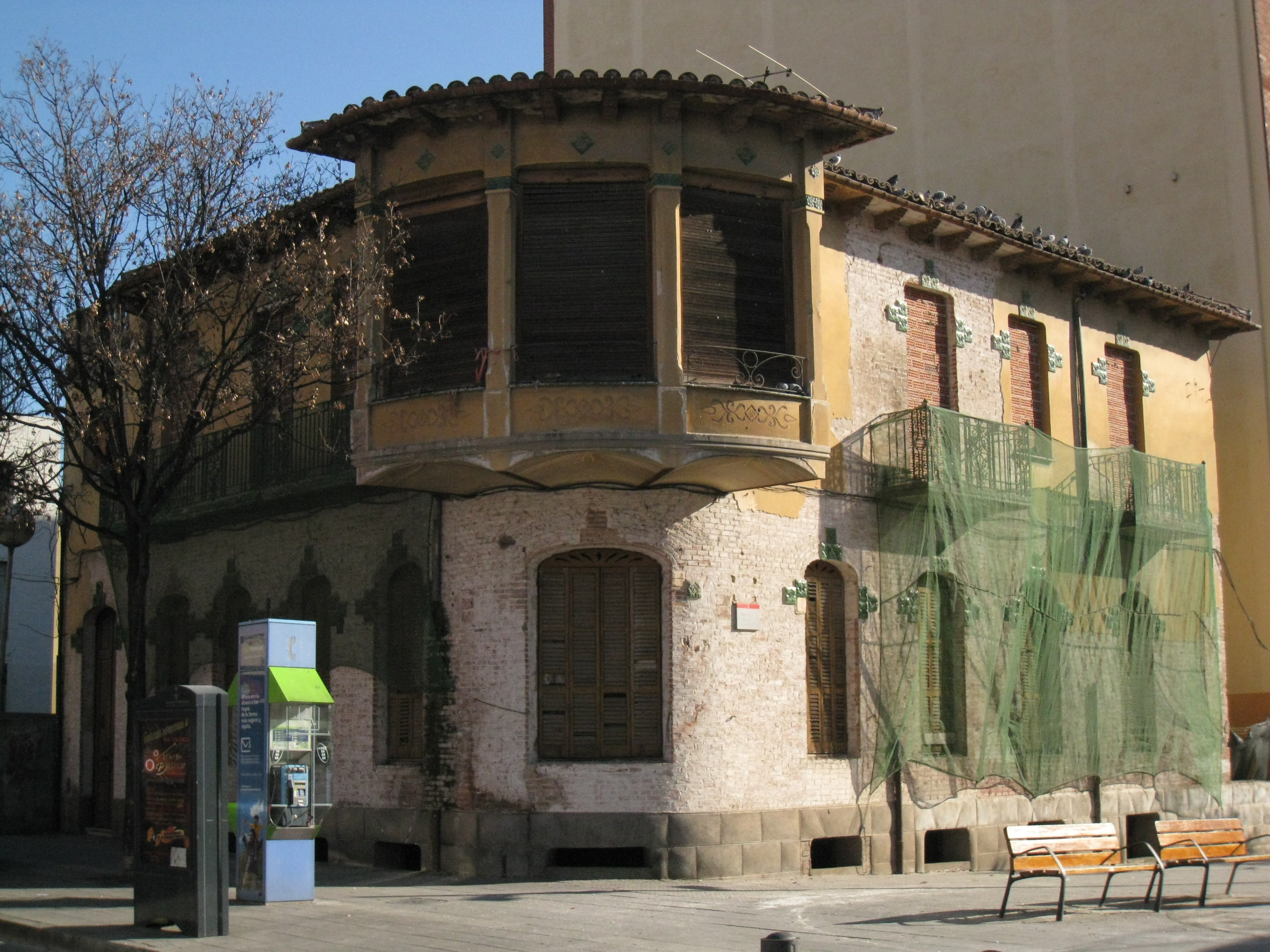
La Academia Viñas en 2012, antes de su restauración

Edificio modernista de principios del siglo XX y atribuible al arquitecto Domingo Sugrañes, fue la primera sede de la Academia Mollet, también conocida como Academia Viñas, que se inauguró oficialmente en 1931. El inmueble acogió el centro educativo hasta que en 1963 la escuela se ampliaba con la adquisición de un edificio en la avenida Calderó de Mollet. A partir de 1979, el edificio fue la sede del centro de formación Meca Rápido hasta que, años más tarde, este centro también se trasladó a la avenida Calderón.
Los años en desuso fueron acelerando la degradación del edificio, hasta el punto que el Ayuntamiento requiere a los propietarios en varias ocasiones la rehabilitación de la fachada y que los Bomberos tuvieran que hacer alguna actuación de urgencia para limpiar la fachada y evitar desprendimientos.
El 2008, el promotor Jaume Alcoberro inició la rehabilitación del inmueble, unos trabajos, sin embargo, que quedaron parados con el estallido de la crisis inmobiliaria a la espera de financiación. Finalmente, en la primavera de 2015, el Ayuntamiento aprobaba la licencia de obras para la rehabilitación del edificio, obras que se iniciaron pero se detuvieron con la excusa de hacer cambios en el proyecto relacionadas con la conservación de un edificio abandonado.
Finalmente, en el 2017, se finalizaron las obras, quedando el edificio en su estado original, después de décadas de total abandono en el que casi desemboca en el derribo de la edificación modernista. Actualmente acoge las oficinas centrales del Banco de Sabadell en la ciudad vallesana.
- Can Gomà

C. Castelao, 2.
F. Vilagut. 1947.

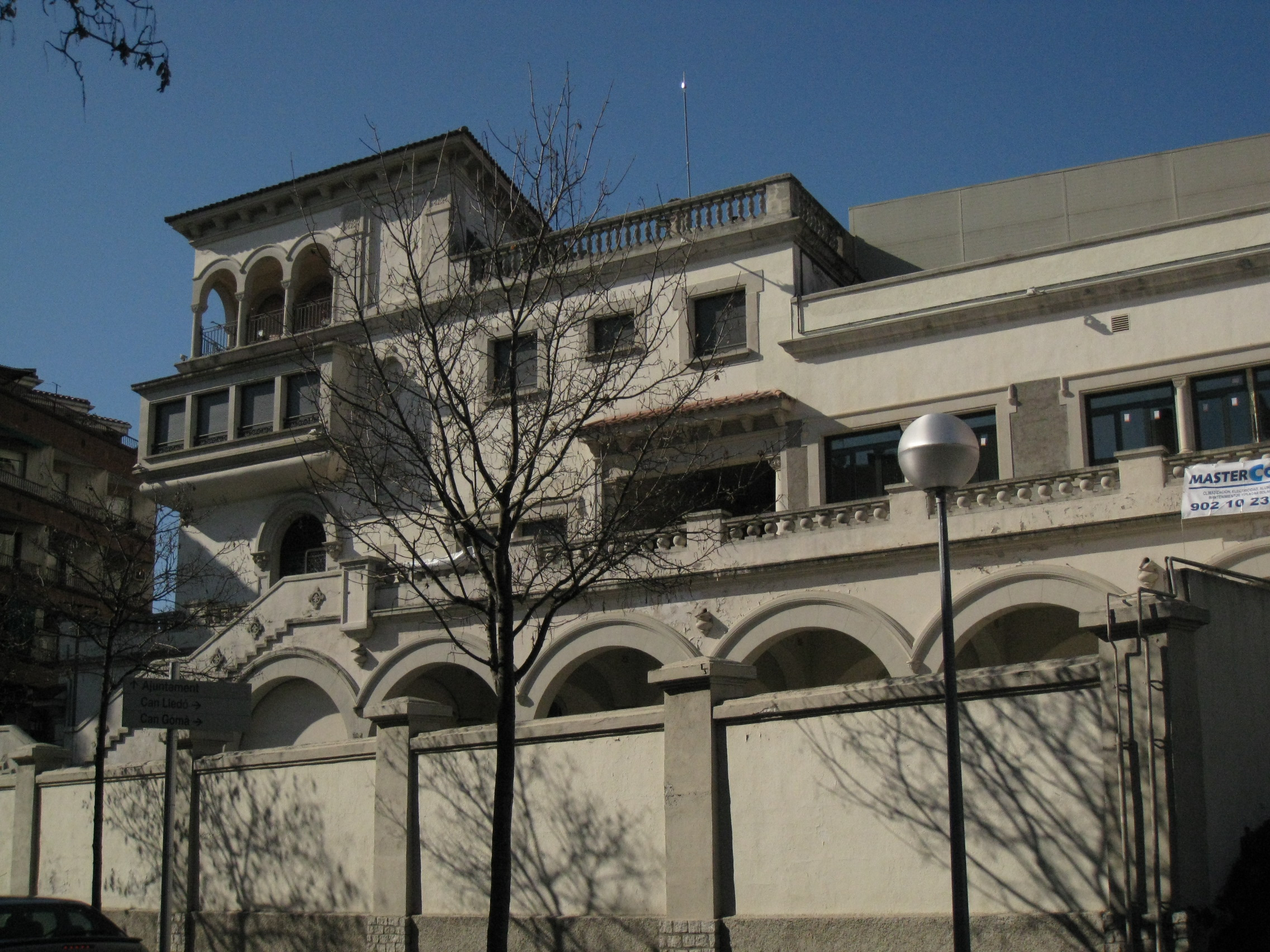
Can Gomá

Palacio que alberga la bodega y las cavas subterráneas del champán Gomá. Ahora, remodelado, acoge el teatro municipal y la escuela municipal de música y es sede de diversas entidades.
- Casal Cultural

Rambla Balmes, 2.
1964.

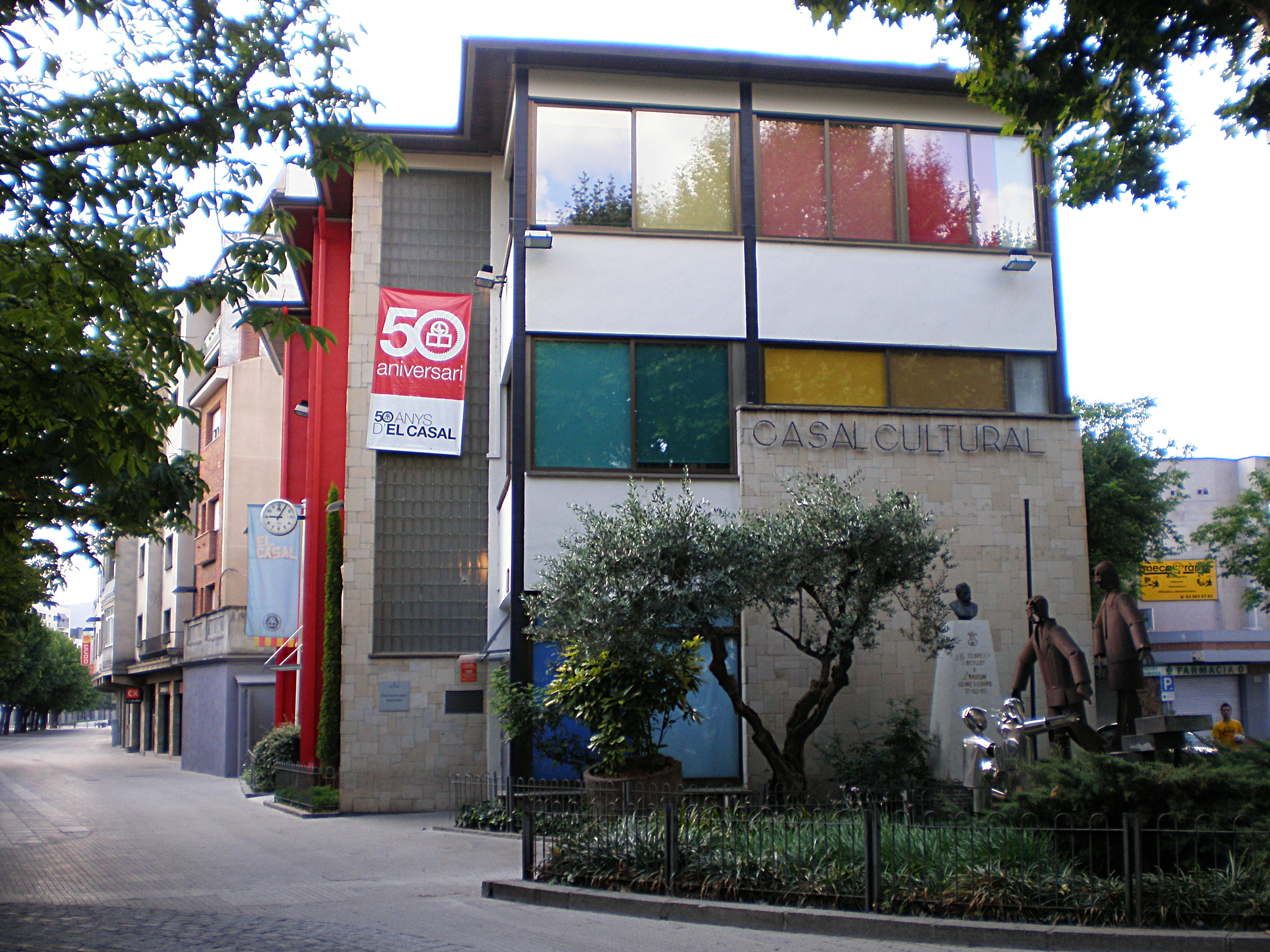
Casal Cultural

Edificio que acogió la primera Casa de la Tercera Edad y la primera biblioteca de la ciudad. Destaca, en la fachada, un bajo relieve de piedra artificial representando la diosa de la inteligencia, obra de Ramón Sabi i Serra, entre otros.
- Centro cultural La Marineta

Pl. de la Iglesia, 7.
Siglo XVI.

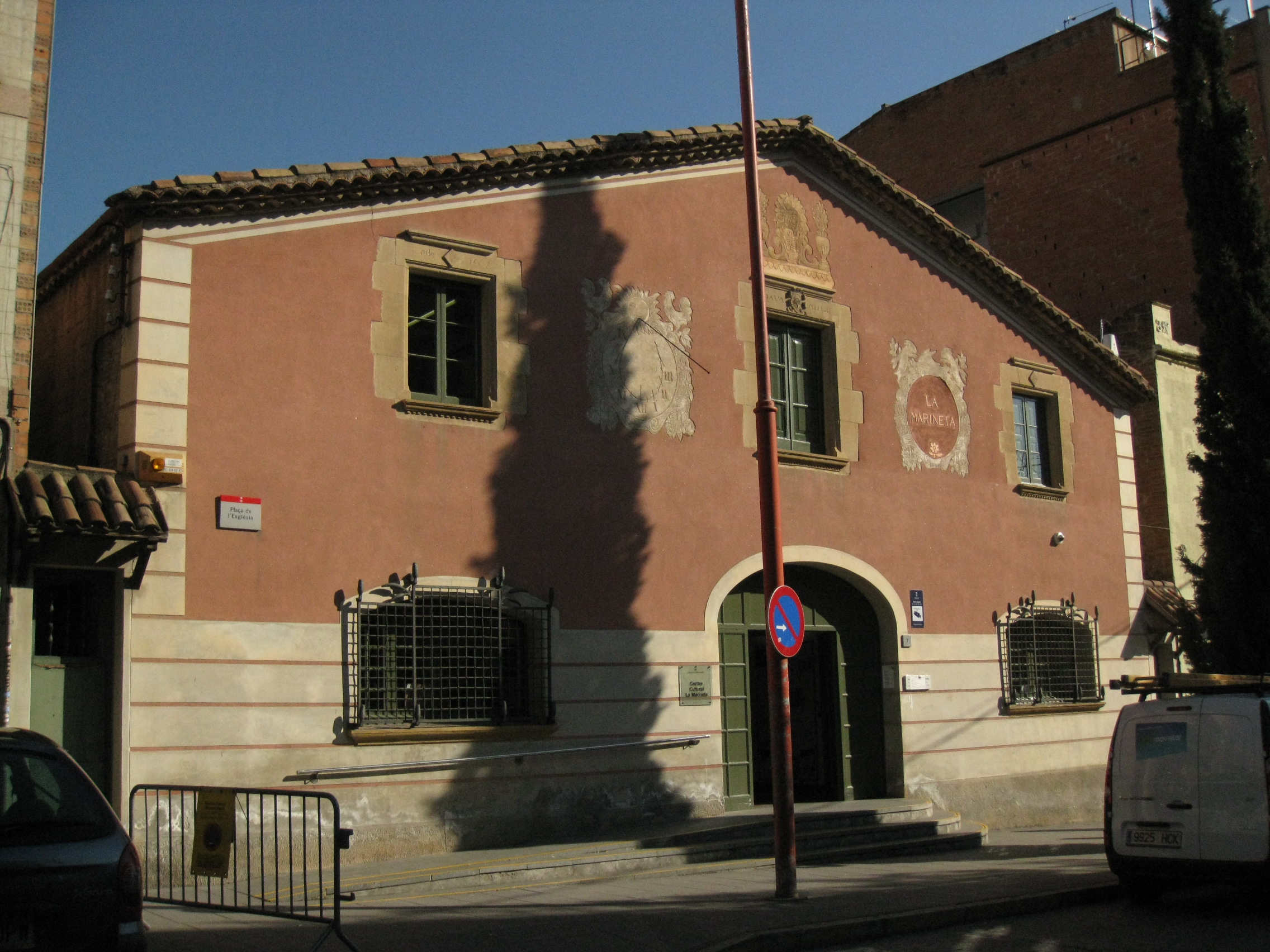
La Marineta

Antigua masía del siglo XVI que a partir del siglo XIX se convirtió en un hostal, cuando los propietarios, la familia Calderó, la arrendó. En la fachada, tiene una ventana noucentista, de 1920, diseñada por Josep Goday, y esgrafiados. Era parada y fonda de viajeros y diligencias del camí ral de Barcelona a Vic. A principios del siglo XX, el propietario Miquel Bosch de Calderó, hizo reformas, los actuales esgrafiados de la fachada y le puso el nombre de Marinette, en honor a su esposa, María Damm. Los últimos años, los propietarios Canals i Llavina, se encargaron del restaurante y del bar y fue centro de encuentros de celebraciones y entidades. El Ayuntamiento la compró el año 1984, la restauró y la convirtió en un centro cultural.
- Iglesia parroquial de San Vicente

Pl. de Iglesia, 1.
1941. Francesc Folguera.

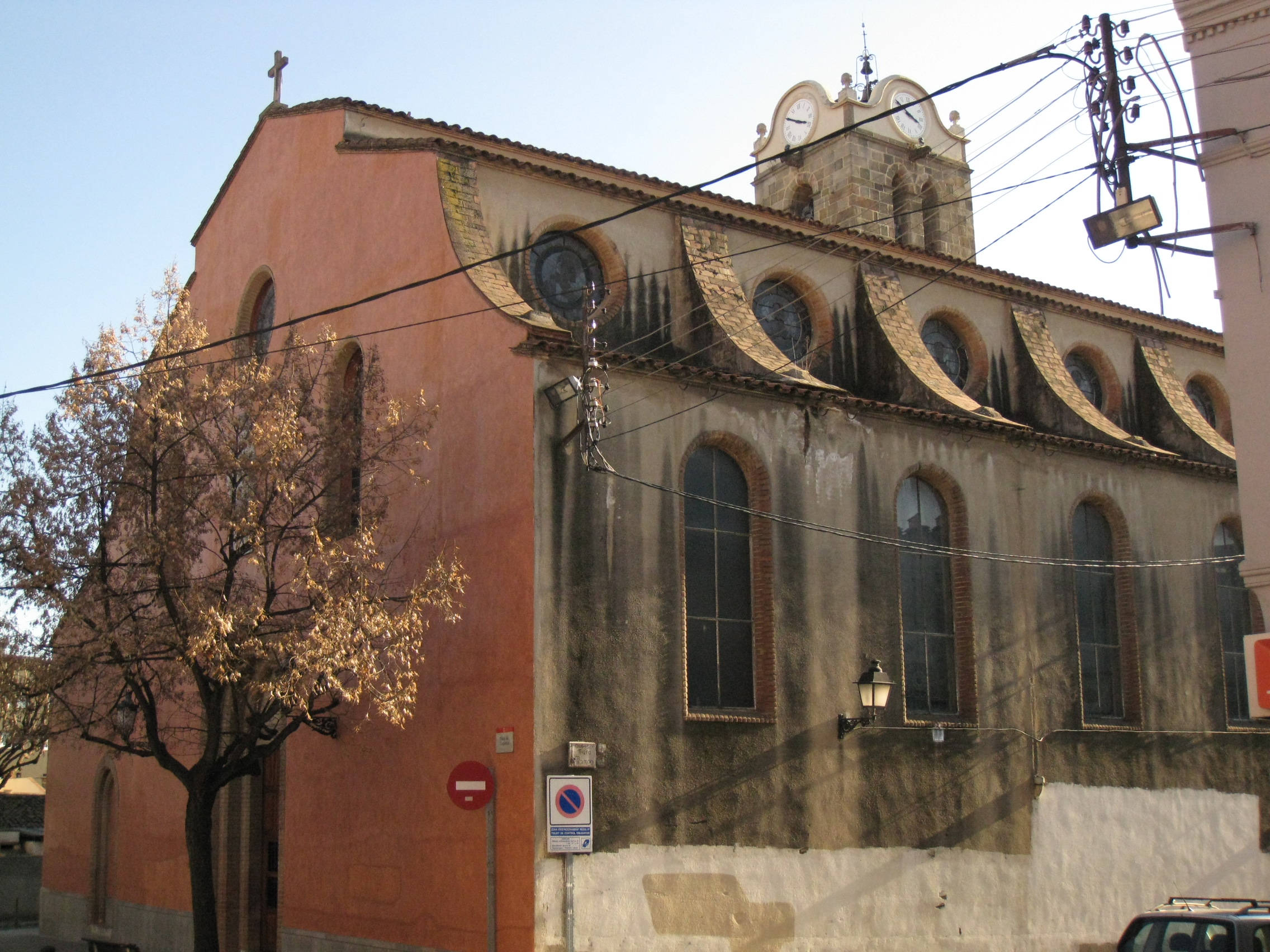
Iglesia parroquial de San Vicente

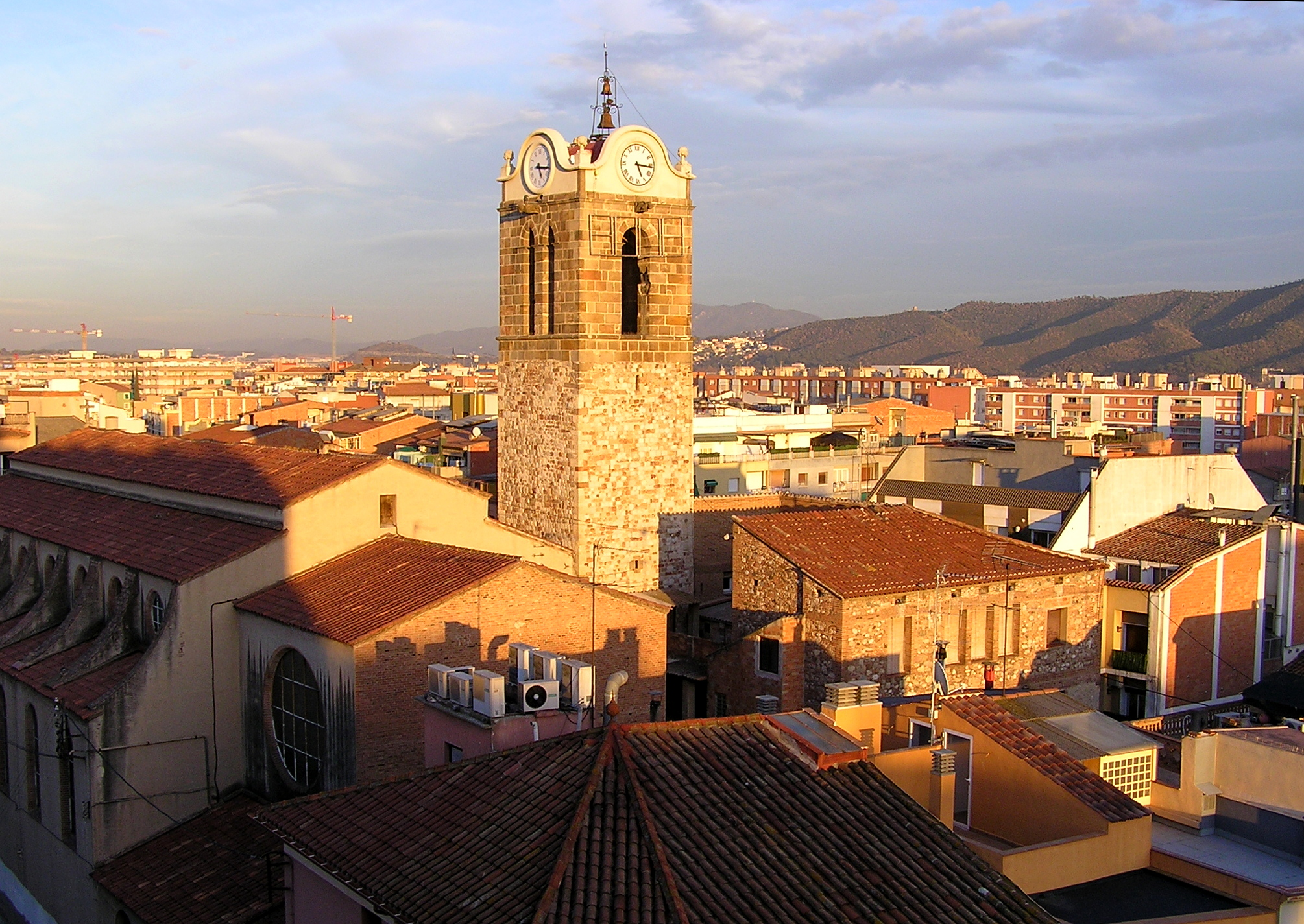
Vista aérea de la iglesia parroquial de San Vicente

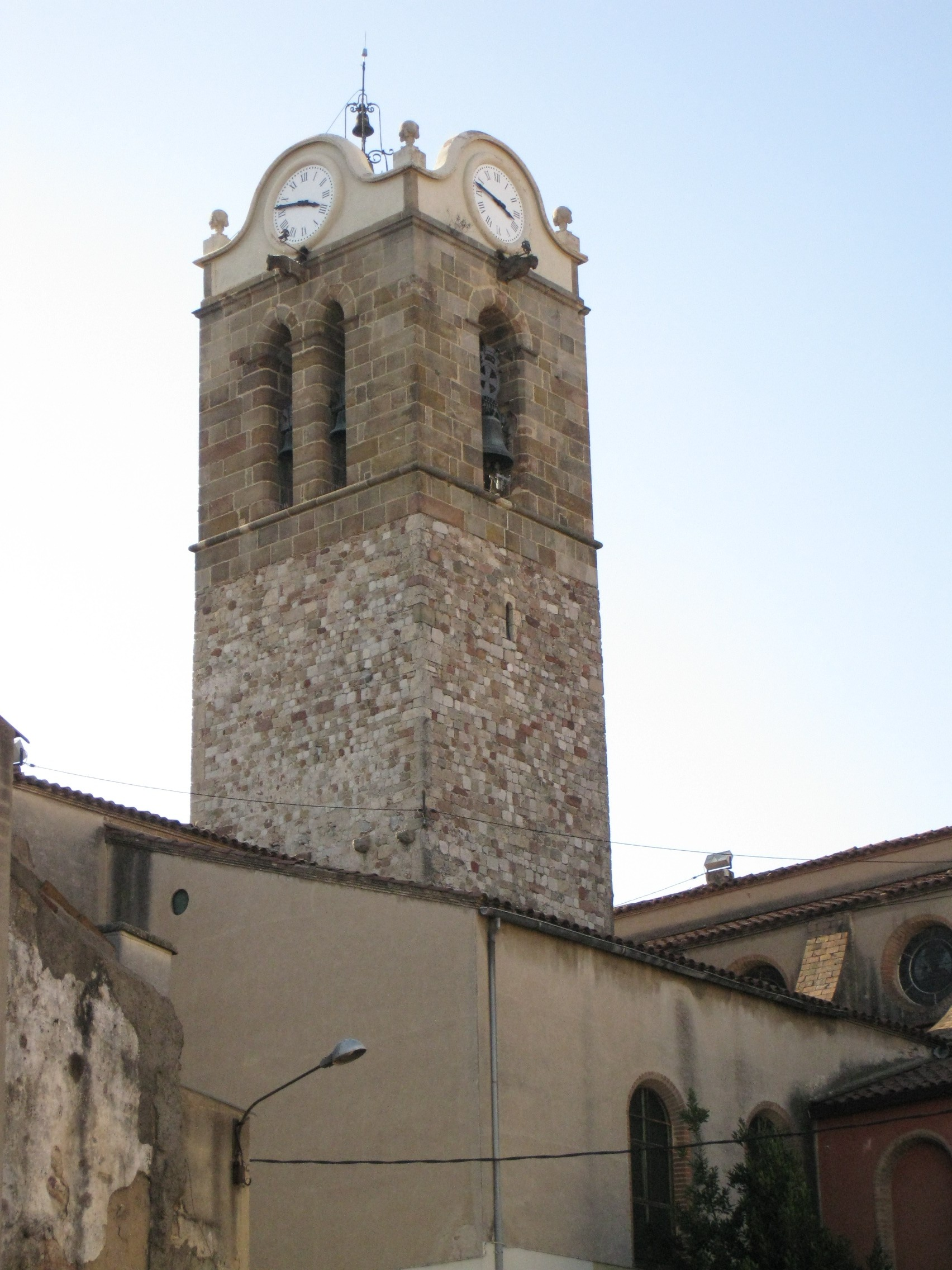
Campanario de la iglesia parroquial de San Vicente

La base del campanar es el único vestigio que se conserva de la antigua iglesia gótica, construida el año 1498 y destruida el año 1936 durante la guerra civil española. La fachada de la iglesia, tiene un relieve en piedra que representa a la Virgen María en el momento en el que su hijo Jesús, muerto, es desclavado de la cruz. Colocado el 18 de agosto de 2002, recuerda la celebración del Voto de Pueblo, cuando los molletenses invocaron la Virgen ante una epidemia de peste y, en agradecimiento, decidieron celebrar cada año una fiesta de acción de gracias a la Virgen, que es el domingo siguiente del 15 de agosto, la fiesta mayor de Mollet.
- Iglesia de Santa María de Gallecs

Gallecs.
Siglo XII.

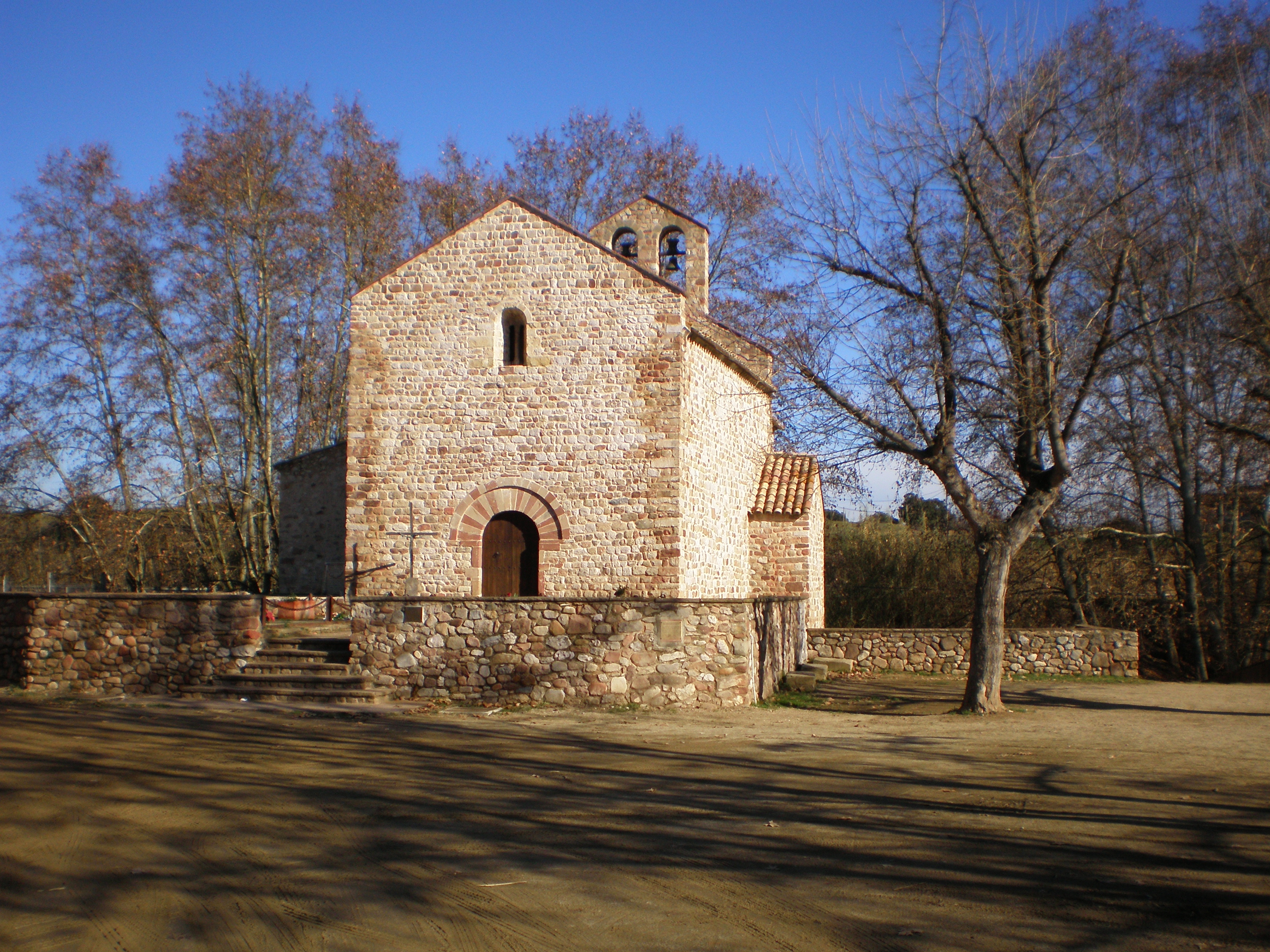
Iglesia románica de Santa María de Gallecs

Iglesia románica con vestigios prerrománicos situada el corazón de uno de los parajes naturales más importantes de la comarca, Gallecs. A su alrededor Hay algunas masías de interés arquitectónico.
- Farmacia Amadó

Pl. Prat de la Riba, 17
Siglo XIX.

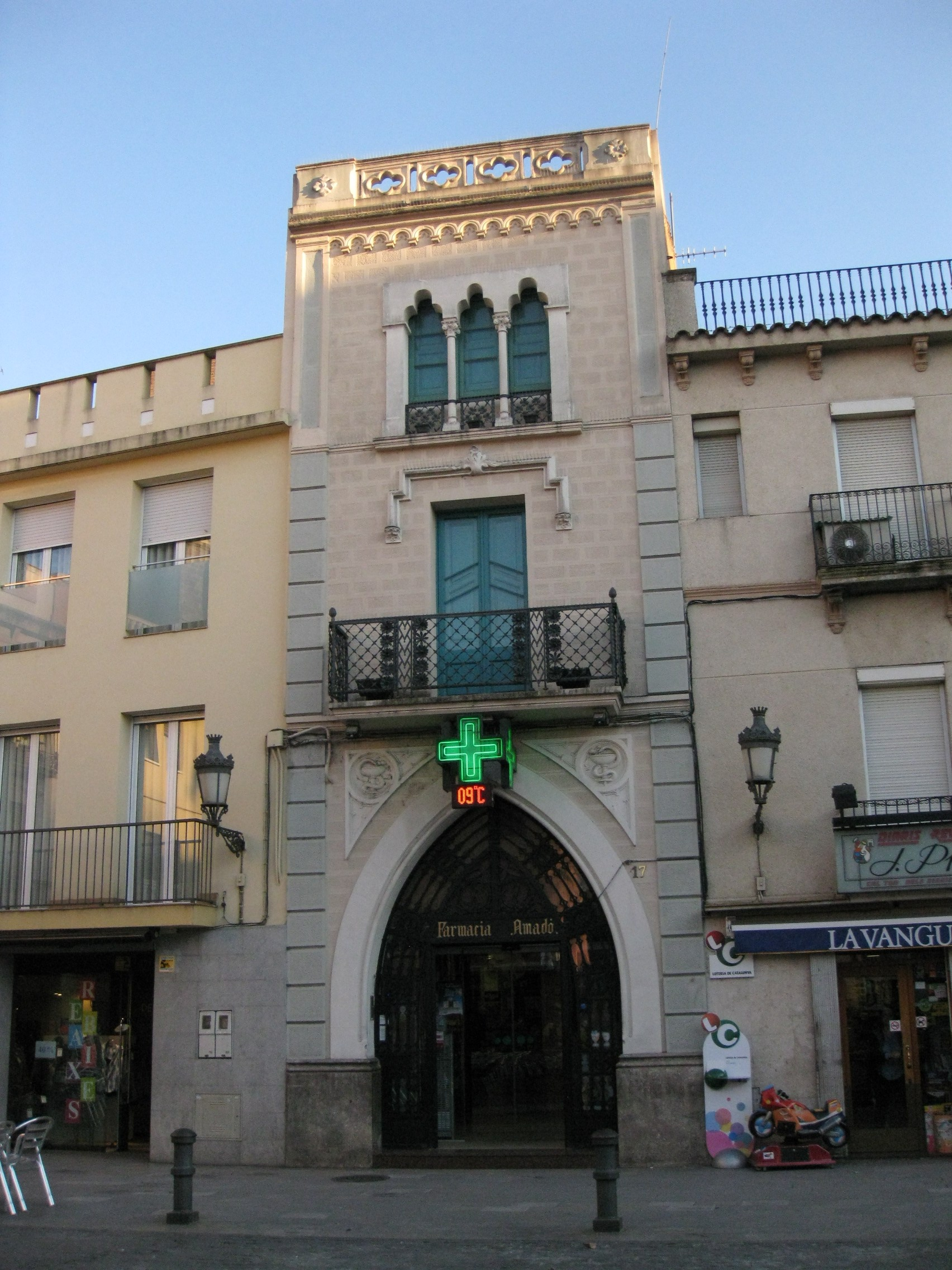
Farmacia Amadó

Una de les farmacias más antiguas de la ciudad está situada en un edificio singular por su portal neogótico.
- Can Moretó/Farinera Moretó

Av. Rafael Casanova, 79.
Siglo XIX

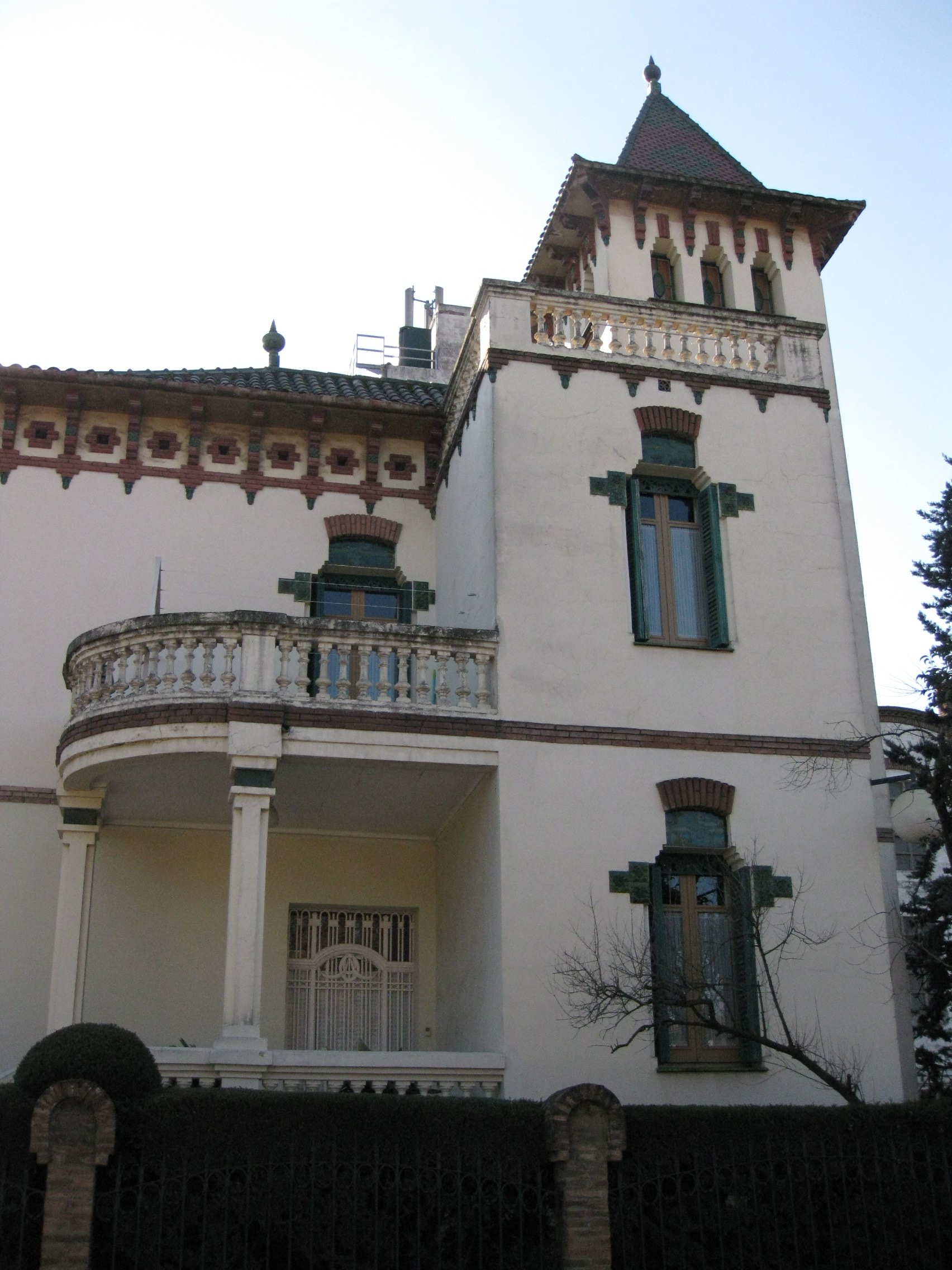
Vista de la casa familiar

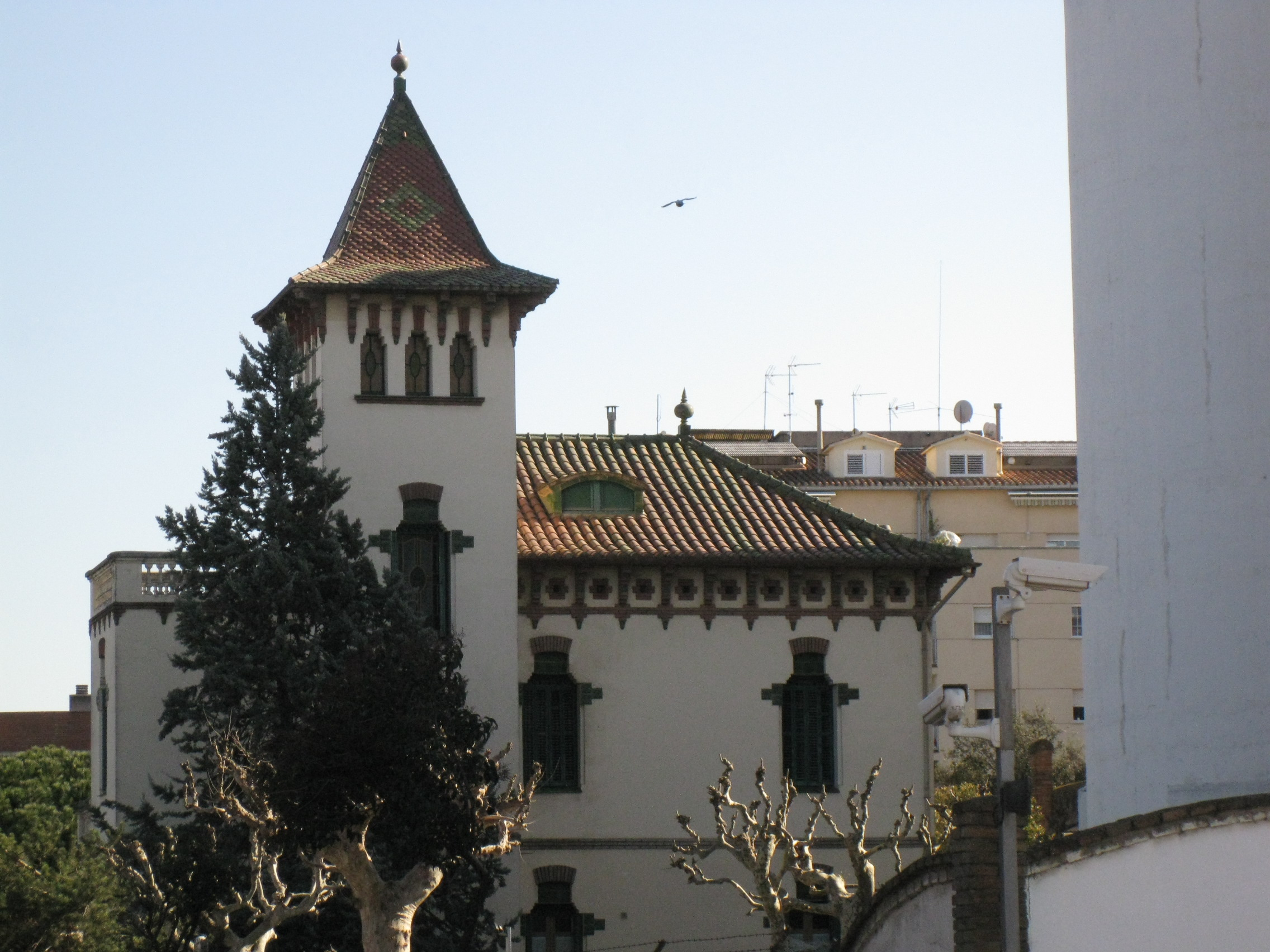
Vista de la casa familiar

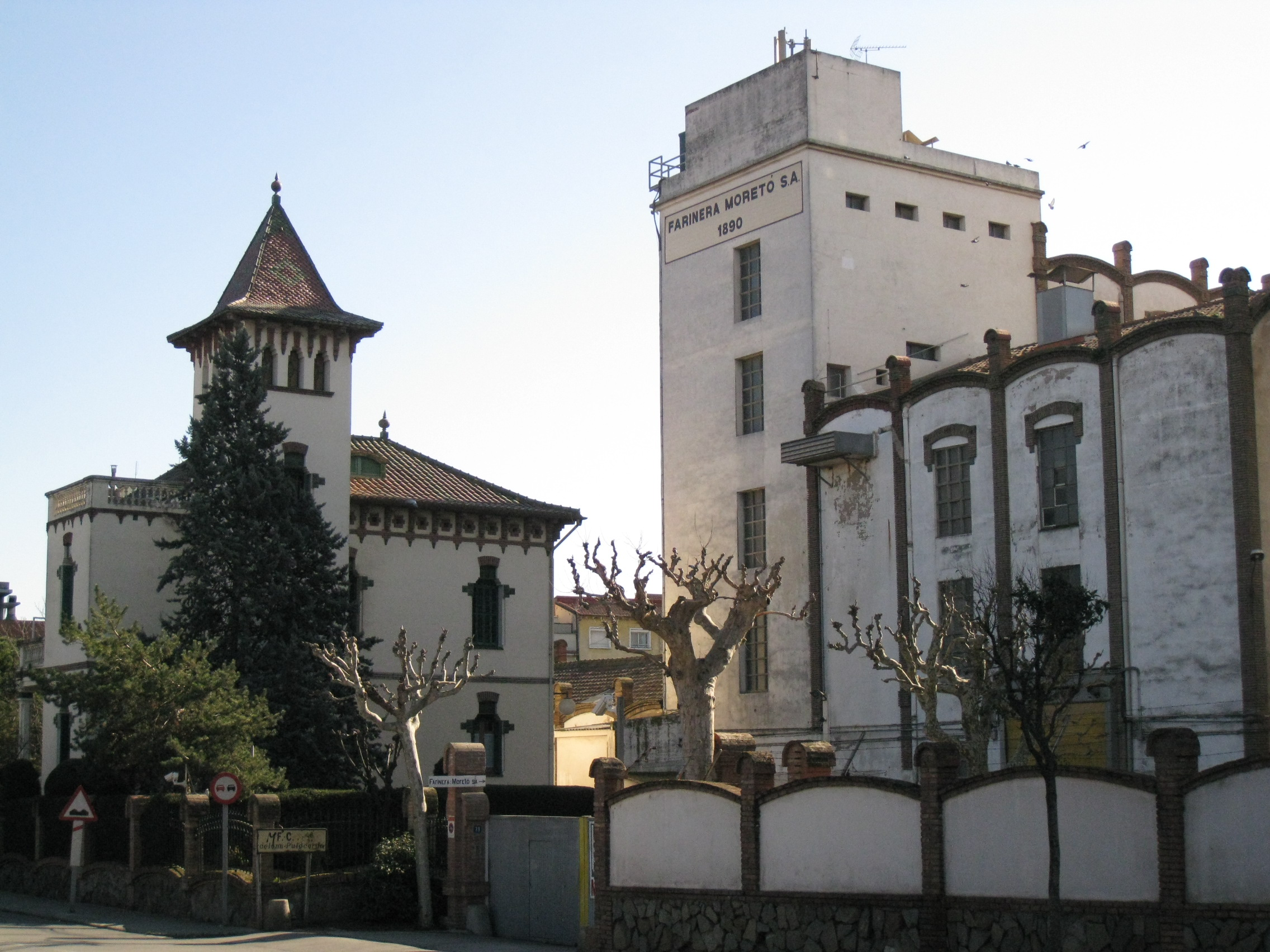
Vista de Can Moretó con la fábrica al lado

Los orígenes de la Farinera Moretó se remontan a finales del siglo XIX, cuando los hermanos Moretó i Prat, provenientes de orígenes rurales, se instalan en Mollet del Vallès, donde levantó un aserradero movida por una máquina de vapor y que los convirtió en los primeros industriales del municipio. A partir de 1895, la empresa diversificó el negocio. Aprovechando el excedente de energía de la máquina de vapor, los hermanos Moretó decidieron montar unas muelas de molino para moler cereales y producir harina. En 1909, con la segunda generación de la familia, los hermanos Moretó i Riera, el negocio da un salto adelante con la primera harinera moderna y ocho años después se trasladan de emplazamiento y comienzan la construcción del actual edificio en la estación de Mollet-Santa Rosa. Allí se instaló la nueva harinera y la residencia familiar, obra del arquitecto Domingo Sugrañes Gras. Interés arquitectónico y edificada en un momento de transición entre el Modernismo y el Novecentismo, el conjunto arquitectónico de la Farinera Moretó, que se concibió como un conjunto indivisible entre la fábrica y la casa, emana reminiscencias de ambos movimientos. En el edificio de la residencia, de rasgos novecentistas, se pueden admirar flores decorativas esgrafiadas abajo la cornisa, engaltats cerámicos en las esquinas y gárgolas de cerámica en verde, en un edificio encalado con cubierta de teja árabe, aleros ensanchados y atalayas. Además de las construcciones que formaban el conjunto fabril, la familia Moretó encargó al arquitecto Manuel Casas Lamolla, el año 1935, el diseño de un jardín de líneas clásicas, que la familia cedió años más tarde a la Ayuntamiento de la ciudad, donde actualmente se ubican los Jardines de La Farinera. Negocio en funcionamiento de la mano de la tercera y la cuarta generación de la familia, la Farinera Moretó fue ampliando el negocio y las instalaciones. La construcción de los silos de trigo (1929 y 1968), de los silos de harina (1955 y 1990), y la renovación periódica de la maquinaria del molino (1930, 1955, 1980 y 1996) han configurado la fábrica actual, lo aunque dispone de los terrenos y de las infraestructuras suficientes para garantizar la continuidad del negocio. Precisamente, el funcionamiento a pleno rendimiento de la fábrica ha sido uno de los criterios que ha tenido en cuenta el Museo de la Ciencia y de la Técnica de Cataluña a la hora de proponer la Farinera Moretó el catálogo de patrimonio catalán. Además, el interés histórico, arquitectónico y artístico del conjunto y el buen estado de conservación de la casa familiar, hacen de la Farinera Moretó, protegido desde 2005 dentro del Plan de Ordenación Urbanística de Mollet, un elemento de referencia.
- Vivienda de la calle Berenguer III, 100

C/ Berenguer III, 100.
Siglo XX.

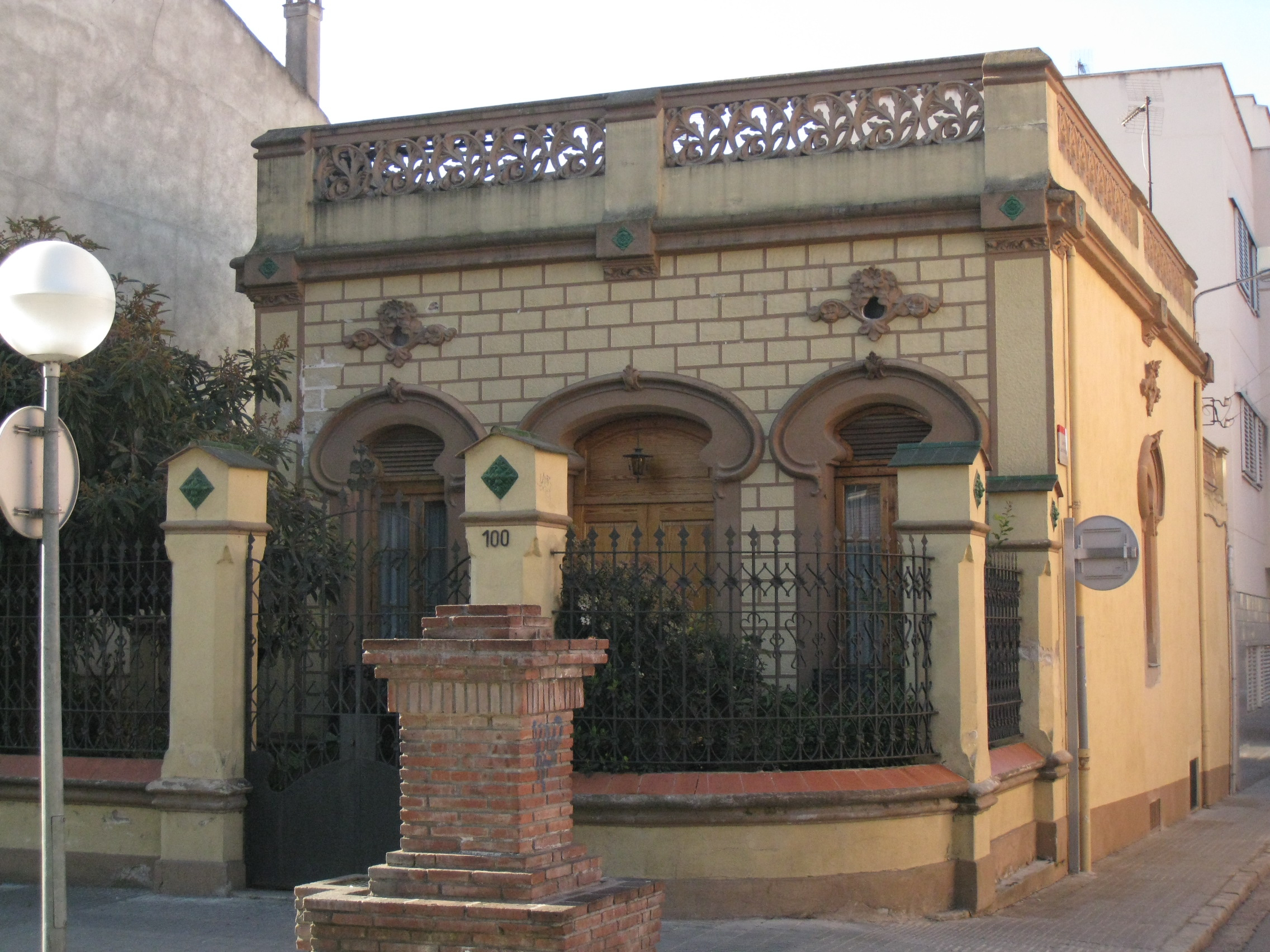
Casa de la calle Berenguer III

Novecentismo. En la esquina con la calle de Jacinto Verdaguer, de principios del siglo XX, destaca el pequeño jardín, con la casa retardada. La fachada tiene una composición simétrica con elementos de arcos medio arabescos y la reja del jardín, de hierro. Arriba hay una cornisa con elementos florales que se hacían prefabricados y se iban colocando. La fuente delantera es modernista. En todo Mollet había ocho, más la de la plaza de Prat de la Riba. En 1998 se sustituyeron todas las tuberías de agua de la calle, que estaban muy dañadas y el alcantarillado que pasaba por debajo. Entonces se tuvo que sacar la fuente y se volvió a reconstruir siguiendo los dibujos originales
- Vivienda con fachada modernista

C/ Italia, 2-4.
1915. Domingo Sugrañes Gras.

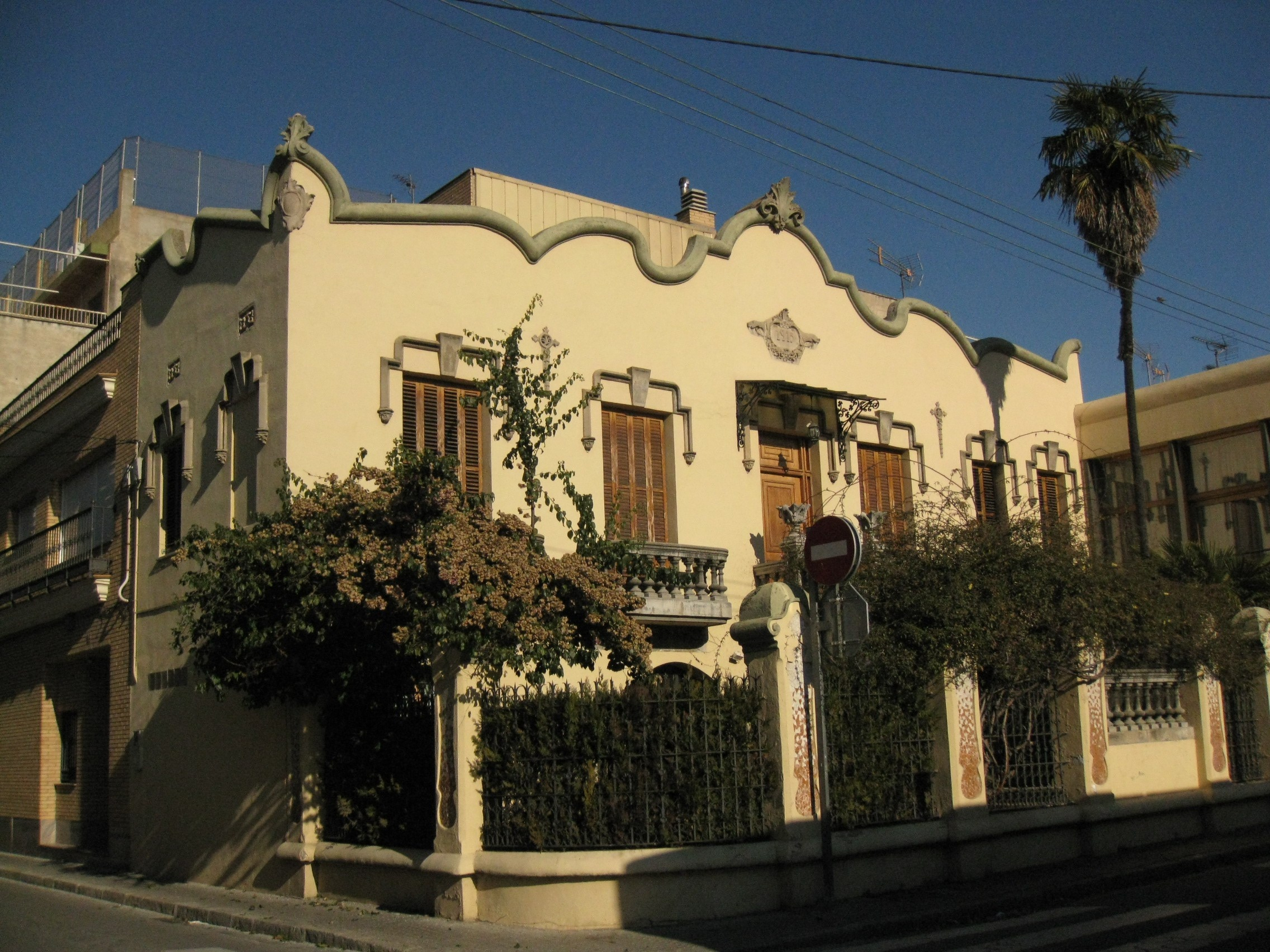
Casa de la calle Italia

Edificio de estilo neogótico modernista con ornamentación de piedra artificial, de reciente y cuidadosa rehabilitación.
- Hostal Can Prat

Av. Can Prat s/n.
1746

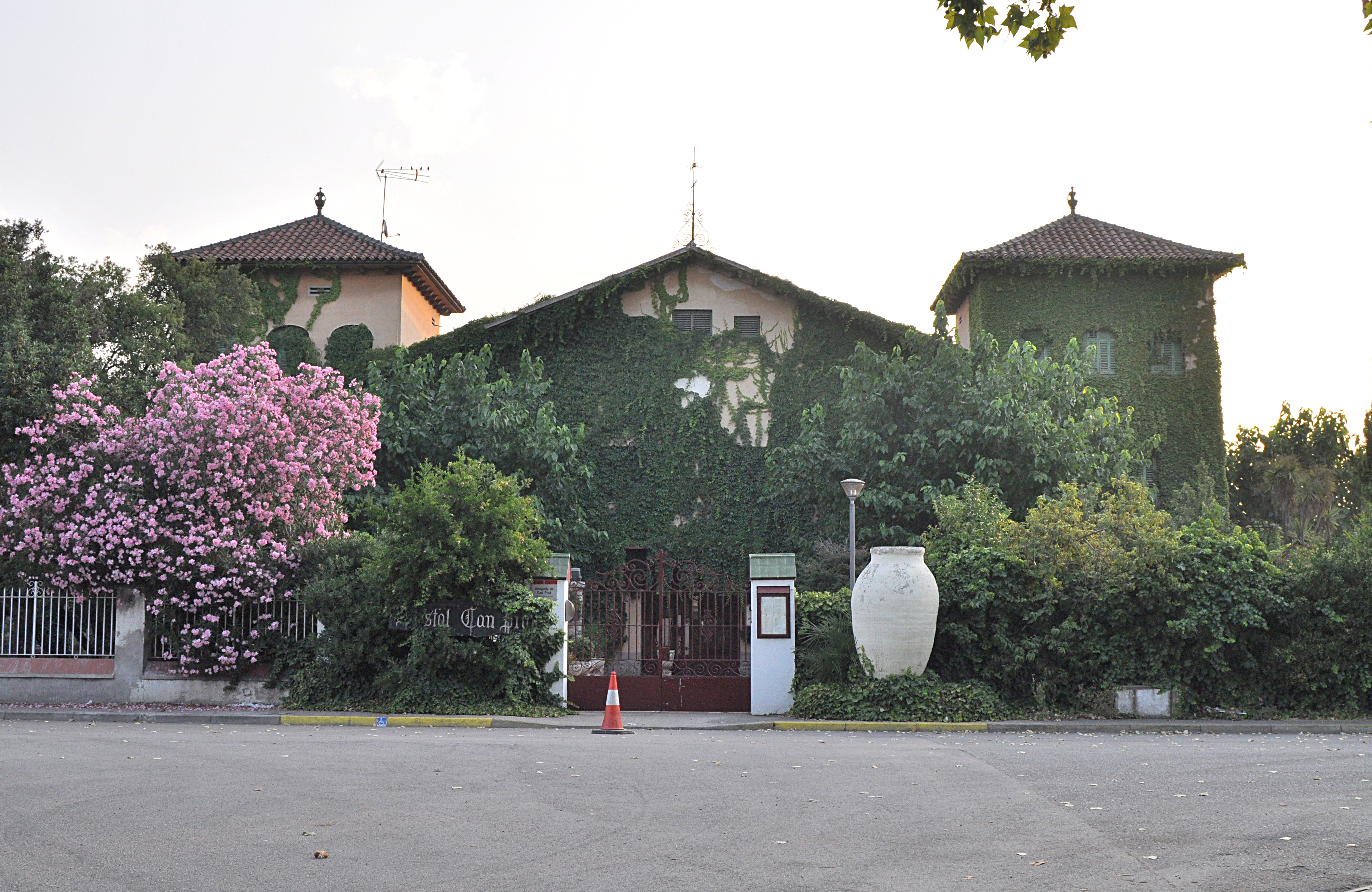
Hostal Can Prat

El año 1746 la masía de Can Prat se convierte en hostal y adquiere, muy pronto, un gran prestigio en toda la comarca. Muy remodelado, el edificio aún acoge un restaurante.
- Masía de Can Borrell

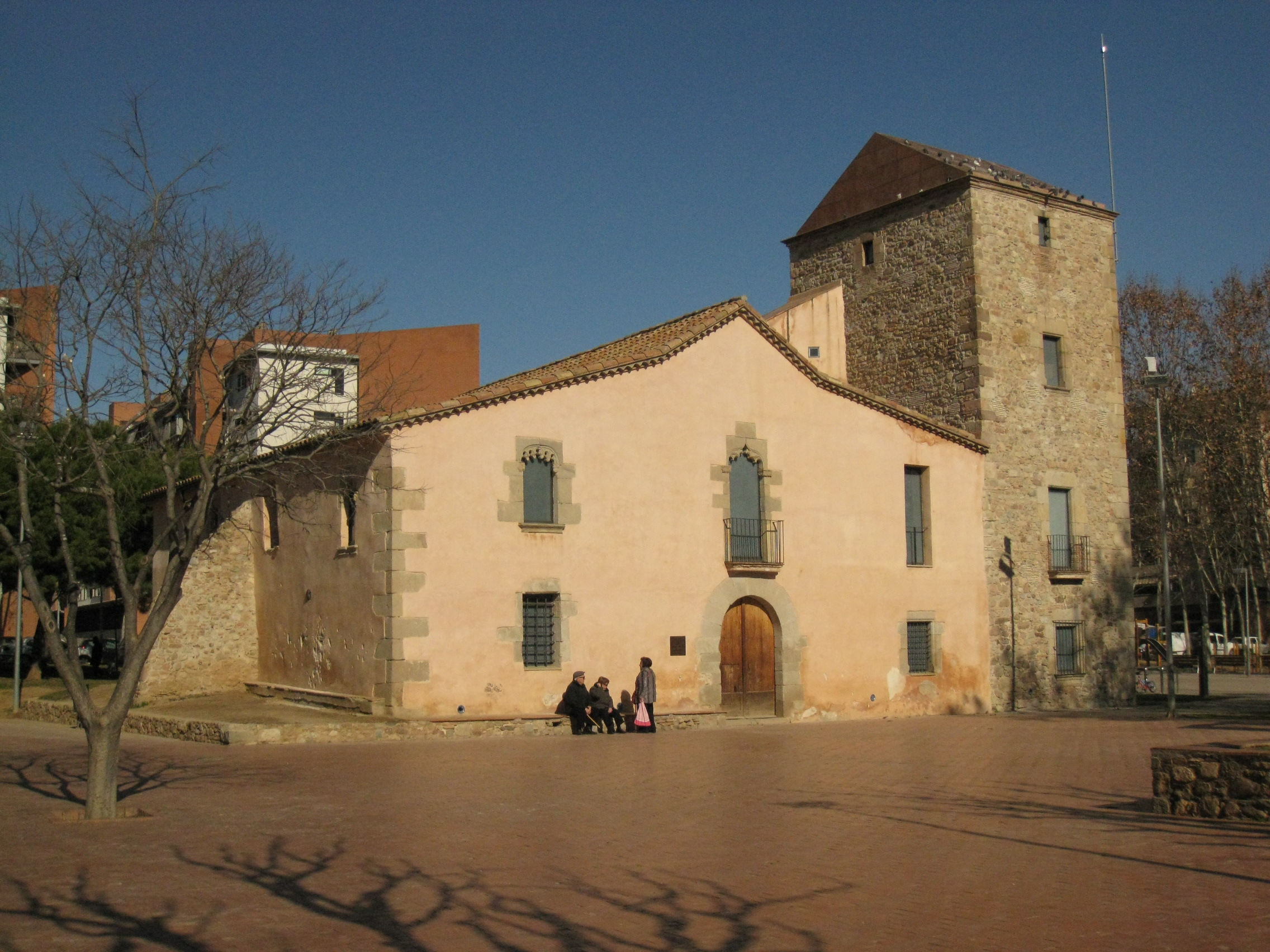
Masía de Can Borrell

Av. Caldes de Montbui, 23 (parque de Can Borrell).
siglo XIII. Medieval.
La masía, del siglo XIII, se estructura alrededor de un cuerpo central alargado y la torre de defensa de cuatro plantas situada a la derecha. La fachada actual es a dos aguas, con una configuración simétrica, con la torre de defensa del siglo XVII. La primera mención de los Borrell en Mollet es cuando Borrellus vende el 6 de junio de 1006 al abat Odó tres porciones de viña a Mollet. La siguiente, en la lista de parroquianos de Mollet de 1322, se habla de Felicii de Borrello. En 1447 consta el traspaso de un terreno propiedad de Ramón Borrell. vamos encontrando referencias de diversos Borrell que son regidores y alcaldes, como Antoni Borrell, alcalde entre el 1852 y 1854. Tiene un hijo: Josep Borrell Esteve. Años más tarde, Ramón Rosés Borrell hereda la masía; este es el último Borrell. Desde los años veinte, los masovers eran la familia Pi. El año 1941 la compró Vicent Camp Tintó y poco después la vendió a Josefa Mundó Homs. Después de la expropiación de Artur el año 1970, su hijo Josep Pou fue el último en trabajarla, hasta el 2003. En julio de 2005 se inauguró como centro cívico.
- Masía de Can Lledó

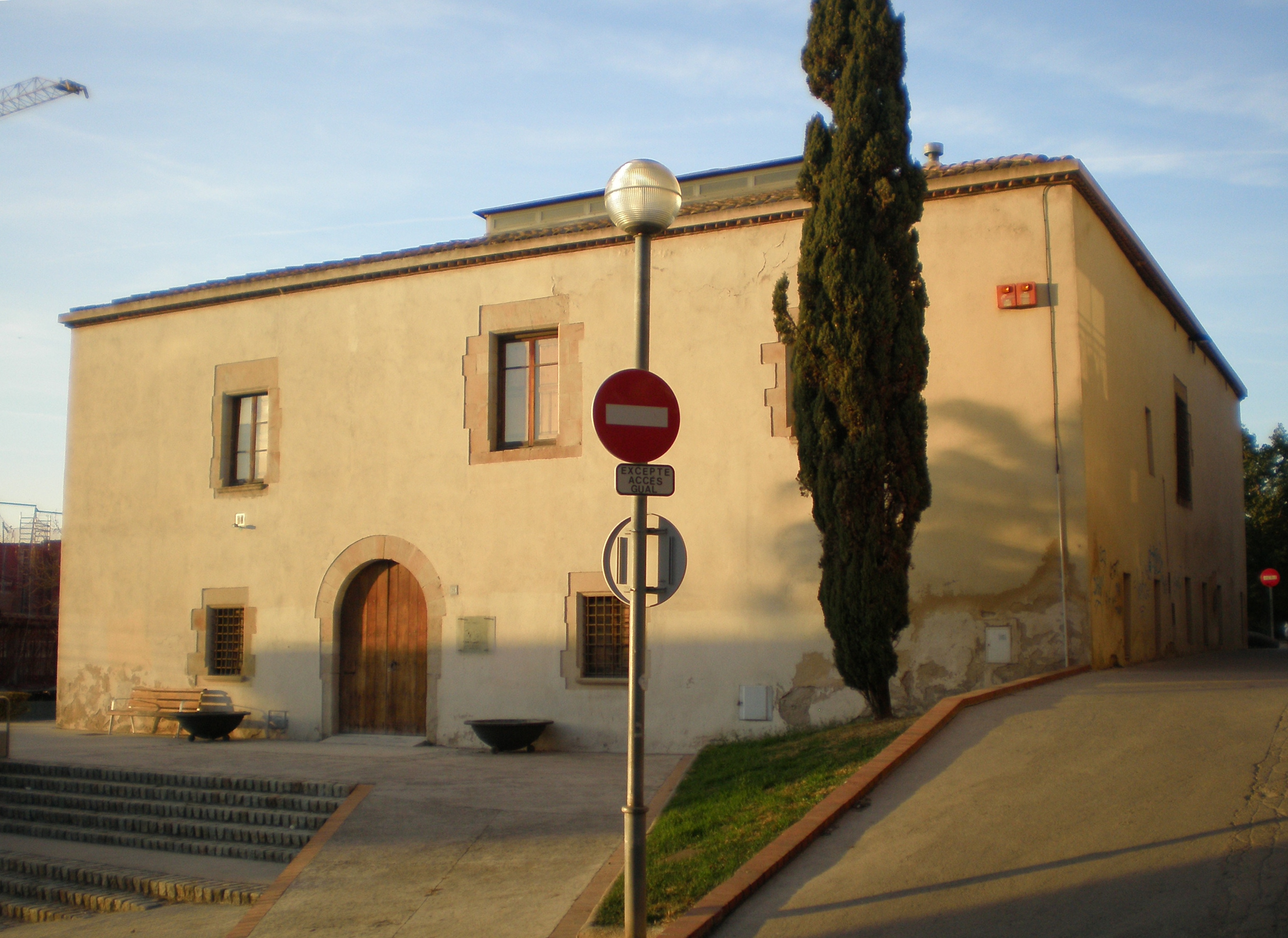
Masía de Can Lledó

C/ Comte d'Urgell, 26 (Pl. Mercè Rodoreda).
Medieval.
Antigua masía medieval restaurada el año 1993. De la fachada destaca la puerta de dovelas y las ventanas con molduras. Es la única masía del municipio que conserva un patio central, con pozo, del que nace una escalera de piedra que comunica con la planta noble.
- Masía Can Mulà

C. Alsina, 1.
Cristóbal Ramírez, 1911.

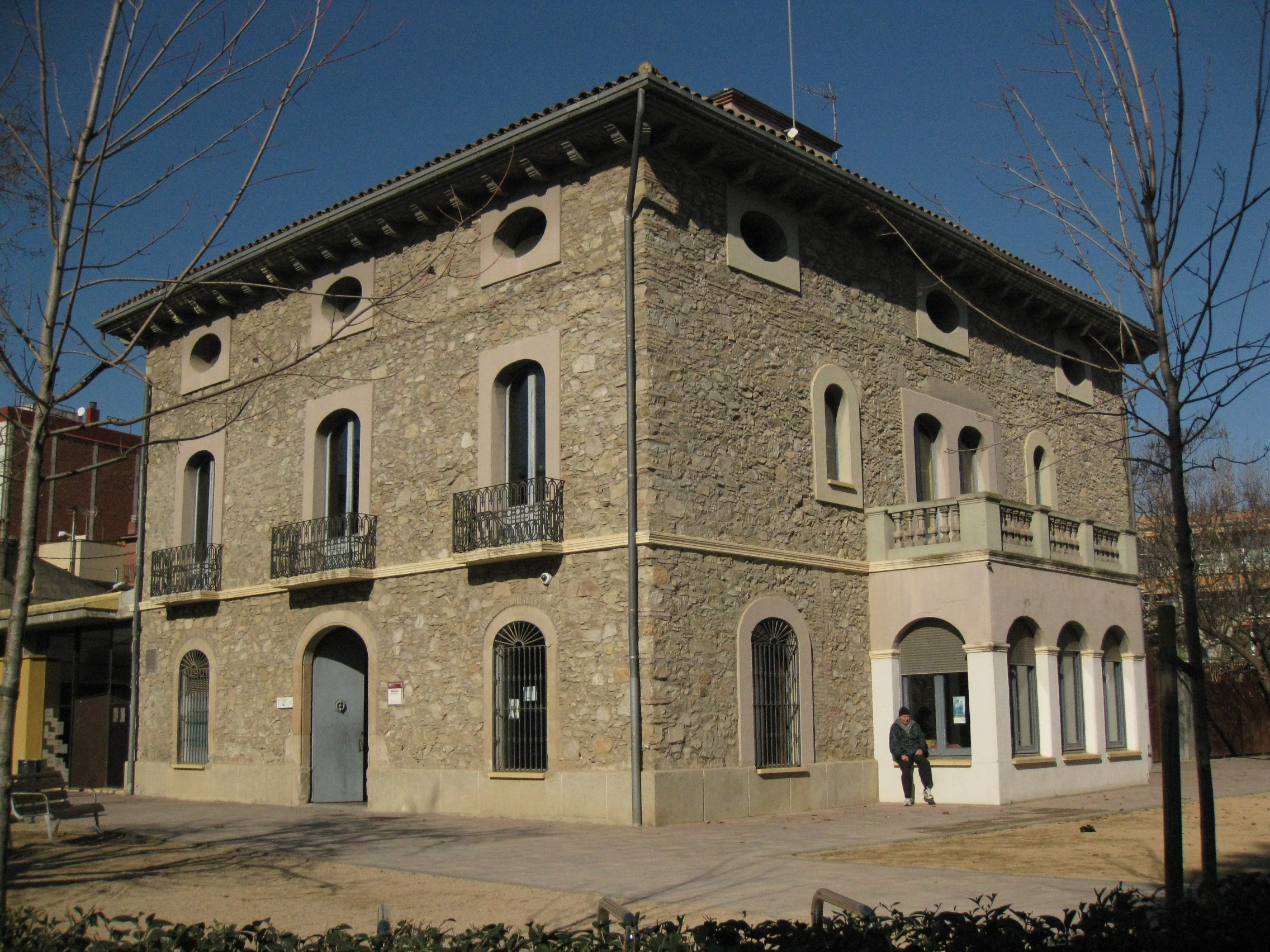
Masía de Can Mulà

Antigua masía remodelada en el año 1990 como centro cultural. El edificio fue residencia de la familia Ros, propietaria de la fábrica textil de Can Mulà, ya desaparecida. El parque que rodea la casa era su jardín privado. El edificio fue restaurado y ampliado para acoger la biblioteca.
- Masía de Can Pacià

C. Can Pacià, 7-11.
Medieval.
Casa solariega que conserva en la fachada un ventanal esculpido.
- Masías de Can Pantiquet y Can Flequer

Av. Antoni Gaudí, 31-39.
siglo XVI. Medieval.

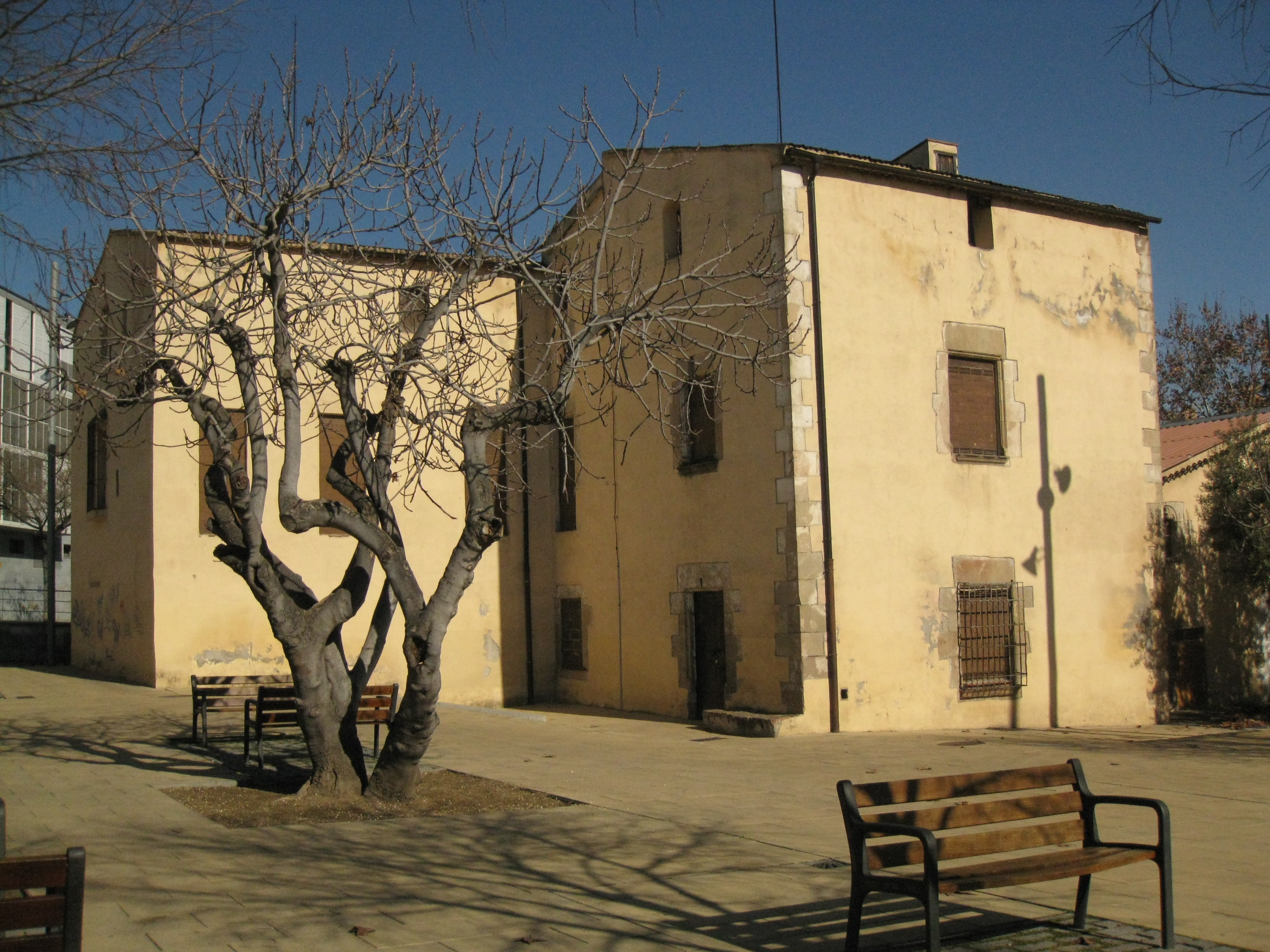
Masía de Can Pantiquet

Conjunto de casas solariegas del siglo XVI, con puerta adintelada y ventanales bellamente esculpidos.
El uso original del conjunto es residencial con dependencias anexas para la actividad agrícola y producción artesanal. Estas edificaciones rurales están hoy en un espacio plenamente urbano habilitado para equipamientos colectivos. El estado de conservación de Can Flequer es bueno, el de Can Pantiquet no tanto. En un futuro se prevé su restauración para albergar, entre otros equipamientos, el menhir de Mollet.
- Mercado municipal

Av. Libertad, 12.

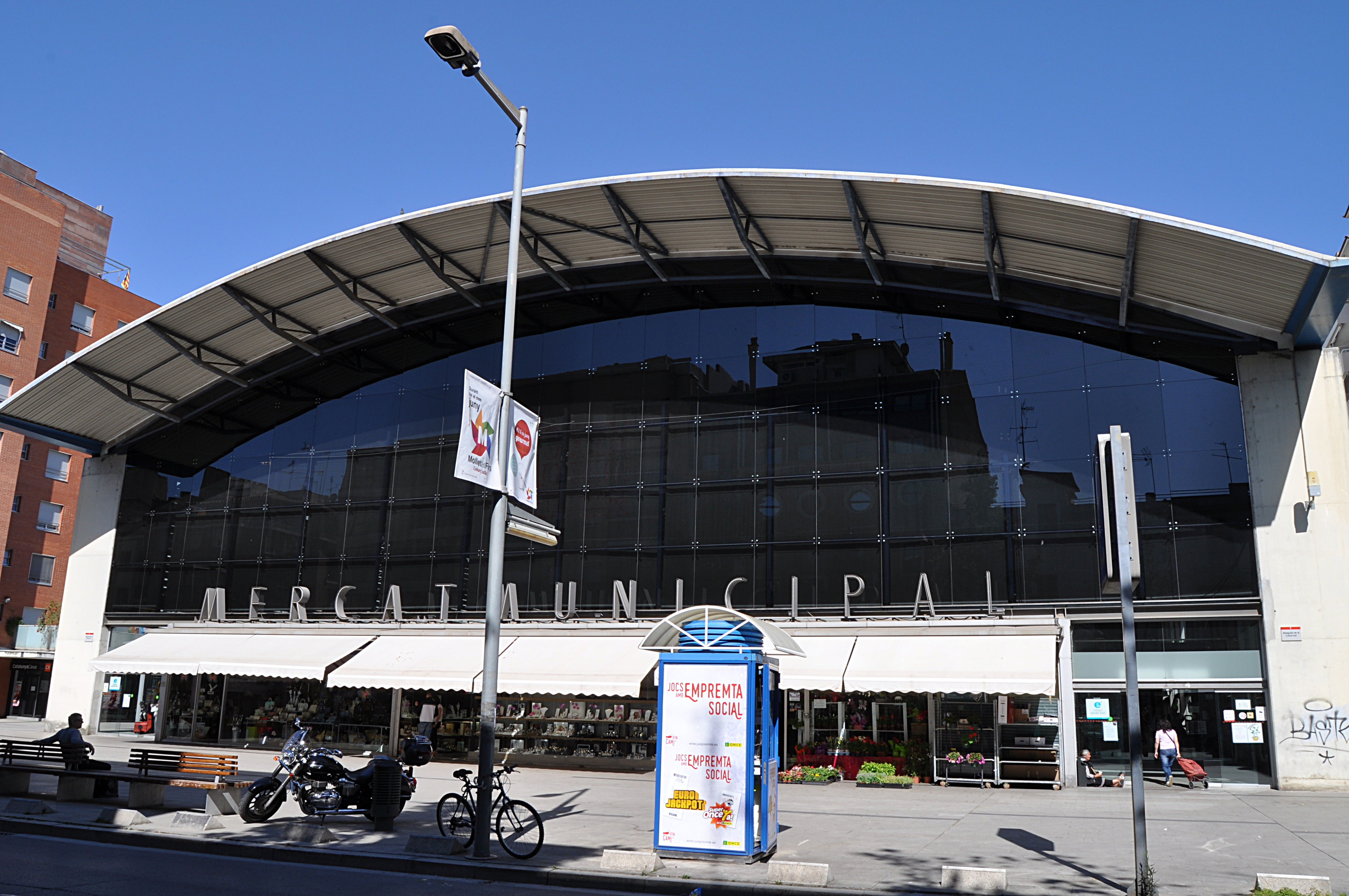
Mercado municipal

1996 Equipo de arquitectos Serra-Vives-Cartagena.
Edificio que sustituye al antiguo mercado municipal, hecho con hormigón y vidrio, con una arquitectura clara y luminosa. La estructura está hecha con pilastras de hormigón y hierro de veintidós cuatro toneladas de peso, que actúan como costillas y soportan el enorme esfuerzo de la cubierta. Fue diseñado por el equipo de arquitectos Serra, Vives y Cartagena, autores también de la Illa de Mollet, de la que forma parte. El edificio fue inaugurado el 28 de enero de 1996.
- Mercado Viejo

Pl. Prat de la Riba, 6.
Manuel Cases Lamolla. 1948.

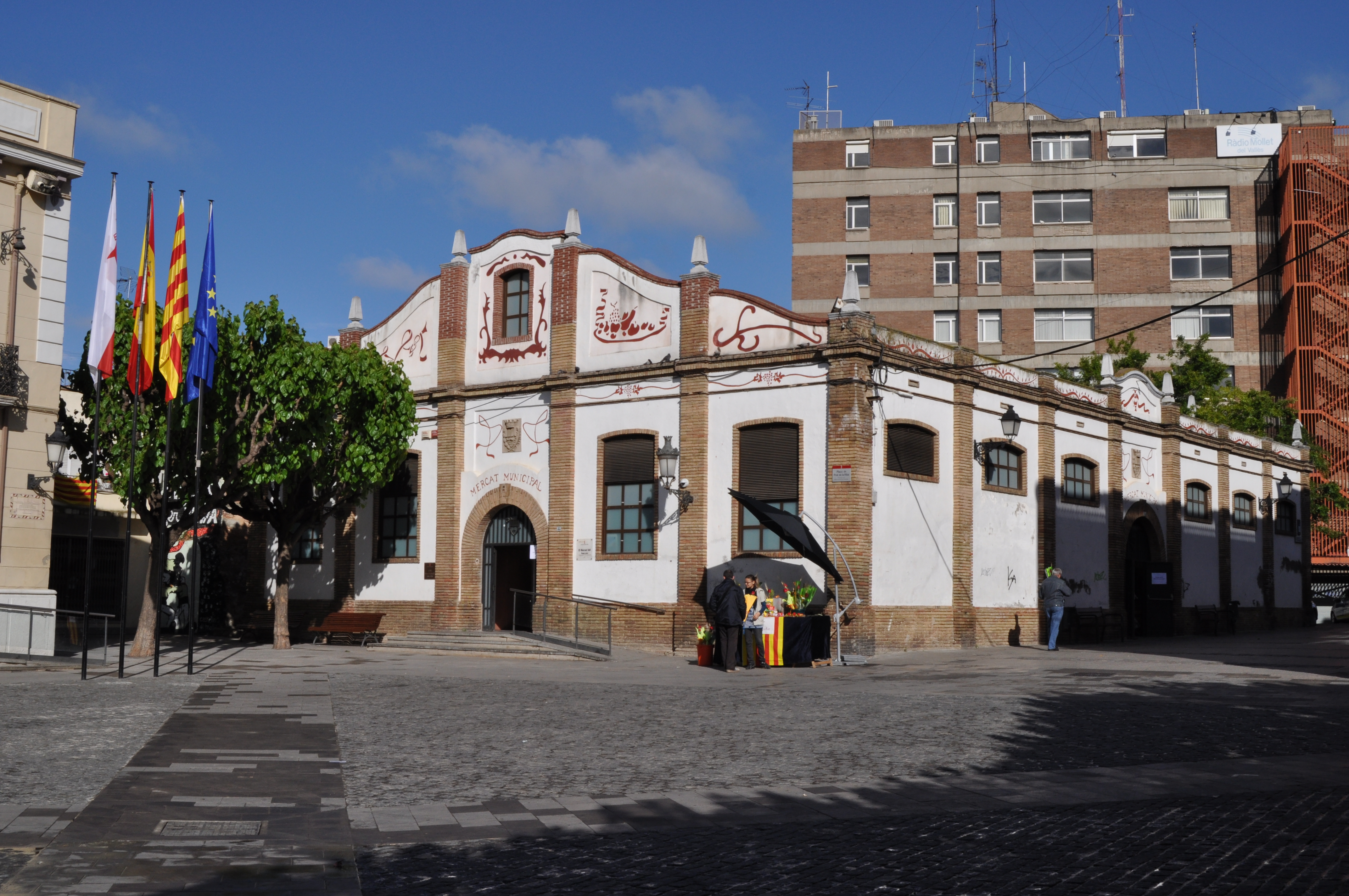
Mercado Viejo

En 1935 el Ayuntamiento molletense proyectó un mercado cubierto. Mollet tenía 6000 habitantes. Para hacerlo, había que expropiar dos superficies: de la rectoría vieja y de Gaietà Vínzia, donde estaba la masía de Can Dragó. El edificio tenía una nave central, dos pisos e iba desde la calle Jaime I, donde había la entrada principal con vestíbulo, hasta la plaza Prat de la Riba. También había entrada por la calle de Enrique Granados (la actual San Vicente). Se preveían tiendas, cámaras frigoríficas, almacenes, vestuarios, sanitarios, depósitos de agua, cocina y comedor. Todo quedó detenido a causa de la guerra civil española. Después, el ayuntamiento franquista continúa con la misma idea, pero mucho más sencilla. El edificio solo prevé una sola planta, y no hay cámaras frigoríficas, almacenes ni sanitarios. Tiene 80 paradas que se subastan el 8 de agosto de 1949, a unos precios de salida de 2500 pesetas las pequeñas y 4200 las grandes. Se inaugura el 19 de agosto de 1949 y se cierra el 27 de enero de 1996. Después, provisionalmente se instala el archivo municipal y ahora es un espacio para celebraciones culturales y festivas.
- Museo Joan Abelló y casa del pintor

C/ Berenguer III, 122 (Museo).

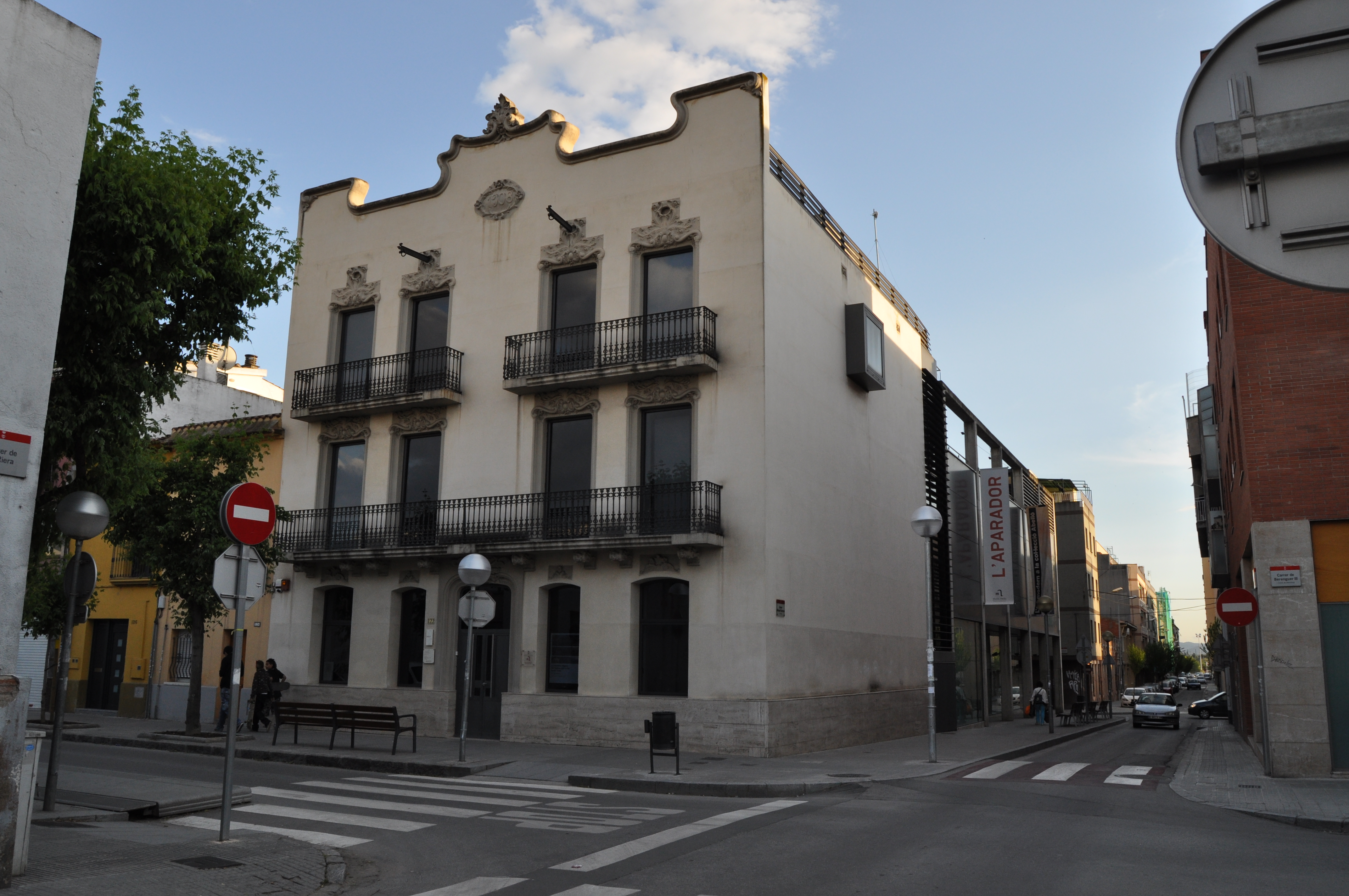
Museo Joan Abelló

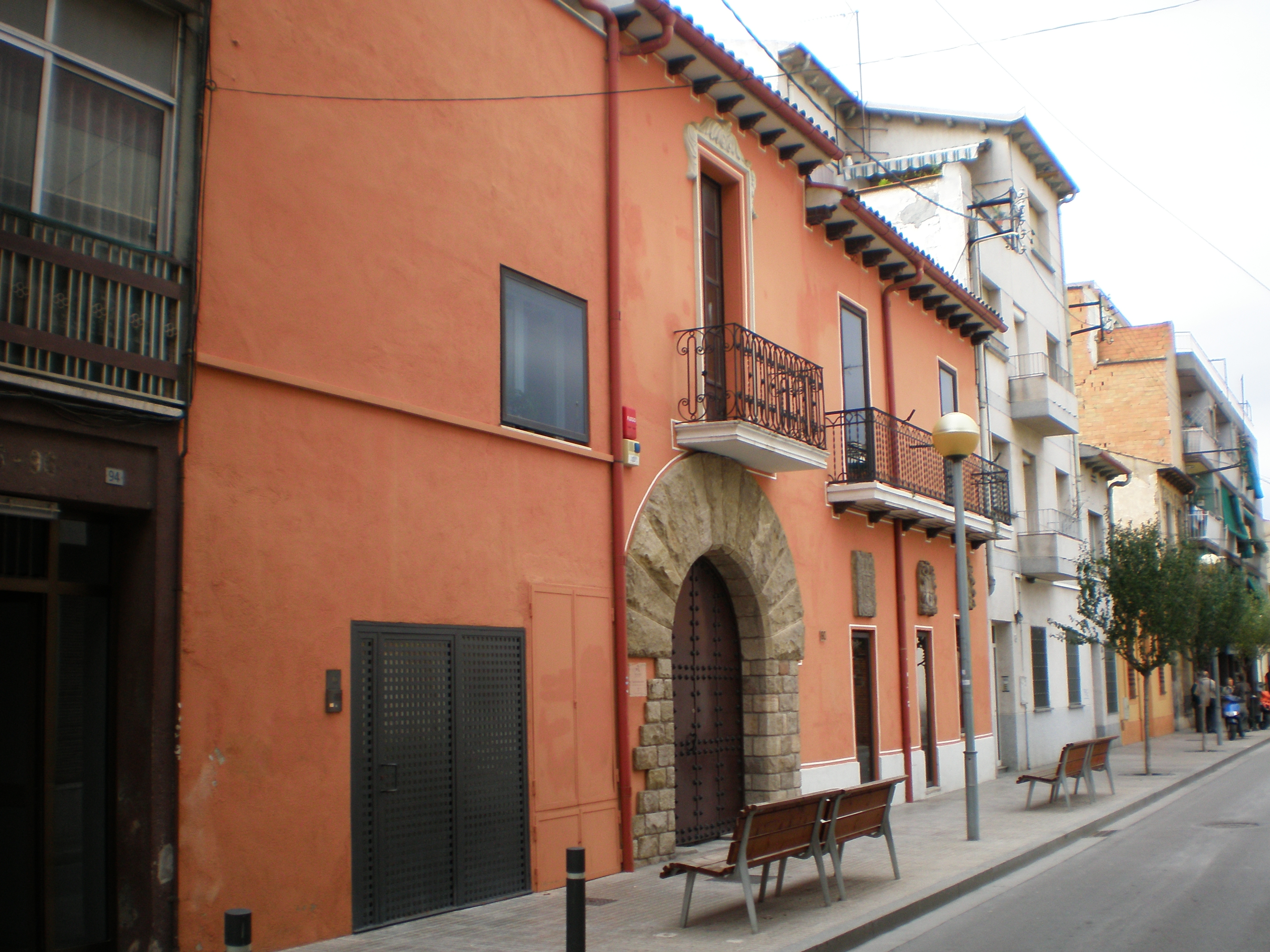
Casa de Joan Abelló

C/ Lluís Duran, 88 (Casa del pintor).
El Museo Joan Abelló fue inaugurado en 1999, pero conserva la fachada de un edificio modernista de 1902. El nuevo museo (sede de Fundación Joan Abelló) exhibe principalmente una colección de arte de los siglos XIX y XX. La casa-museo guarda el estudio, la biblioteca y una exposición antológica del pintor.
- Tenería Moderna Franco Española (La Tenería)

C/ Industria, 1.

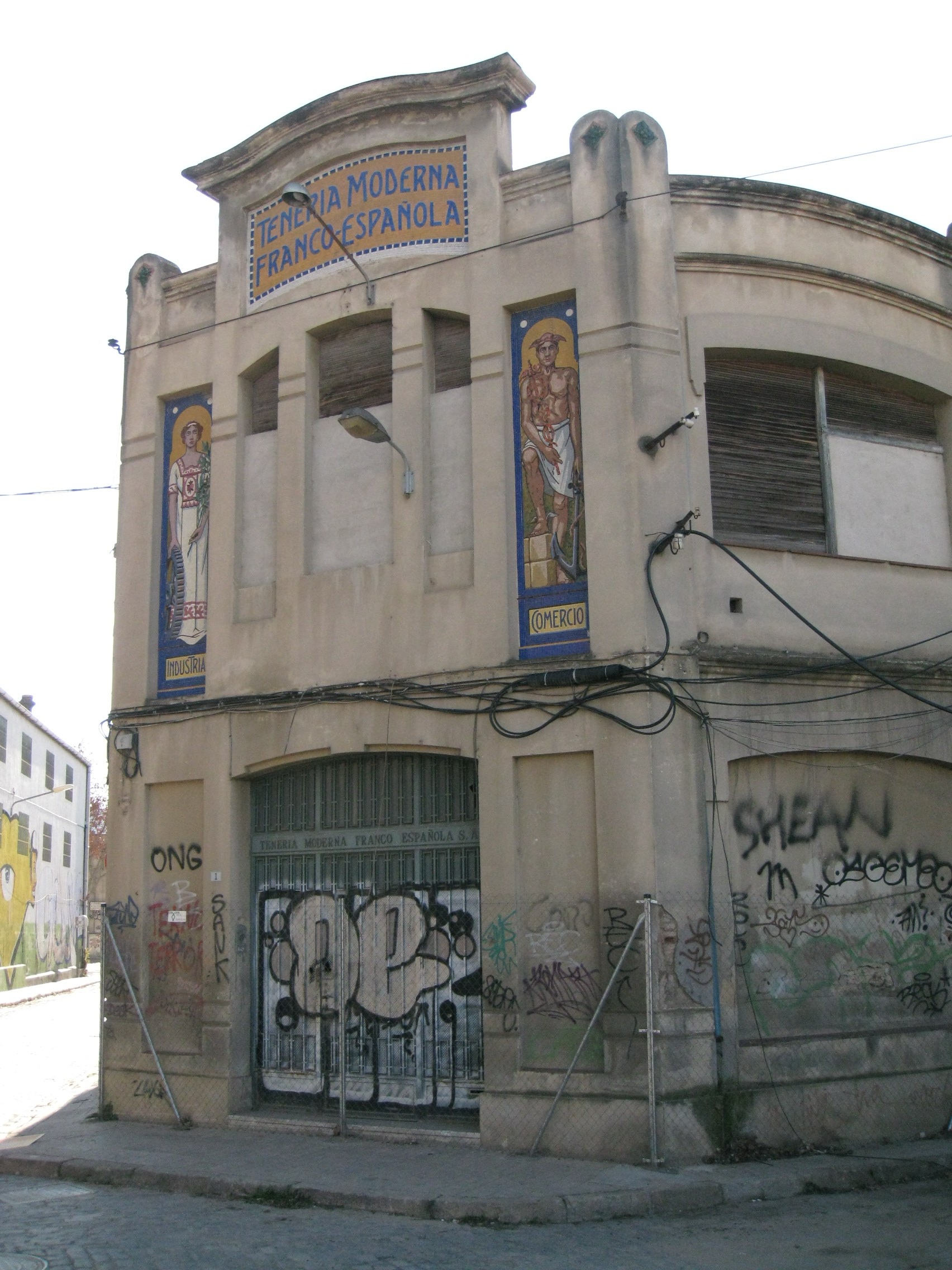
Tenería Moderna Franco Española

1897. Arquitecto: Sebastián Mayol (En el COAC figura un proyecto de Domingo Sugrañes Gras.). Cerámica: Lluís Bru Salelles.
La fachada de este edificio industrial conserva mosaicos alegóricos de la industria y el comercio.
- Manzana de casas entre las calles Gallecs, Arcadi Viñas, Salvador Espriu y avenida Rivoli

1987. Martorell, Bohigas i Mackey.
Conjunto de cuatro edificios independientes con un espacio público interno, que crea un paisaje urbano de gran calidad ambiental. Sus arquitectos recibieron una nominación a los premios FAD de 1987.
- Edificios del parque de Can Borrell

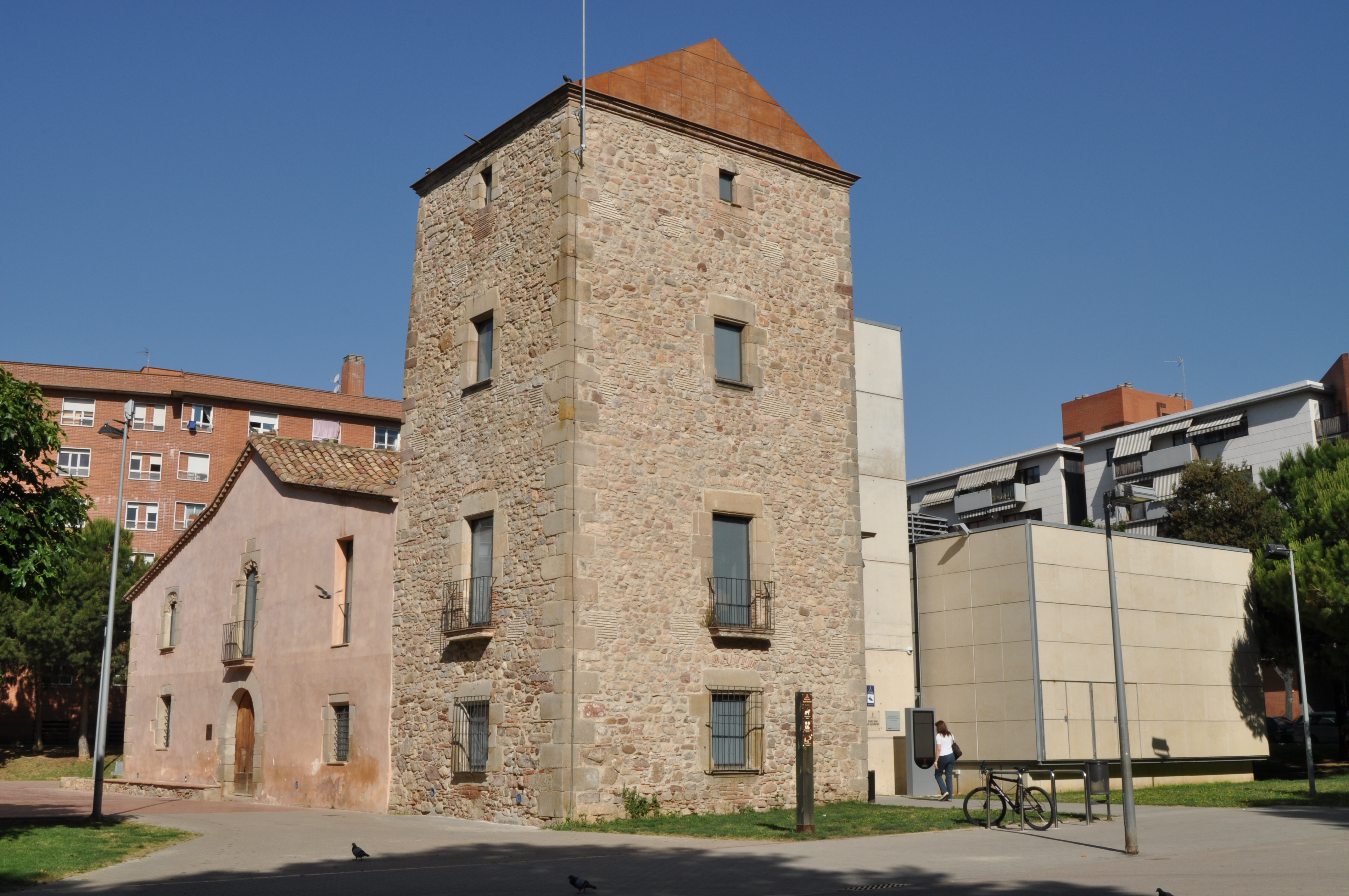
Can Borrell

Av. Rívoli (parque de Can Borrell, fachadas en la calle Jaume Coll y Francesc Layret)
1993. Jordi Garcés y Enric Sòria.
Dos bloques de viviendas ligeramente sinuosos con un diseño serio, y buen acabado, que enmarcan el parque y la masía. Nominados a los premios FAD de 1993.
- Centro Tecnológico de Gestión Integral de Residuos Orgánicos (GIRO) e Instituto Aiguaviva

Rbla. Pompeu Fabra, 1.
1996. Josep M. Fort Mir i Ramon Godó Llimona.
Edificio de línea muy moderna y avanzada técnica, levantado en el lugar del antiguo matadero, es la sede del Centro Tecnológico de Gestión Integral de Residuos Orgánicos (GIRO).
Este es un centro que promueve ámbitos de investigación, desarrollo tecnológico, formación de postgrado y formación continuada, asesoramiento a la Administración pública y empresas, un observatorio tecnológico y servicios avanzados de innovación tecnológica.
El GIRO está impulsado por el Ayuntamiento de Mollet del Vallès, la Universidad Politécnica de Cataluña (UPC) y el Instituto de Recerca y Tecnología Agroalimentarias (IRTA), empresa pública adscrita al Departamento de Agricultura, Ganadería y Pesca. Actualmente también es sede de la Escuela Oficial de Idiomas de Mollet del Vallès y del Instituto Aiguaviva, de manera provisional.
- Instalaciones olímpicas de tiro

Av. Tir Olímpic, 1-3.
1992. Esteve i Rubén Terrades.
Complejo para la práctica de tiro que alojó las competiciones olímpicas de esta especialidad en 1992, situado junto al Instituto de Seguridad Pública de Cataluña.
- Instituto de educación secundaria Gallecs

Pg. Cesc Bas, 5.
1992. Jaume Bach y Gabriel Móra.
Edificios escolares de proyecto novedoso.

### Esculturas y monumentos
- A

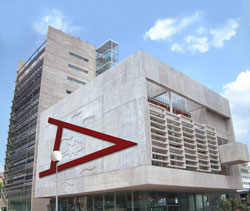
Mural del Ayuntamiento. Obra de Joan Brossa

Fachada de la Casa de la Villa. 2002. Joan Brossa
Una A inclinada, primera letra del abecedario, puerta de entrada a la cultura y al conocimiento; A de Ayuntamiento, primera institución de la ciudad; A de afecto... aquella A que tanto amaba Brossa porque, decía, era el símbolo más humano.
El 21 de diciembre de 1998 Joan Brossa firmaba el original de esta obra de arte, un inmenso mural que preside la nueva Casa de la Villa y que es un nuevo símbolo de la ciudad. Esta A une la modernidad de la nueva Casa de la Villa con la historia representada por un salmonete del escudo civil de la portada de la iglesia de 1498, y las olas de un sello municipal de 1771. Nueve días después de este acto, Brossa moría y el mural se inauguraba, junto con la nueva casa consistorial, el 9 de noviembre de 2002.
- Arlequín

Pl. Joan Abelló
1996. Joan Abelló
Figura de bronce del conocido personaje de la farsa, provocador de risas, alegre y vivo, regalo del autor a la ciudad.
- Caballo rojo

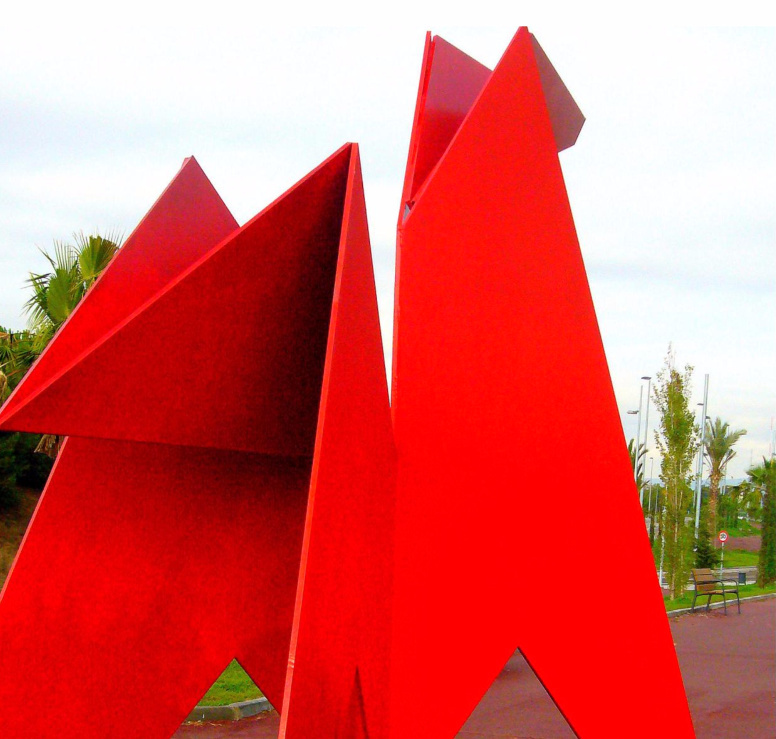
Caballo rojo, escultura en acero

Parque del polígono industrial de la Farinera
2011. Diseño de Daniel Navas y Neus Solè
Escultura metálica de color rojo que simboliza un caballo de papel plegado. La escultura se sitúa en un extremo del parque dando carácter a todo el conjunto.
- Estratos de la memoria. Homenaje a Jordi Solé Tura

Ayuntamiento (2.ª planta del edificio institucional). 2011. Ricard Vaccaro
Estratos de la memoria es una pieza escultórica dedicada a Jordi Solé Tura. En ella, el autor ha querido representar la fragilidad. Es una escultura que juega con una cierta transparencia (la figura de Solé Tura) y con la fragilidad (la enfermedad). Los múltiples vínculos que sus aportaciones intelectuales establecieron para el buen funcionamiento del país son estos pequeños hilos de cobre que rodean la pieza y van más allá del núcleo central, tal como lo han hecho sus pensamientos.
- Estructura molecular

Jardines del recinto de los Laboratorios Merck (polígono industrial de Can Magarola)
Estructura metálica gigante de una molécula, simbolizando el sector químico de la empresa.
- Fuente modernista

Plaza Prat de la Riba.
Domingo Sugrañes Gras. 1921 original, 1983 reconstrucción.
Se inauguró en 1921. El autor fue Domingo Sugrañes, discípulo de Antoni Gaudí y que durante unos años trabajó en el Ayuntamiento de Mollet como arquitecto municipal. En aquella época, los vecinos y vecinas, como no tenían agua corriente, iban a llenar garrafas de agua.
En 1961 la Corporación presidida por el alcalde Francisco Llorens hizo derribar la fuente y reurbanizó la plaza; en su lugar se colocó un surtidor. En 1983, ya en democracia, la Asociación de Vecinos del Centro hizo una suscripción popular y la fuente se reconstruyó.
Actualmente es todo un símbolo de la ciudad.
- La Garriganga

C/ del Mercat
1996. Joan Abelló
Figura en bronce de una verdulera, representativa del campesinado catalán, donada a la ciudad por el autor y realizada a partir de un retrato de grandes dimensiones. Nacida en los años veinte, parece que la llamaban así porque su familia había venido de La Garriga. Vivía en San Fausto de Campcentellas, tenía un huerto y bajaba a vender las verduras y frutas de la temporada en Mollet. Se hizo un carro a su aire para bajar a Mollet a vender en la plaza, con una plataforma y dos ruedas pequeñas. No tenía bestia para tirar y lo hacía ella misma. Parece que llevaba pantalones.
Durante los años cuarenta hizo de modelo del artista Joan Abelló, que la inmortalizó en numerosas pinturas. La gran ilusión de la Garriganga -muy independiente y liberal- era ser artista. Esta mujer era popularmente conocida y querida por los molletenses. Con la inauguración del mercado municipal, también se inauguró esta escultura.
- Gegant

Parque de Pau Casals (al lado de la calle Joan Brossa). 2003. Ramon Aumedes
Esta escultura cilíndrica de hierro oxidado tiene una altura de cinco metros y medio y simboliza la figura de un gigante. Una de sus características principales es que bascula y gira como si fueran las faldas de un gigante.
Ganadora entre nueve obras del concurso de esculturas, conmemora la designación de Mollet como la XVIII Ciutat Gegantera de Catalunya. Se inauguró el 3 de mayo de 2003 en medio de miles de personas y de cientos de gigantes llegados de todo el país, cuando la ciudad se convirtió en la capital mundial de la tradición gigantera.
- Homenaje a Cesc Bas

Paseo de Cesc Bas (avenida de Rivoli)
1999. Josep Nogué
Pequeño bosque de columnas multicolores erigido en homenaje al artista molletense Francesc Bas Orodea (desde 1950 hasta 1994).
- Homenaje a las víctimas de los bombardeos

Quatre Cantons, av. Burgos - av. Rafael Casanova (valla del parque de Can Mulà)
2009. Diseño de Josep M. Monpín
En recuerdo a las víctimas de los bombardeos fascistas de enero de 1938 y de 1939, que afectaron el centro de la ciudad, conocidos como de los Quatre Cantons por el lugar donde más afectaron. El año 2002 se colocó en la antigua valla del parque de Can Mulà una plancha metálica con los nombres de las víctimas de los bombardeos. Esta plancha, un elemento muy simple y bastante deteriorado, se retiró con las obras de renovación del parque y en su lugar se construyó la nueva escultura.
El monumento actual, en forma de estrella de acero corten, simboliza la valla del parque tal como quedaría deformada después de la caída de una bomba. Los elementos metálicos han sido deformados y destruidos parcialmente por el estallido y en el punto donde cayó la bomba, hay un árbol que simboliza el renacimiento de la vida después de la destrucción.
- Joan Abelló

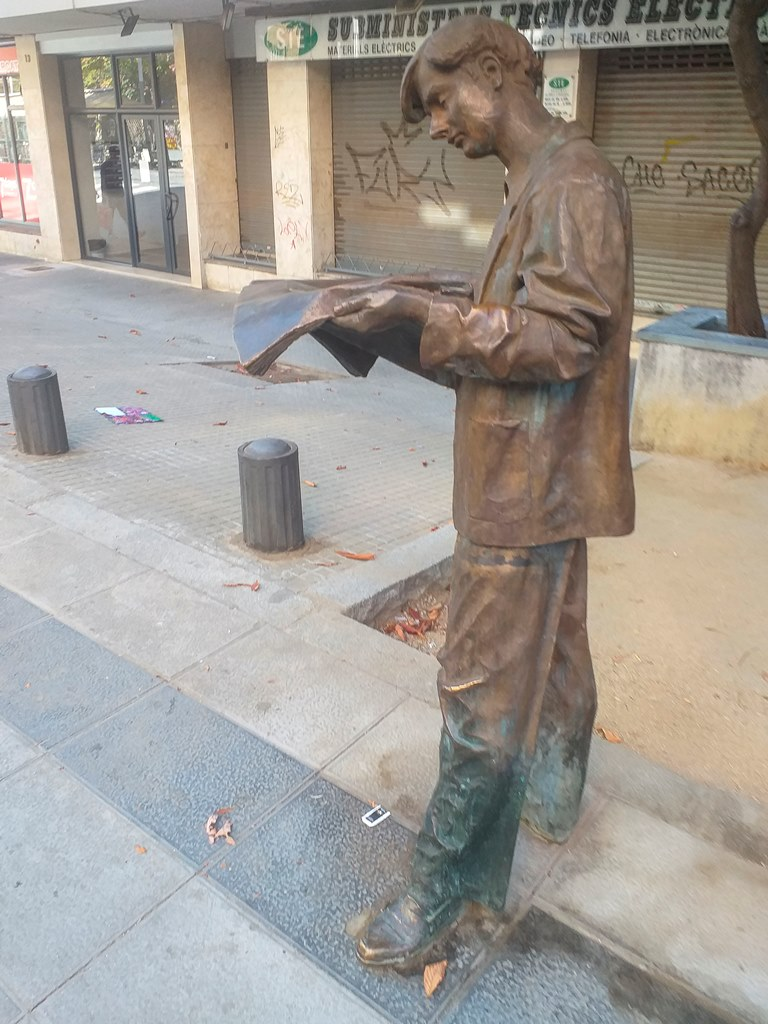
Lector de prensa, de Joaquim Camps

Colegio de educación infantil y primaria Joan Abelló. 1996. Joan Abelló
Representación en bronce del propio autor en actitud reflexiva, sobre un pedestal de adoquines de granito. La fachada principal de la escuela luce un gran mural de Joan Abelló, cuyo original fue pintado por el artista con motivo del 25 aniversario del centro escolar.
- Lector de prensa

Rbla. Nova, c/ Antònia Canet. 1993. Joaquim Camps
Figura en bronce a tamaño natural que representa un chico leyendo el periódico paseando y disfrutando de la ciudad. Muy querido en Mollet, a menudo en invierno gente anónima le coloca bufandas y a veces le ponen periódicos o revistas para que cambie de lectura.
- Menhir de Mollet

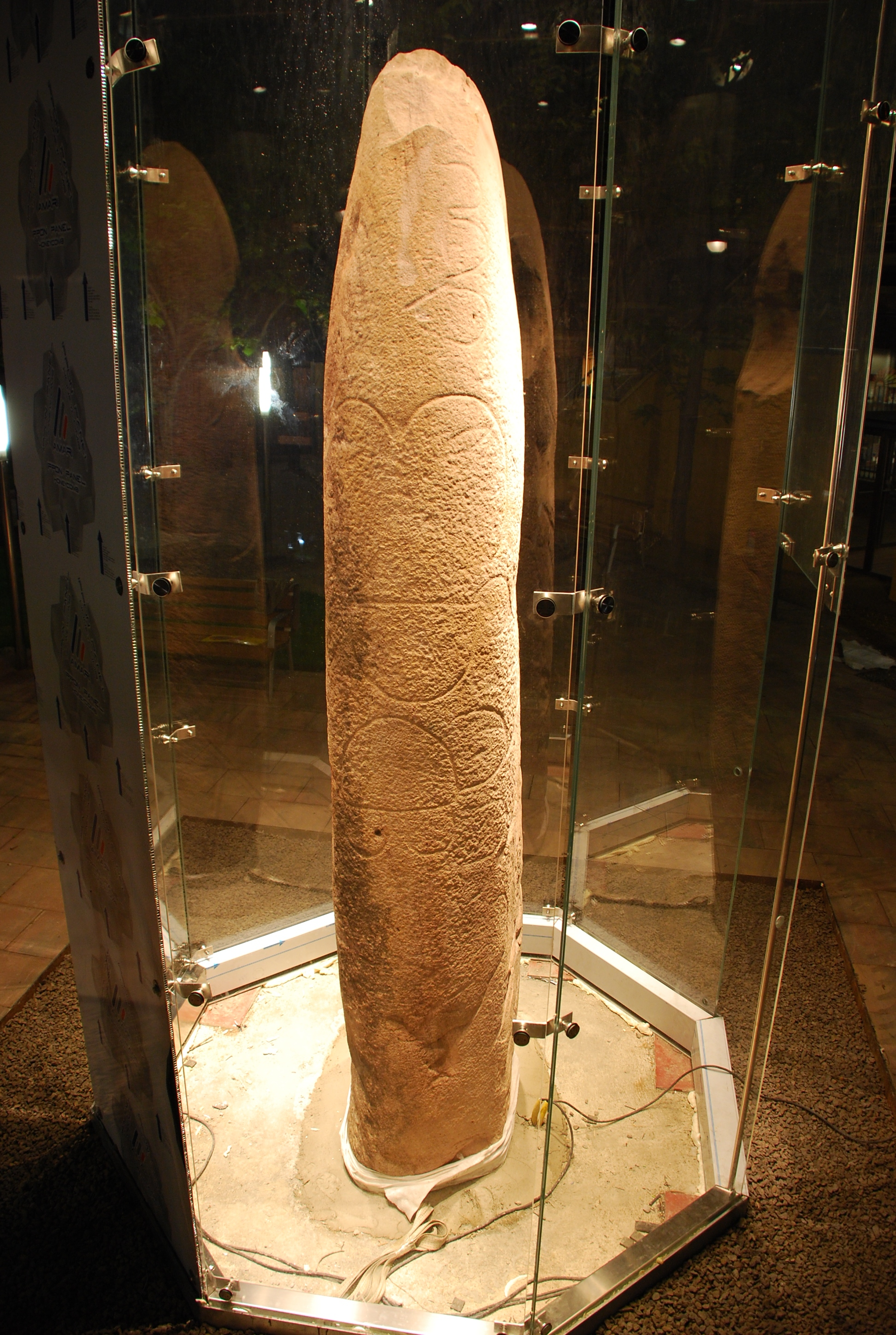
Detalle de las inscripciones del Menhir de Mollet

Hallado en el parque de los Ciruelos. 4000-3000 a. C.
Menhir de la época del Neolítico, entre 3000 y 4000 años a. C descubierto durante la excavación de la obra de construcción del parque de los Ciruelos. Sus grandes dimensiones (cinco metros de largo y seis toneladas de peso) hacen que se trate de un hallazgo arqueológico extraordinario en Cataluña. Expuesto de manera provisional en el jardín de la biblioteca de Can Mulà, a la espera de la finalización en las masías de Can Pantiquet y Can Flequer. Se exhibe una réplica a escala real del menhir en el parque de los Ciruelos, en el punto dónde fue encontrado.
- Mirando a Galicia

Pl. Padrón. 2005.
Busto en bronce de Rosalía de Castro sobre un cubo de mármol de Porriño que hace de pedestal. La figura de la poetisa y escritora tiene la vista en dirección a Padrón. Fue un obsequio de la Junta de Galicia.
- Monolito Mollet

Rotonda de la Vinyota (entre la calle Can Flaquer y la rambla Pompeu Fabra)
2008. Diseño de Josep M. Mompín
El monolito representa un hito que señala el punto de acceso a la ciudad, situado en un punto estratégico dentro de la rotonda. El nombre identifica el municipio y el símbolo M!!, utilizado como logotipo identificativo de la ciudad en aquel momento, se sitúa girado en la escultura dándole un cierto movimiento. Está rodeado de un conjunto de macetas de acero corten que dan continuidad a la rambla de Pompeu Fabra.
- Monumento a Anselmo Clavé

Rbla. Balmes, c/ Berenguer III
1965
Busto en bronce sobre pedestal de piedra en homenaje a Anselmo Clavé, fundador de la Federación de Cors de Clavé, a la que adhirió la Coral El Clavell en 1931.
- Monumento a Lluís Companys y los inmolados por la libertad de Cataluña

Parque de Lluís Companys
1992. Artur Aldomà
Figura en bronce conmemorando la lucha del pueblo catalán por sus libertades durante la Guerra Civil.
- Monumento a las personas asesinadas en los campos nazis

Pl. Amical Mauthausen
1991. Joaquim Camps

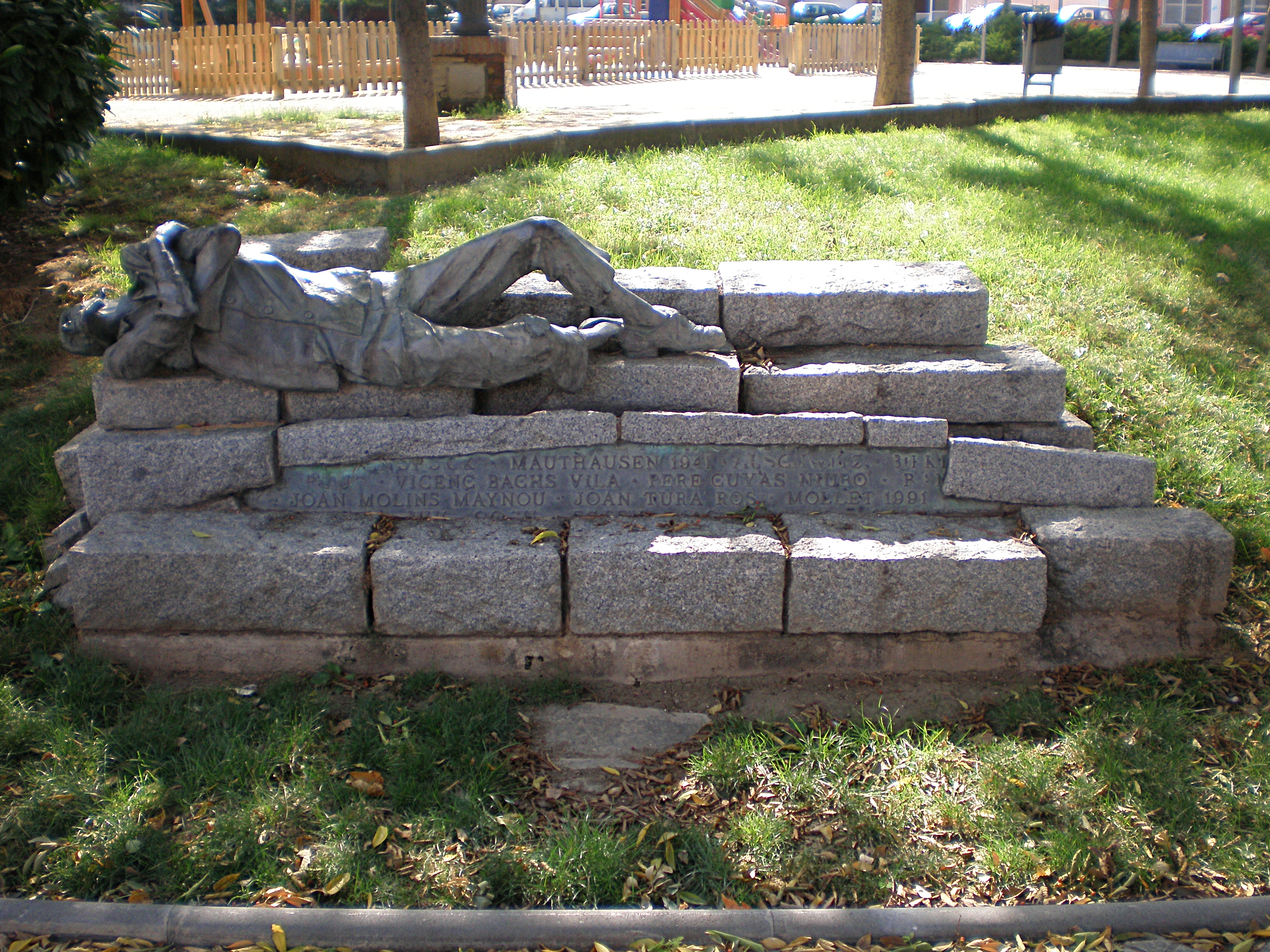
Recuerdo a los molletenses muertos en Mauthausen

Escultura de bronce sobre escalones de granito, especialmente dedicada a los cuatro molletenses que murieron en el campo de concentración de Mauthausen: Vicenç Bach, Pere Cuyàs, Joan Molins y Joan Tura.
- Monumento al Milenario de Cataluña

Pl. Prat de la Riba
1988, Cesc Bas
Escultura hecha en hierro, en forma de paloma y con la inscripción Milenario de Cataluña. En 1988 se celebró el milenario de la independencia de Cataluña. La Asociación de Vecinos de la Zona Centro y el Casal Cultural encargaron al escultor que hiciera esta obra. El autor simplificó al máximo el mensaje para hacerlo comprensible y asequible a todos. Representa una paloma hecho en dos planos, como doblado, a la parte delantera está el jefe y detrás las plumas, en una forma que nos recuerda la bandera.
- Monumento al Milenario de Mollet

Rbla. Nova, c/ Josep Maria Escarré
1993. Cesc Bas

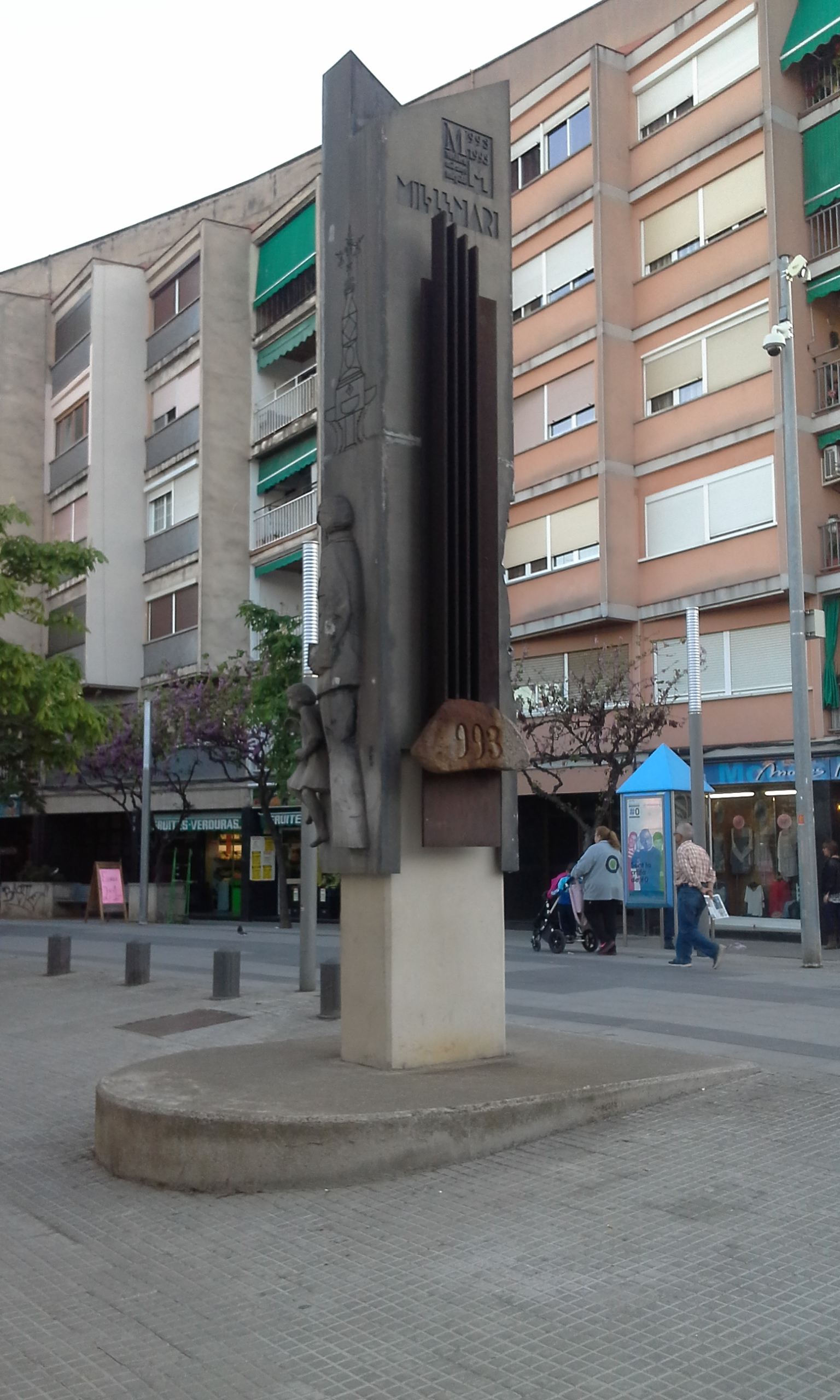
Milenario de Mollet

Monolito de aluminio, hierro y piedra, alegórico de la evolución de Mollet durante los mil años de existencia, simbolizada en piedra granítica con la inscripción 993. Inaugurado el 7 de noviembre de 1993 en conmemoración de los mil años del primer documento histórico conocido donde se menciona el pueblo de Mollet. El monumento tiene dos bloques centrales hechos de aluminio fundido de forma que, unidos, forman una M (Mollet y también Milenario). De la piedra salen cuatro barras de acero corten oxidado para dar sensación de antigüedad.
En la segunda cara encontramos un campesino vestido típico con la hoz en la cintura, junto a una torre que recuerda el campanario de la iglesia, en alusión a nuestro origen rural. En la tercera cara del monumento hay dos figuras con trajes modernos: una niña, símbolo de proyección de la ciudad hacia el futuro, sobresale del conjunto, en la esquina, entre el presente y el futuro. En la cuarta cara, hay una plancha de acero corten oxidado y encima, cubriendo la parte superior, otra de acero inoxidable, símbolo de modernidad y el futuro.
- Monumento a Mollet. Ciutat Pubilla de la Sardana

Parque de Can Mulà
1992. Lluís Gueilburt
Conjunto en hierro y piedra artificial con leyenda en cobre forjado y bronce, recordando que en 1992 Mollet fue capital de la sardana.
- Monumento al oficio del herrero

Pl. dels Ferrers
1997. Diseño de Xavier Rabal y Josep M Mompín
Elemento escultórico alegórico formado por dos yunques, antiguas herramientas de herrero, datadas de los años 1867 y 1912, que fueron adquiridas a la familia molletense que ejerció el oficio durante cuatro generaciones.
- Monumento a Rafael Casanova

Av. Rafael Casanova, c/ Antònia Canet
1979. Cesc Bas
Bloque en hierro y piedra artificial con un busto parcial de Rafael Casanova, consejero jefe de Barcelona que defendió la ciudad en 1714 durante la Guerra de Sucesión. El bloque está acompañado de una bandera de Cataluña permanentemente izada. Se hace un homenaje institucional y ciudadano cada 11 de septiembre, Diada Nacional de Cataluña.
- Monumento a todos los viejos del mundo

Rbla. Balmes
1995. Cesc Bas
Grupo escultórico de metal pulido y oxidado. Obra póstuma del autor, que fue terminada por sus colaboradores y financiada en gran parte con aportaciones populares.
- La sombra del estilo

Rotonda del Calderí
1999. Alberto de Udaeta
Esta escultura contiene un poema, una tanka, de Miquel Martí Pol, escrito expresamente para Mollet.
- Reloj solar

Rotonda de la Farinera, entre la ronda de la Farinera y la avenida Rafael Casanova
1996. Ángel Naval
Las dimensiones y la colocación en el suelo de este reloj solar lo hacen especial en su género, y que, como los demás, «sólo cuenta las horas serenas». La mejor visión se obtiene desde los miradores del parque de la Creueta, dedicado al mundo ferroviario.
- Rotonda del Bosque

Rotonda del Bosc, entre la calle del Bosc y la avenida Antoni Gaudí
2009
Elemento singular a la entrada de Mollet procedente de la A-7 que recoge varias imágenes que representan símbolos de la ciudad: Arlequín, iglesia de Gallecs, lector de prensa, A de Brossa y fuente de Prat de la Riba, todos ellos presididos por la M de Mollet encima. Este monumento resalta más por la noche cuando la luz situada en la parte interior ilumina los agujeros de la plancha y destacan los símbolos.
- Rotonda del Hospital

Rotonda del Hospital, entre la ronda de los Pinetons y la calle Santa Perpetua 2010. Diseño de Pedro Vico
Las dos planchas enfrentadas y separadas conforman una M alegórica a la letra inicial del nombre de Mollet, que se aprecia cuando se circula por la ronda. Al mismo tiempo, las dos piezas separadas, enfocan y enmarcan el paisaje natural del parque de los Pinetons desde la calle de Santa Perpetua, invitando a adentrarse.
- Roble del Milenario

Parque de Can Mulà
Plantado el 3 de noviembre de 1993
Al pie de este roble, un bloque de piedra recuerda los inicios de la vida municipal de Mollet. El consejo municipal, constituido con Parets del Vallès y Gallecs, se reunía durante el siglo XVI y siglo XVII bajo unos robles conocidos como de Manent.
- Santa María de Mollet

C/ Sant Oleguer
1962. Sebastià Badia Cerdà (Caldas de Montbui, 1916)
Escultura en piedra sobre un pedestal, tocando la iglesia de San Vicente. Alrededor de la iglesia estaba la sacristía, espacio de treinta pasos a su alrededor, que acogía casas, huertos y el cementerio, y protegía a los lugareños en caso de ataques.
El monumento a María Santísima se bendijo e inauguró bajo la advocación de Reina de Mollet, como recuerdo de la Santa Misión que se predicó aquel año. La imagen es motivo de mucha veneración y el jardín que lo rodea está siempre lleno de ramos de flores y velas.

### Parques y jardines

#### Parque de Can Mulà
El parque de Can Mulà es un parque urbano construido en torno a una antigua masía -hoy biblioteca municipal- que destaca por la belleza y frondosidad de los árboles, que forman arboledas y avenidas muy acogedoras durante los meses de más calor. La visita durante primavera permite disfrutar de las magnolias floridas; en otoño, los colores intensos y diversos de las hojas de los acer, liquidambar, gingo y otros árboles de hoja caduca.
El parque ofrece grandes espacios para juegos, adaptados a todas las edades, y de recreo. Por la situación en el centro de la ciudad, muy cercana al Ayuntamiento, tiene muy buena comunicación y está rodeado de comercios y servicios. Se trata de un espacio consolidado y muy conocido porque durante muchos años ha sido la única zona verde de dimensiones considerables que había en el centro urbano, por lo tanto sometida a un uso muy intenso.
Antiguamente, los terrenos del parque eran la huerta y el jardín de la masía de Can Mulà, construida en el año 1911 como residencia de la familia Ros, propietarios de la fábrica textil del mismo nombre, ya desaparecida, que había delante. El Ayuntamiento los adecuó como espacio público en el año 1982 y conservó los importantes elementos vegetales y masas arbóreas. Así podemos ver la alineación de tilos que acompaña el camino de acceso a la masía, algunos frutales que aún permanecen en el jardín y algunos ejemplares de olmos que han sobrevivido a la grafiosis que en los años 90 los afectó gravemente. También encontramos destacados ejemplares de otros árboles de gran altura.
Durante los últimos años, se han sustituido los árboles más viejos y enfermos del parque de manera gradual con la plantación de diversas especies de gran valor estético y de gran desarrollo, que se han adaptado al nuevo entorno de manera perfecta. El parque mantiene así uno de los aspectos más importantes de su imagen como gran masa arbórea continua y compacta, capaz de asumir multitud de usos y actividades en el centro de la ciudad.
Can Mulà tiene dos partes diferenciadas separadas por el camino de acceso a la biblioteca. Una parte está formada por un gran espacio con zonas de descanso y juegos infantiles, bajo una importante masa de árboles. La otra parte contiene diversos elementos arquitectónicos y servicios del parque, con caminos que transcurren entre parterres de césped, árboles y grupos de arbustos.
Desde su inauguración, el parque ha sido objeto de varias remodelaciones y obras de mejora para adaptarlo a las necesidades cambiantes de cada momento. La última en 2009 dirigida por los Servicios Técnicos Municipales con la colaboración del equipo Rosselló-Sangenís, consistió en la sustitución de la antigua valla, por una de nueva de acero corten. La nueva valla, moderna y funcional, ofrece la transparencia suficiente para integrar el parque a la estructura urbana y juega con tres módulos diferentes: transparente, troquelada y opaca que se van combinando para jugar a enseñar y esconder la realidad de cada lugar. La valla se inspira en las formas de la natura de forma que las imágenes que ofrece y sus sombras simulan tallos y ramas enlazadas. También se pavimentaron con losas diferentes espacios del parque, creando una red de caminos interiores que une los principales recorridos y mejora los accesos al parque, e integra el monumento a las víctimas de los bombardeos de la guerra civil, en la nueva entrada por Quatre Cantons.
En el jardín literario del parque se encuentra actualmente el menhir de Mollet, un monumento megalítico de más de tres mil años de antigüedad. También podemos visitar en el parque la escultura que recuerda la designación de Mollet como ciudad pubilla de la Sardana y el roble del Milenario, un ejemplar plantado el noviembre de 1993 para conmemorar los mil años de la ciudad.

#### Parque de la Plana Lledó

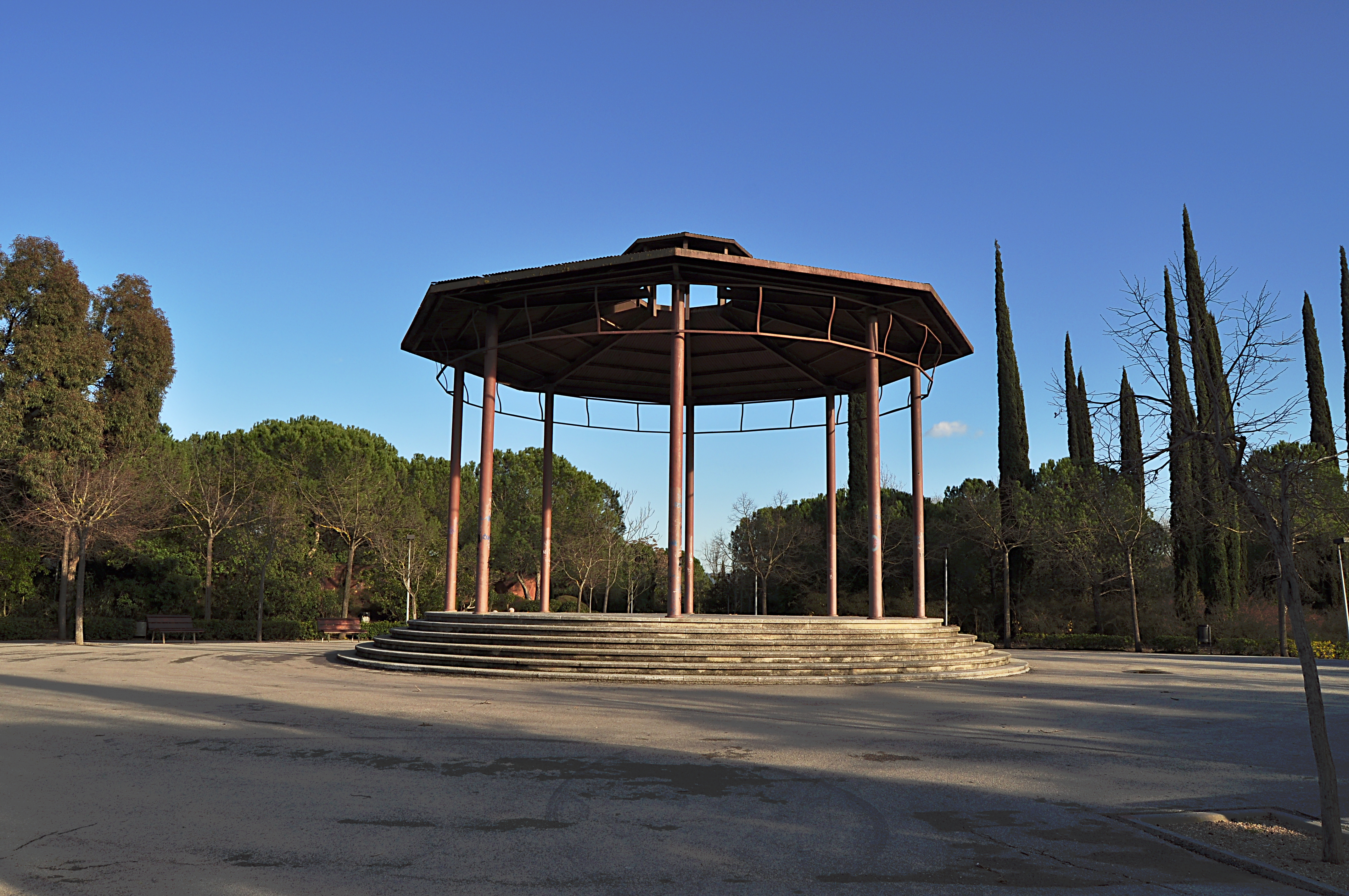
Parque de la Plana Lledó

Durante la década de los años 80 del siglo XX Mollet creció mucho con la construcción de un nuevo barrio, el barrio de la Plana Lledó. Una de las primeras actuaciones fue la construcción de un nuevo parque urbano, llamado de la Plana Lledó, el segundo que tendría la ciudad después de Can Mulà y el más grande hasta ese momento, con 52 000 metros cuadrados. Diez años más tarde, coincidiendo con la construcción de la ronda norte de Mollet (la avenida de Rívoli) se hicieron unas obras para ampliar el parque en 16 500 m², hasta su superficie actual de casi 7 hectáreas. El parque rodea el cementerio municipal que se mantiene, sin embargo, como un recinto independiente del resto del espacio.
El parque de la Plana Lledó se construyó sobre unos terrenos ocupados por viñedos, masas de árboles con acacias, algunas de las cuales se conservaron, y parcialmente sobre un antiguo vertedero clausurado. El parque fue diseñado desde una concepción romántica, con vegetación abundante, evitando las concepciones más duras del urbanismo de los años 80. Se plantaron 2000 árboles, 18 000 arbustos y 3000 m² de planta herbácea y vivaz, como magnolias, cedros, encinas, pinos, cipreses, eucaliptos, olmos, chopos, plátanos, tilos, laureles y muchos arbustos y plantas típicas del clima mediterráneo. De estas primeras plantaciones quedan los ejemplares más grandes, aunque a lo largo de los años se han ido realizando nuevas plantaciones de otras especies que le acaban de conferir el actual aspecto frondoso. En este sentido, actualmente el parque destaca por la cantidad de zonas sombreadas y rincones tranquilos donde se puede disfrutar de una estancia alejada del ruido de la ciudad.
El parque está formado por varios caminos pavimentados radiales a partir de una plaza central donde hay una glorieta de hierro preparada para la celebración de eventos públicos. Estos caminos son paseos arbolados a la sombra de tilos y con vallas verdes recortadas de pitósporos. Dispone de una red de caminos secundarios más sinuosos sin pavimentar destinados al paseo alejado de las zonas más concurridas. Un poco desviado de esta glorieta central, hay un lago artificial con un surtidor de agua y vegetación acuática rodeada por una pérgola con varias glicinas con floraciones espectaculares en primavera. En el acceso desde la avenida del Parque con la calle Ferrocarril, hay un escudo del municipio realizado con planta de temporada que recuerda que fue el primer gran parque de nueva construcción de la ciudad.
Desde hace algunos años, los alumnos de la Escuela Viver Castell de Sant Foix hacen las prácticas de diferentes programas formativos de jardinería en el parque en el marco de un convenio de colaboración entre la escuela, el Consorcio de Educación de Barcelona y el Ayuntamiento de Mollet del Vallès.

#### Parque de los Colores
Donde ahora está el parque de los Colores, antes había un inmenso terreno sin urbanizar. Ahora, las personas de los barrios de Santa Rosa, Plana Lledó y Can Borrell (un barrio antiguo, un barrio obrero de los años 60 y un barrio nuevo), pasean libremente. Diseñado por Enric Miralles y Benedetta Tagliabue, el parque es el espacio común deseado, sin ninguna valla ni verja, que ha permitido conectar los tres barrios que lo rodean.
El parque permite hacer todas las actividades y actos culturales para las personas mayores, los niños, los jóvenes, las amas de casa... A pesar de la singularidad del espacio, también permite, claro, los usos habituales de un parque. Las pistas de petanca están en un lugar donde la gente mayor hace años que juega. Los árboles plantados de nuevo irán creciendo y protegiendo con sus sombras a los que juegan.
Los pavimentos
Los pavimentos son de diferentes colores y tipos, como las procedencias, las hablas, las edades, las diferentes personas que hoy pasean por aquí: madera, cemento de colores, ladrillo árabe. Encontramos el tronco de una palmera y, unos metros más adelante, la copa. Los bancos son de formas onduladas, como las montañas de Montserrat, que se ven en días claros desde Mollet. Y las bases de los bancos, de hormigón, todas diferentes, tienen formas de animales: un cocodrilo, un dragón, un pez, un perro... Las ondulaciones son suaves como las crestas del Vallés y los juegos de las dos zonas infantiles.
El agua
Hay chorros de agua, fuentes de azulejos azules de formas ondulantes, con más bancos al lado que los días de verano pueden ser un refugio refrescante. Este es un lugar donde siempre ha habido agua, como la que se encontraba en la mina de Can Borrell, las balsas, los pozos, el riego que iba al lavadero público de Can Lledó, donde las mujeres lavaban la ropa. El agua brota del suelo, en el parque llueve cada día y los chorros son los charcos de la lluvia. Si se mira a través del agua, la luz provoca un arco iris. Entre los chorros de agua, destaca uno que tiene pintadas encima de las baldosas azules unas letras: Enric Miralles y de la ciudad, con la tipografía que usaba en los planos, tal como lo escribía el autor: unos pequeños salmonetes (que significan 'mollet'). La cerámica es obra de Toni Cumella.
El espacio de eucalipto huele y, si se sube un poco, se descubren grandes macetas-no hay un modelo único-con romero, lavanda y otras especies olorosas. Olores que nos llevan al Mollet rural, al que todavía existe en Gallecs. Levantando la cabeza, se pueden ver unas estructuras de elementos cerámicos (ladrillos) que reproducen formas de barandillas y paredes de las antiguas casetas y edificaciones de los barrios. El ladrillo, elemento humilde, limpio, básico, tal como es, sin rebozar, como lo fue en las primeras edificaciones de la zona.
En el lado de Els Pinetons, el sol atraviesa agujeros y se filtra por las rendijas en un juego de luces y sombras como las de un bosque donde siempre hay hojas porque es perenne. Aquí, un grupo de pájaros ha hecho nidos. Estas estructuras ayudarán a formar una arboleda más espesa cuando crezcan los árboles.
Los grafitis
En el lado de la calle de Francesc Layret. hay unas grandes estructuras de cemento y de acero colgadas encima de unas columnas de tres patas que se encuentran arriba formando un nudo. Representan grafitis como homenaje a los jóvenes artistas anónimos urbanos. Los grafitis se han pintado sobre otros grafitis, las letras han evolucionado, como cambian las paredes de los barrios con los grafitis pintados. Nada es estático porque todo cambia. Además, se convierten en una singular pérgola que proyecta sombras interesantes.
En las gradas, las puertas de entrada a los almacenes de jardinería son de hormigón, como las de las antiguas bodegas. Para subir, hay que pisar una superficie azul que hace pendiente. Vuelve así la sensación de agua en el que debían ser las escaleras del centro cívico previsto inicialmente. Lo que debía ser un edificio alzado, con patas, donde desde arriba se pudiera ver la vida que discurría abajo, como aquel hombre que vuela en un cuadro de Chagall, como una iglesia italiana construida en diferentes niveles. Desde lo alto de las gradas se puede ver el parque, los pisos, las casas, el agua, la gente sintiéndose viva.
Las luces
La iluminación del parque destaca por las farolas en forma de pequeños troncos de madera hechos como las vigas de la vía del tren. Se proyectaron como rosas pero algunos los llaman silbidos. Las otras farolas, las alargadas que salen de la copa de la palmera, invitan a llegar a la rambla de la Unión, en la confluencia con la gran rambla que nos lleva al centro de la ciudad y la atraviesa hasta el otro lado. Unas farolas patentadas por Philips con el nombre de Modelo Mollet, que tienen un proyector en uno de los lados del tubo de plástico y producen la sensación de luz al resto del tubo, a través de zig-zag, con un mínimo consumo.
- Parque de los Ciruelos

El parque de las Ciruelos, inaugurado el 27 de noviembre de 2011, es una gran superficie verde de más de dos hectáreas, que se extiende como una alfombra sobre la antigua explanada conocida como plana de los Ciruelos, un espacio central donde se habían ubicado varios edificios y equipamientos. El parque está urbanizado en parte sobre un aparcamiento subterráneo y tiene dos partes muy diferenciadas: una cubierta de césped y vegetación bastante frondosa y una área pavimentada, más pensada para el paseo y el desarrollo de actividades diversas.
El parque de los Ciruelos se caracteriza, sobre todo, por su condición de centralidad. El parque, además de servir a los barrios adyacentes a los cuales inevitablemente se orienta, forma un sistema unitario con el casco antiguo, la rambla de Balmes y el área de Can Mulà. Es un parque central, que se diferencia de un parque de barrio por formar parte de un sistema de elementos públicos que se refieren y se proyectan a toda la ciudad. Todo ello, configura la nueva centralidad de la ciudad de Mollet.
El proyecto de los Ciruelos ha sido realizado por el equipo de arquitectos Sierra, Vives y Cartagena, en colaboración con los servicios técnicos municipales. El diseño del parque se basa en un gran espacio verde que resuelve la inevitable nostalgia de zonas naturales que sufren las áreas centrales de la ciudad como un arco de luz, juegos infantiles o unas pantalles de ledes para información pública.
El parque de los Ciruelos se desarrolla como un sistema articulado de elementos singulares que permiten la interacción de la ciudadanía con el parque, más allá del paseo y el ocio. Un gran arco-fuente de 11 metros de altura permite la relación de los usuarios con el agua en todas las formas: lluvia, nube, caída de agua, etc. Este arco-fuente, simboliza la puerta de entrada al parque e inicia un itinerario de elementos que sigue con el doble panel digital en medio del parque. Estas gran pantallas de ledes son el verdadero escaparate de actividades para todas las entidades cívicas de Mollet. Este elemento será la pantalla anunciadora de los actos públicos que caracterizará y otorgará identidad al parque. En el parque se ha instalado también una copia a escala del menhir de Mollet encontrado en este lugar durante la excavación del aparcamiento.
El color verde domina el grueso del parque. Sobre una topografía nueva, que recrea un cerro en uno de los extremos, se disfrutará de una panorámica general del parque y de su entorno desde un punto de vista diferente. El arbolado y las otras especies vegetales permiten visualizar las diferentes estaciones del año. Para el riego de la cobertura vegetal, se ha construido un gran depósito subterráneo que aprovecha la abundante agua freática del subsuelo, en coherencia con la necesaria sostenibilidad de todo el parque. Para garantizar el mínimo gasto y consumo de agua y energía, el sistema de riego utiliza la mejor tecnología disponible, como el control remoto de programación, los sensores de lluvia y viento o control de caudales.
Las plantas son uno de los principales elementos del parque que, con los árboles, le confieren un carácter especial de naturaleza y acogida. Los árboles rodean el parque formando un envoltorio que, a medida que crezcan, permitirán al visitante casi aislarse del entorno más urbano. Los pinos, cedros, robles y encinas tienen un importante papel en este sentido, pero el parque cuenta también con otras especies que permitirán resaltar la primavera cuando florezcan los árboles del amor o los ciruelos y admirar en otoño las intensas coloraciones de fresnos, liquidambars, arces, robles americanos y gingkos, entre otros.
Los arbustos y las plantas tapizantes, bien sea formando líneas homogéneas o masas de colores, ayudan a distribuir vistas, recorridos y formar ámbitos de estancia. Varias especies de gramíneas como el penisetum, miscanthus, nassela o carex y de plantas aromáticas como el romero juegan en el parque un papel relevante en este sentido. Una gran plantación geométrica de ciruelos de diferentes tipos se encuentra en el centro mismo del espacio de césped, a modo de homenaje a los árboles que configuran el nombre del parque de la plana de los Ciruelos.

#### Parque de Can Borrell

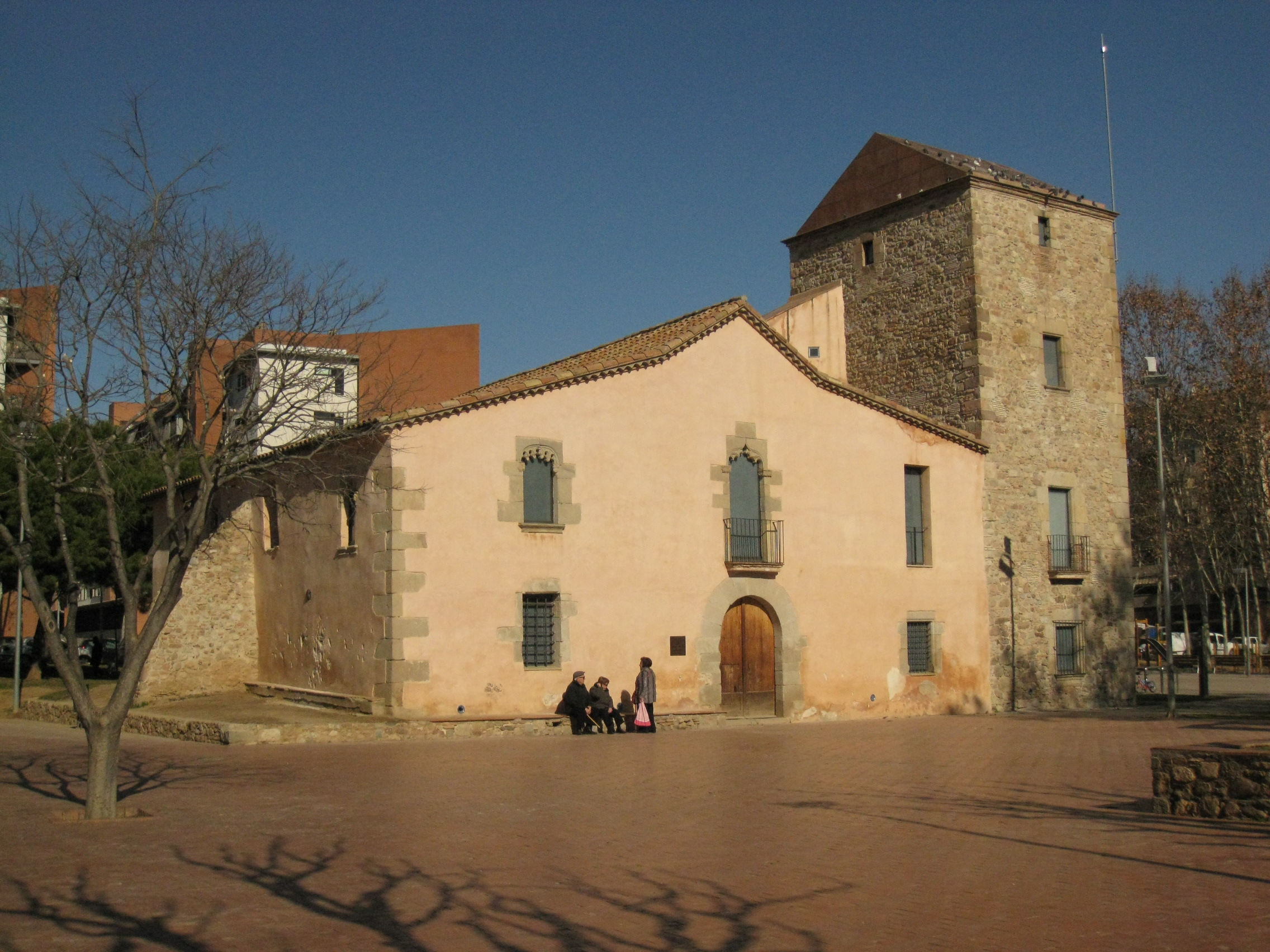
Parque de Can Borrell

A principios de la década de 1990, con la construcción del barrio de Can Borrell, se proyectaron dos edificios nuevos alrededor del espacio donde estaba la masía que da nombre al barrio y el punto donde comienza el soterramiento del arroyo de Gallecs. Este espacio central da lugar en el parque de Can Borrell. El equipo redactor de los proyectos planteó de manera inseparable el conjunto de los dos edificios con el parque, por lo que las viviendas contribuyen a determinar el espacio libre de parque y delimitan su límite o frontera formando una especie de abrigo.
El proyecto conservó la antigua masía del siglo XIII, hoy reconvertida en un centro cívico municipal, un antiguo pilar de piedra del pajar, el pozo y la antigua balsa de riego (actualmente un parterre de césped). Como elementos naturales destacados, se conservaron un gran plátano de sombra de dos pies, un almez y la magnífica alineación de plátanos que forman el bosque de ribera del arroyo de Gallecs y que contribuyen a religar la ciudad con el entorno natural que la rodea
La riera de Gallecs, aspecto muy naturalizado, se puede cruzar por un pequeño puente de hormigón. El parque contiene un área con elementos de juego infantil para diversas edades, con una tirolina, columpios, casitas, toboganes y muelles situados sobre pavimentos de caucho de varios colores. Rodeado por una valla de piedra, hay un pozo de abastecimiento y tratamiento de agua potable del municipio y la caseta de los jardineros.
En el lado oeste, encontramos la antigua masía remodelada en 2005, a la que se accede por un lateral, con una gran era pavimentada delante. En la parte posterior de la masía, se plantó un pequeño bosque de pinos, encinas y robles. En el lado de enfrente se hizo un prado con una plantación de diversas ciruelos de espectacular floración primaveral.
El proyecto obtuvo una mención en los premios FAD de Arquitectura 1993 y fue seleccionado en la III Bienal de Arquitectura Española.

#### Parque de los Pinetones
El parque de los Pinetones se encuentra en el extremo oeste del tejido urbano, un espacio sensible donde la ciudad se funde con el paisaje periurbano y constituye uno de los accesos de los ciudadanos de Mollet al medio natural que rodea la ciudad. El diseño del parque, está basado en los valores agrarios que históricamente han dominado el territorio y muchos de los árboles que se han plantado son una recopilación de especies de aprovechamiento agrario como olivos, manzanos, nogales, avellanos, etc.
Este lugar, que configura una de las puertas de acceso al espacio rural de Gallecs, aprovecha las técnicas y métodos utilizados tradicionalmente por los agricultores para dar forma al parque y crear un mosaico de plantaciones, cultivos y bosques que crecen a medida que los ciudadanos se lo van haciendo suyo. En este sentido, es importante destacar que una parte importante de los árboles se han plantado en el marco de la Fiesta del árbol, que se celebra desde hace más de 15 años en este espacio. Unos molinos de viento situados estratégicamente permiten aprovechar las aguas del freático para el riego y la creación de un pequeño circuito de agua, a la vez que se convierten en una de las imágenes más visibles y emblemáticas del parque, que se gestiona y se mantiene en buena parte mediante rotaciones de cultivos, a menudo de floraciones vistosas que le confieren imágenes muy variables y atractivas a lo largo del año.
El parque se ha diseñado buscando siempre puntos de relación y continuidad con el espacio que lo rodea : así, es muy difícil ver la autopista desde los Pinetons y el parque parece alargarse hasta los cultivos de Gallecs; y, en cambio, la relación con el edificio del Hospital de Mollet y el Roble del Hospital es cercana e integradora.
El parque de los Pinetones es un espacio todavía en construcción y crecimiento, una vez terminado ocupará una superficie de 18 ha en torno a la ronda de los Pinetones, el doble de la extensión actual, y será una pieza importante de la futura anillo verde de Mollet.
El parque dispone de un área con mesas de pícnic que se pueden utilizar libremente. Para hacer actividades organizadas, hay que llenar la comunicación previa de uso de Parques y Jardines disponible en la sede electrónica.

#### Jardín de la Farinera
El jardín de la Farinera fue remodelado en 2003 para convertirse en un parque urbano. Se ubica sobre los terrenos donde habían estado los cultivos de huerta del jardín privado de la Farinera Moretó, industria centenaria situada justo al otro lado de la avenida de Rafael Casanova, a los que se anexó parte del paseo de Artur Barres y de un solar baldío donde había habido vertidos incontrolados de escombros. En total, la superficie ajardinada es de 11.120m2.
Anexo a la casa y a la fábrica de la Farinera, todavía se conserva buena parte del jardín privado diseñado por el arquitecto Manuel Casas Lamolla el año 1935. El jardín es de concepción neoclásica, con algunos rasgos característicos como caminos y escalinatas que marcan simetrías con isletas de geometría regular recortada con bojes, tejos y adelfas recortados en topiario (técnica de la jardinería que consiste en dar formas artísticas a las plantas mediante la poda) con formas cónicas, redondeadas o de campana.
El parque que hoy es de uso público, está separado de la zona privada y de la fábrica por la antigua carretera de Sabadell. Antiguamente, esta parte era una extensión con elementos que daban continuidad al jardín privado, como la valla perimetral o el pabellón que albergaba el pozo de abastecimiento de agua, así como un paseo central de tilos y algunos árboles aislados que aún se conservan hoy en día. Como es habitual en los jardines de la época, tenía parcelas destinadas al cultivo de huerta y frutales para abastecer a los propietarios de la fábrica. Durante la década de los 80 y 90 del siglo XX, esta parte del jardín fue utilizada como vivero municipal por parte del Ayuntamiento. Sin embargo, se conservaron algunos elementos, como algunas alineaciones de árboles, la valla perimetral, las escalinatas de obra vista, algunas vallas verdes y las puertas de acceso.
Actualmente, el parque está proyectado bajo la premisa de encajar los elementos antagónicos que representan las necesidades de un parque moderno y adaptado a los usos públicos con los vestigios de un viejo jardín de época con inspiraciones neoclásicas. El antiguo pozo del jardín, hoy protegido por una valla de madera, sigue abasteciendo de agua a la Farinera. Los tramos de la valla perimetral en buen estado y los pilares de dos antiguas portaladas se han conservado, aunque dejando los accesos abiertos. También se conservan las antiguas escaleras de obra vista con dos jardineras a ambos lados.
En cuanto a la vegetación encontramos un paseo central de tilos, bosques de pinos con encinas, algunos ejemplares de los antiguos frutales y restos de los árboles que se había plantado en la etapa de vivero, como cipreses y pinos. Tiene una pérgola metálica con glicina de espectacular floración en primavera, vallas de boj, algunos ejemplares de avellano y un conjunto de macetas de terracota con bojes recortados en bola que rememoran los antiguos topiarios del jardín neoclásico original.
Hay dos áreas de juego infantil y una fuente de agua potable.

#### Plaza de Pau Casals
La plaza Pau Casals es una gran ola de cinco metros de altura cubierta por un prado de casi una hectárea que permite pasear, estirarse en ella y descansar, saltar y jugar. Se ha convertido en uno de los puntos destacados de encuentro de la ciudadanía de Mollet y un espacio central de los actos festivos de la ciudad.
El recorrido por la plaza sigue unos caminos de subida y bajada en el prado marcados por losas de hormigón con pequeños puntos de luz. En la remodelación del espacio (el año 2003) se conservaron algunos árboles como pinos piñoneros, los ciruelos rojos y se trasplantaron otros como los olmos y los olivos. También se plantaron nuevos ejemplares de especies como el podocarp, el árbol de los tulipanes, el árbol de los escudos, el arce y el almez, que permiten disponer de zonas de sombra donde sofocar el calor del verano y disfrutar del cromatismo de colores estacional.
Entre la vegetación destacan las masas de gramíneas que van variando de aspecto según sea la estación del año, los parterres con lavanda muy aromáticos y con jazmines de espectacular floración y los de cañas de bambú. El prado que cubre la plaza incorpora especies herbáceas de moderados requerimientos hídricos y se riega con el agua procedente del subsuelo de la misma plaza. Bajo el prado hay un aparcamiento de vehículos de dos plantas que queda ocultado por esta gran masa verde.
La plaza acoge el monumento Gegant, del escultor Ramón Aumedes, y el monumento a Pau Casals, del escultor Ricardo Mira. Las chimeneas de aireación del aparcamiento también tienen un atractivo diseño en hierro.

#### Parque de Ca l'Estrada
Situado en el noreste de Mollet, en el extremo del barrio de la Vinyota, el parque de Ca l'Estrada es uno de los parques más recientes de la ciudad. Se construyó en el año 2009 en el marco de la urbanización de la Vinyota y ocupa una superficie de 24 000 m², de los cuales 11 000 están destinados a la construcción de un futuro equipamiento escolar y, mientras tanto, se utilizan como zona polivalente para la instalación de ferias comerciales y atracciones.
El parque está rodeado por la cara este por una gran duna elevada y cubierta de vegetación que la aísla del tráfico y el ruido de la carretera C 17, a la vez que la eleva de nivel para acceder a la pasarela de uso exclusivo para peatones y ciclistas, que conecta la ciudad con el barrio de la Casilla y el polígono de Can Magarola. La construcción de este gran puente metálico representó una gran mejora para la movilidad y la conectividad de estas zonas. El diseño singular de la pasarela de la Casilla la han convertido en una de las imágenes más características del Mollet del siglo XXI.
En el punto más alto de la duna, encontramos varios equipamientos deportivos de fitness y una gran pérgola que da apoyo a una de las instalaciones de placas fotovoltaicas más grandes de Mollet. Bajo la pérgola nace una grada que preside la plaza, un espacio polivalente para acoger diversos espectáculos y, más allá, diferentes superficies de caucho posibilitan la realización de actividades deportivas y juegos al aire libre. También hay varias mesas de pícnic, ocupadas a menudo para familias que meriendan o celebran ocasiones especiales.
La vegetación del parque está formada principalmente por ciruelos de hoja roja (Prunus cerasifera Atropurpurea), árboles del amor (Cercis siliquastrum), fresnos de diversos tipos (fraxinus sp), sóforas (Styphnolobium japonicum,), liquidambar (Liquidambar styraciflua) y acacias de Constantinopla (Albizia julibrissin), que se extienden y sombrean la banda más plana del parque y ofrecen diferentes imágenes y coloraciones estacionales.

#### Rambla de Pompeu Fabra
La rambla de Pompeu Fabra es uno de los espacios de la ciudad que disfrutan de un ajardinamiento más singular y vistoso. Está formado por una gran diversidad de arbustos y de plantas herbáceas con floraciones vistosas durante todas las estaciones del año que, conjuntamente con los pavimentos y gravas de colores, forman un original mosaico cromático en medio de la ciudad. Por su belleza y originalidad, la rambla ha sido galardonada como Mejor Espacio Público Florido 2016 por el Jurado de Villas Floridas, un movimiento que promueve la Confederación de Horticultura Ornamental de Cataluña con el apoyo de la Generalidad de Cataluña.
El ajardinamiento de este espacio urbano se hizo para resolver y embellecer la medianera del último tramo de la rambla. Se optó por un ajardinamiento basado en alineaciones uniformes de diferentes plantas que ofrecen una imagen de líneas de colores, formas y volúmenes cambiantes a lo largo de las diferentes estaciones del año. El recorrido se inicia en la rotonda de la Vinyota con un monolito identificativo de Mollet del Vallès y unos tiestos de acero corten con bojes recortados.

#### Árboles singulares
El catálogo de árboles singulares de Mollet contiene ejemplares de árboles, arbustos y palmeras que presentan un interés a nivel urbanístico local, ya sea por su emplazamiento, por su edad, medida, características botánicas, rareza, calidades estéticas o valor ornamental, histórico o simbólico.

#### Áreas de juego infantil en la ciudad
En Mollet del Vallès hay 45 áreas de juegos infantiles donde los niños y las niñas pueden desarrollar sus habilidades psicomotrices y sociales en un entorno agradable y seguro.

## Cultura

### Fiestas y eventos
Mollet cuenta con una notable oferta cultural de eventos y fiestas:
- 1 de enero: Fin de Año: La bienvenida al nuevo año empieza en la plaza de Prat de la Riba con las tradicionales campanadas desde la iglesia de San Vicente y las uvas de la suerte. A partir de aquí, la ciudad celebra la primera noche del año con diferentes verbenas en los equipamientos municipales.
- 5 de enero: Cabalgata de Reyes: los Reyes de Oriente llegan a la ciudad en un tren que tiene parada en la estación de Francia (estación de Mollet-San Fausto). Una docena de carrozas, diferentes bandas musicales, más de una tonelada de caramelos y decenas de pajes forman la mágica cabalgata que recorre las principales calles de la ciudad. El paje Xumet (Chupete) abre la cabalgata recogiendo todos los chupetes de los más pequeños de Mollet.
- 22 de enero: San Vicente: el 22 de enero, día de san Vicente —patrón de la ciudad— se celebra la fiesta mayor de invierno con un programa de actividades organizadas principalmente por las entidades. Con un tono marcadamente tradicional e íntimo, la fiesta mayor de invierno es la más antigua de la ciudad -teniendo en cuenta que san Vicente es el patrón desde hace más de mil años.
- Febrero: Carnaval: el baile del barraló es la bienvenida al Señor de Carnestoltes a la ciudad. Durante una semana la juega y el desenfreno toman escuelas, calles y plazas. El Domingo de Carnaval por la tarde se hace la gran rúa de Carnaval donde participan más de un millar de personas y decenas de carrozas, la más importante de la comarca. Por la noche, el Carnestoltes es juzgado en un espectáculo público en la plaza. El entierro de la sardina pone punto final al Carnaval y se inicia la Cuaresma.
- Primer domingo de marzo: Día del Árbol: fiesta popular, organizada por el Casal Cultural, que tiene lugar en el parque de los Pinetones, donde se plantan diferentes variedades de árboles con el objetivo de repoblar este emblemático paraje natural.
- Marzo: Calçotada popular: durante el mes de marzo, el Consorcio y los vecinos del espacio rural organizan una calçotada popular para degustar los calçots que se cultivan en los campos de Gallecs. La fiesta se celebra en el llano situado frente a la iglesia de Santa María y el menú también incluye otros productos de Gallecs, como la judía del ganxet y la coca de Sant Galdric.

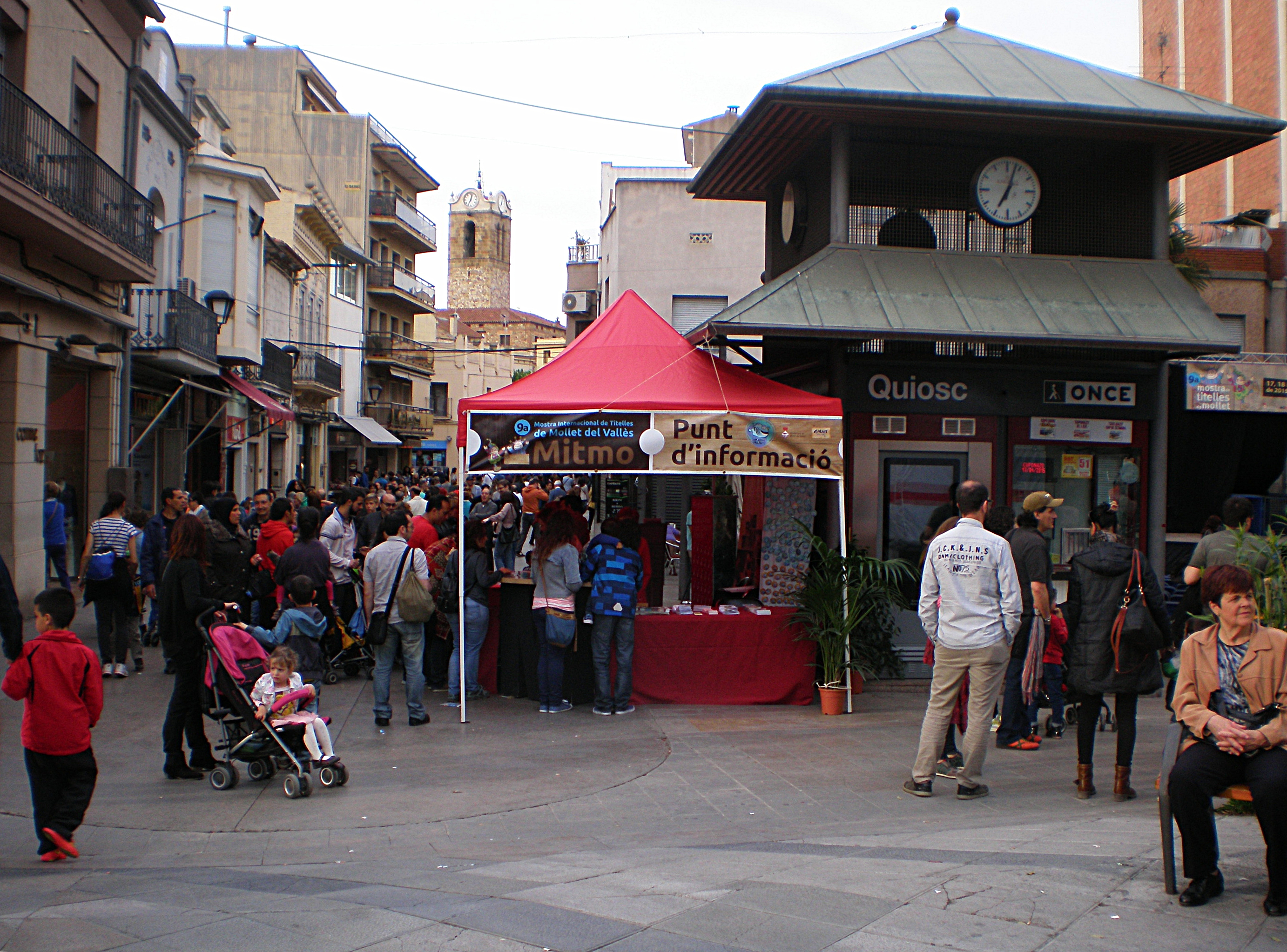
Entrada a la MITMO

- Principios de abril: Muestra Internacional de Marionetas de Mollet: se celebra durante el mes de abril. Está impulsada por la compañía local Galiot Teatre y organizada de manera conjunta con el Ayuntamiento de Mollet.

Durante los tres días de la Muestra, el centro de la ciudad está conquistado por las marionetas, de todo tipo y de diferentes técnicas, con la participación de numerosas compañías especializadas del país e internacionales, que representan sus espectáculos en diferentes escenarios, ya sea al aire libre, en calles y plazas o en equipamientos como el Mercat Vell o La Marineta.

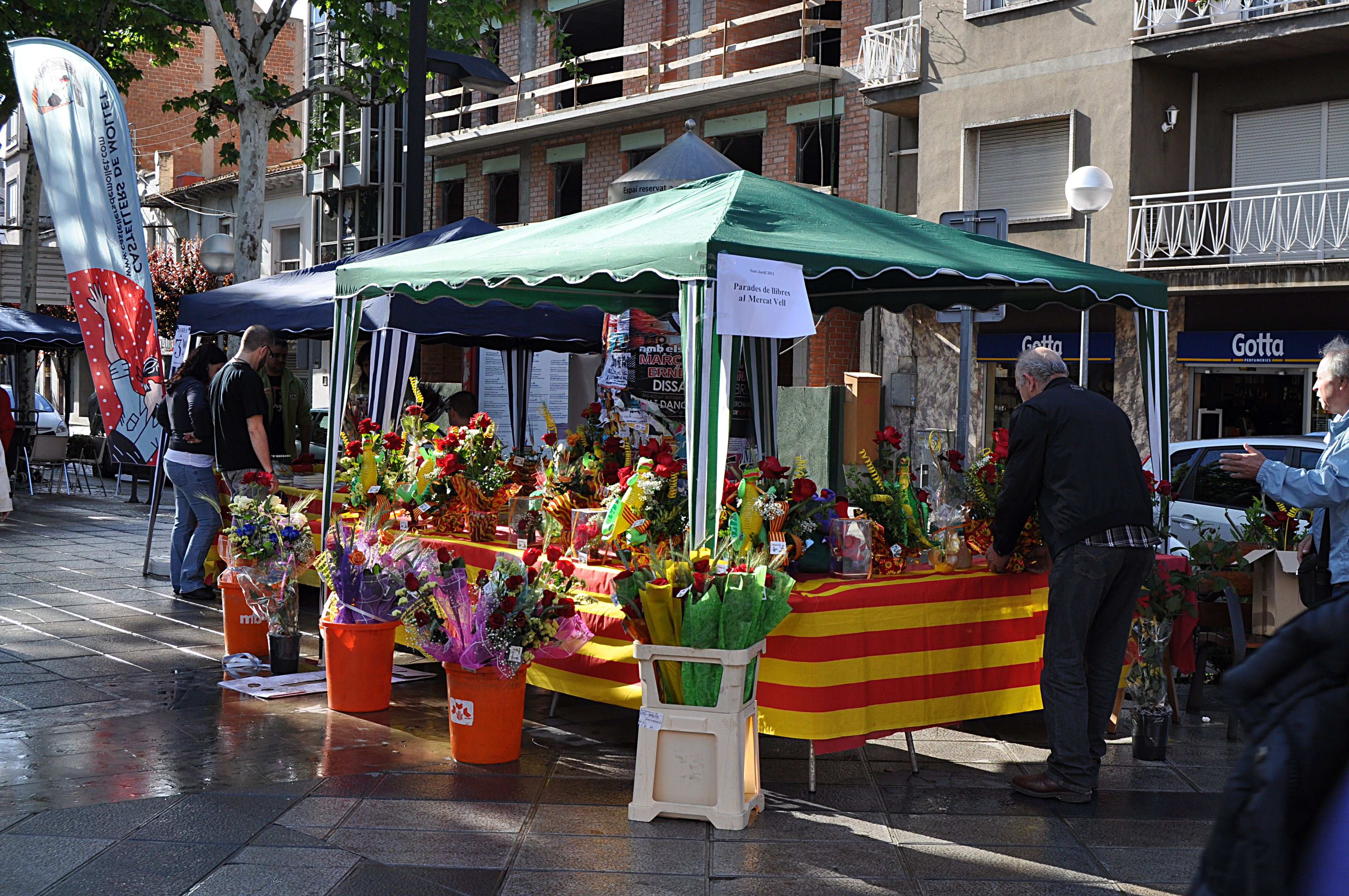
Diada de Sant Jordi de 2011

- 23 de abril: Día de San Jorge: la rambla se llena de paradas de libros y rosas y se convierte en el escenario de diversas actividades tradicionales sobre la Díada y de fomento de la lectura.
- 29 de abril: Día Internacional de la Danza: el Día Internacional de la Danza fue instaurado en el año 1982 por iniciativa del Comité de Danza del Instituto Internacional del Teatro. El objetivo de la celebración es reunir al mundo de la danza, rendirle homenaje y celebrar su universalidad, cruzando las barreras políticas, culturales y étnicas. En Mollet, el día 29 de abril se conmemora este día para acercar la danza a la ciudadanía y poner en relive sus valores. La actividad principal es una muestra de danza en el parque de los Ciruelos en la que participan las escuelas de baile de la ciudad. El manifiesto es leído pr alguna persona vinculada a la danza.
- 1 de mayo: Aplec de la Sardana ('Acopio de la Sardana'): la entidad Tradicions i Costums organiza uno de los encuentros más antiguos del país, con la participación de tres coblas. El parque de Can Mulà se convierte en un espacio ideal para los amantes de la sardana. Excepcionalmente, el año que el 1 de mayo es domingo, el Encuentro se celebra el domingo de la segunda Pascua.
- 11 de mayo: Feria de San Ponce: el alumnado del Instituto Municipal de Discapacitados se encarga de organizar este día, que llena la rambla de Balmes de paradas de productos naturales, pasteles, flores, plantas y hierbas aromáticas.
- 23 de junio: Verbena de San Juan: con la llegada de la Llama del Canigó a la plaza de Cataluña, llevada por los miembros del Club Muntanyenc desde hace 30 años, se inicia en Mollet la noche de San Juan. Verbenas populares en diferentes lugares y la verbena sardanista en el parque de Can Mulà llenan la noche más corta del año.
- Julio: L'Estiu és festiu: programa de actividades festivas y culturales dirigidas a toda la población y que se llevan a cabo en todos los barrios de la ciudad, preferentemente al aire libre. Música a la fresca, danza, cine, conciertos, fiestas de barrio, exposiciones y espectáculos infantiles son los protagonistas del mes.
- 25 de julio: Fiesta mayor de Gallecs: el milenario pueblo de Gallecs celebra su fiesta en honor de su patrón, San Jaime. Actividades de aire festivo y tradicional tienen lugar alrededor de la iglesia románica de Santa María de Gallecs.
- Domingo después del 15 de agosto: fiesta mayor: alrededor del Voto del Pueblo, origen de la fiesta mayor, se celebra la fiesta más importante del calendario. Durante cinco días (de viernes a martes) tienen lugar un centenar de actividades de todo tipo y para todas las edades: actividades tradicionales, conciertos, teatro, bailes, carpa, espectáculos de calle y la competición entre las Colles de Morats i Torrats.
- 11 de septiembre: Día Nacional de Cataluña: cada año por el Día Nacional de Cataluña, el Ayuntamiento conmemora esta celebración con un acto institucional y una ofrenda floral al monumento de Rafael Casanova, obra del artista molletense Cesc Bas, y situado en la avenida de Rafael Casanova. El acto central de la conmemoración es la ofrenda floral de entidades y ciudadanos. Diferentes corales de la ciudad y una banda de músicos acompañan la celebración con la interpretación de piezas musicales tradicionales.
- Fin de semana siguiente al 11 de septiembre: Feria de Artesanos: desde el año 1983, en el núcleo antiguo de la ciudad, se realiza la Feria de Artesanos, impulsada por un grupo de vecinos y vecinas. La feria es un encuentro de artesanos y de oficios de todos sitios. En un entorno festivo y participativo, se complementa con un amplio abanico de actividades de carácter tradicional y lúdico y por las aportaciones que hacen los vecinos y las vecinas de las calles de la feria donde destaca la elaborada y original decoración del espacio.
- Último fin de semana de octubre: Fiesta Castellera: el grupo local de los Castellers de Mollet celebra su fiesta durante toda la semana con actividades de promoción del hecho casteller. El sábado vienen dos grupos invitados y el domingo se realiza el acto central donde los de la camisa verde prueban sus mejores castillos acompañados de dos grupos más.
- Otoño: Fira't a Gallecs: el otoño es tiempo de ferias en Gallecs. Bajo el reclamo de Fira't a Gallecs, el Consorci de l'Espai Rural y la Asociación Agroecológica de Gallecs organizan diferentes ferias: la Feria de la biodiversidad agrícola (septiembre), la Feria de la espelta (octubre), y la Feria de la judía del ganxet (noviembre).

En cada una de las ferias, que se celebran en domingo por la mañana, encontrará puestos de venta de productos, visitas guiadas, actividades de animación infantil, como cuentacuentos y talleres, y una degustación de productos donde el ingrediente principal es el protagonista de cada feria (la espelta, la judía o el pollo de Navidad).
- 1 de noviembre: La Castañada: esta fiesta tradicional se celebra en Mollet de la mano de los colegios, entidades y asociaciones de vecinos, donde las castañas y los panellets son los principales protagonistas. Destaca la Castañada Sardanista la tarde del día 1 de noviembre en la Rambla.
- Finales de diciembre hasta el 6 de enero: Fiestas de Navidad: desde mediados de diciembre hasta el día de Reyes, la ciudad celebra las fiestas de Navidad con una serie de actividades tradicionales y culturales que organizan las entidades y el propio Ayuntamiento. Ferias, el pesebre viviente, las verbenas de fin de año, los conciertos y la Cabalgata de Reyes son los actos más destacados.
- Primavera: Fiesta del Deporte en la calle: es uno de los acontecimientos más destacados del calendario deportivo de la ciudad. La primera edición se hizo en 1993, después de los Juegos Olímpicos. A lo largo de las ediciones anteriores, la Fiesta se ha consolidado como un acto muy especial donde todos los participantes, niños y niñas a partir de los cinco años, pueden pasar un rato agradable con todo el conjunto de actividades deportivas programadas.

A lo largo de la avenida de la Llibertat, en el centro de la ciudad, se preparan por la mañana todo tipo de estaciones deportivas (mini tenis, fútbol 3x3, motos infantiles, atletismo, hockey, baloncesto, etc.) para que todos los participantes puedan conocer y disfrutar de diferentes deportes. Se trata de una de las actividades con más tradición y con más participación popular.
- Primavera: Mollet és fira: es un nuevo proyecto para dinamizar el tejido comercial en la ciudad. Se compone de diferentes ferias sectoriales que se celebran durante los fines de semana del mes de junio, cada una como colofón de la semana dedicada a su sector ( alimentación, motor, comercio, bienestar...).

Paralelamente, durante todo el mes se hacen campañas de promoción con sorteos y muchos premios en los establecimientos de la ciudad adheridos a Mollet és Fira.
- Martes de cada semana: mercado semanal: el mercado ambulante de carácter semanal se hace el martes por la mañana en las calles del centro de la ciudad. Si el martes es festivo, se organiza el siguiente día laborable. En las paradas del mercado se puede encontrar ropa, objetos para el hogar, plantas, frutas y verduras, entre otros productos.
- Cada dos años: Fira d'Entitats: feria bienal donde las entidades, clubes y asociaciones de la ciudad ofrecen al público información de sus actividades y servicios. La participación queda reservada a las entidades inscritas en el registro municipal. Se organiza en el centro de la ciudad durante la primera quincena de mayo.
- Primavera: FiraMollet: feria comercial multisectorial del comercio, los servicios y la industria local y comarcal, con el objetivo de promover la ciudad, reafirmar el nivel profesional e innovador de los comercios y favorecer el desarrollo económico y social de la ciudad y del Baix Vallès. Se organizaba cada dos años el primer fin de semana de octubre.
- Primer domingo de cada mes: punto de encuentro para la venta e intercambio de objetos de coleccionismo. Se hace cada primer domingo de mes, por la mañana, en la plaza de Cataluña. Está organizado por la Asociación de Coleccionistas de Mollet.
- Al final de cada temporada: FiraStock: al final de cada temporada, los establecimientos del centro de la ciudad sacan los productos a la calle y los ofrecen rebajados al alcance de los clientes. La venta de los stocks se acompaña de actividades festivas y de animación en la calle.

### Deporte
La localidad cuenta con diversos clubes deportivos, com el de hockey patines, diversos clubes futbolísticos, un club de baloncesto i diferentes clubes de pádel y tenis, entre otros.

### Medios de comunicación
Aparte de los medios de comunicación de carácter nacional y autonómico, Mollet cuenta con unos medios de comunicación propios, que cubren las noticias de carácter local y comarcal:
Medios de comunicación públicos
- Ràdio Mollet (96,3 FM): emisora municipal
- Quatre Cantons: boletín de información municipal
- Vallès Visió: canal de televisión digital del Bajo Vallés

Medios de comunicación privados
- Contrapunt, diari de Mollet: semanario gratuito
- El 10: semanario gratuito
- Línia Vallès: semanario gratuito
- Mollet a mà: semanario gratuito

## Servicios

### Equipamientos cívicos, culturales y de servicios
- Biblioteca de Can Mulà
- Archivo histórico
- Centro cívico de Can Borrell
- Centro cívico de Can Pantiquet
- Centro cívico de Lourdes
- Centro cívico L'Era
- Centro cívico La Marineta

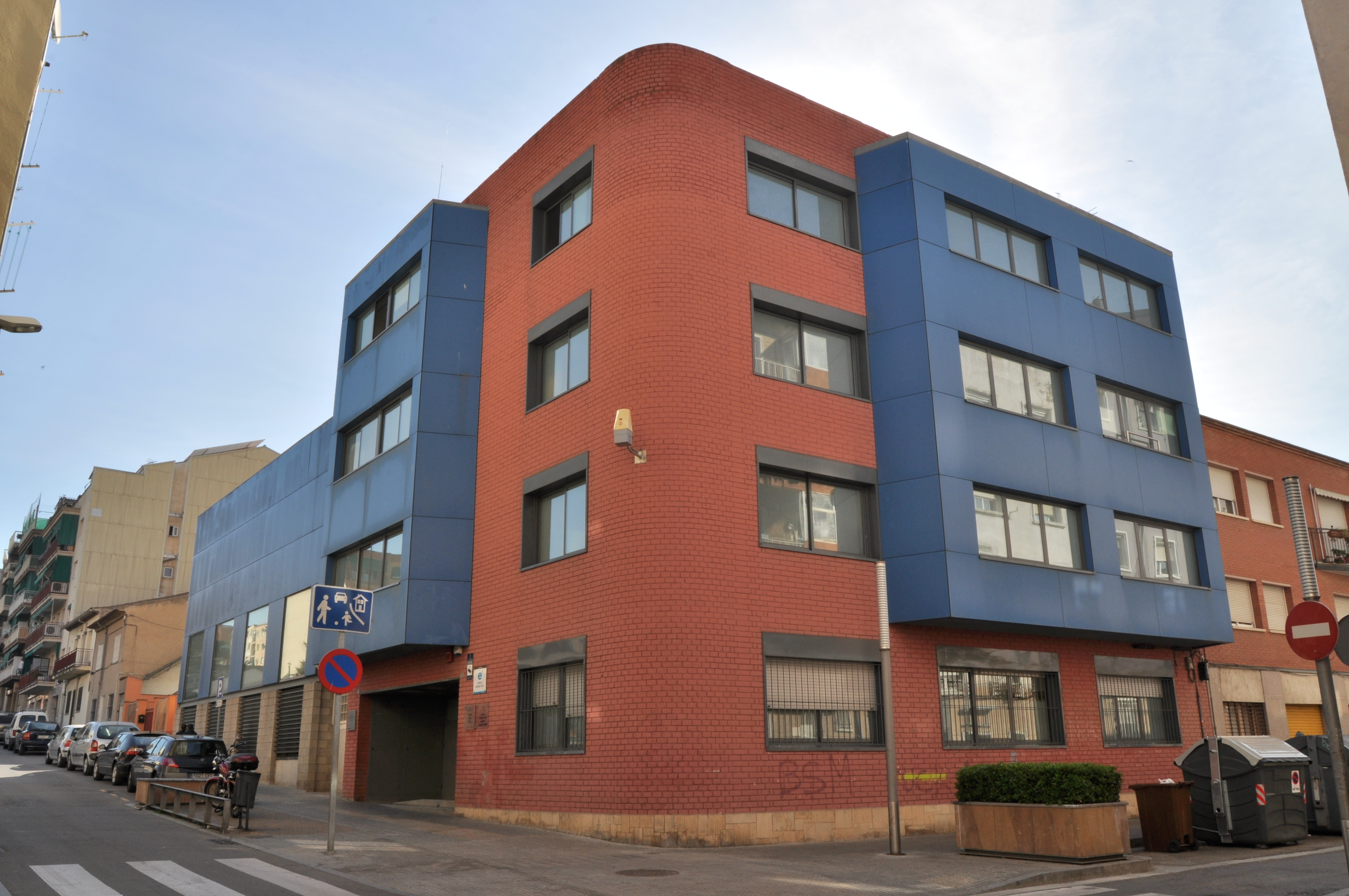
Centro cívico L'Era

- Centro de información y recursos para mujeres
- Centro de servicios Can Lledó
- El Casal
- Hotel de Entidades La República
- Mercado municipal
- Mercado viejo
- Museo Abelló-Fundación Municipal de Arte
- Museo Isern de la Moto
- Sala Fiveller
- Teatro municipal Can Gomà
- Centro Jordi Solé i Tura para la democracia

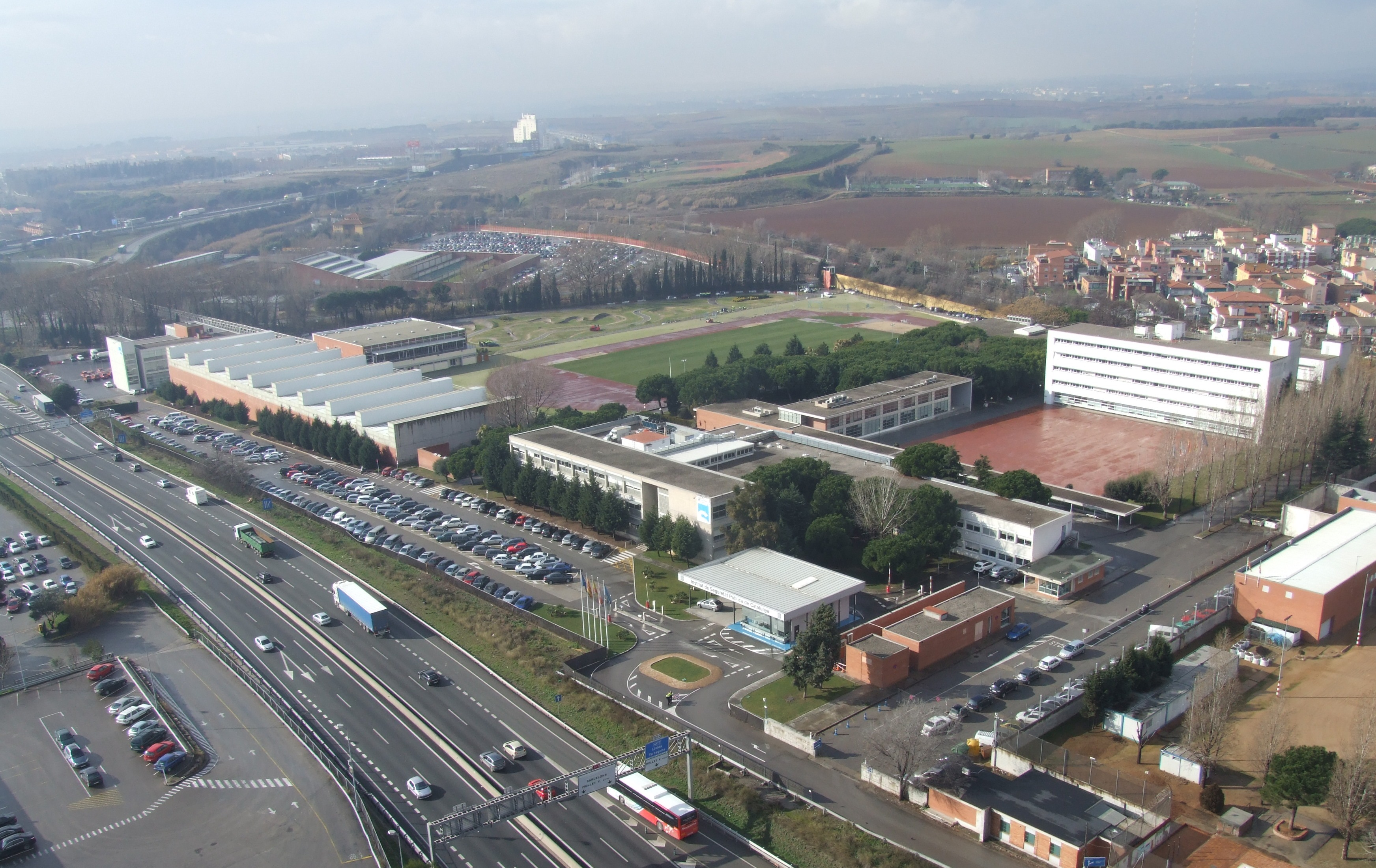
Vista aérea del Instituto de Seguridad Púbica de Cataluña

- Centro de estudios molletenses

### Equipamientos educativos
- Escuela guardería Els Pinetons (pública)
- Escuela guardería La Filadora (pública)
- Escuela guardería La Xarranca (pública)
- Escuela guardería El Petit Moll de Can Pacià (privada)
- Escuela guardería Gegants (privada)
- Escuela guardería Guirigall (privada)
- Escuela guardería Nou Camí (privada)
- Escuela guardería Quitxalla (privada)
- Escuela guardería Sol i Lluna (privada)
- Escuela Cal Músic (pública)
- Escuela Can Besora (pública)
- Escuela Col·legis Nous (pública)
- Escuela del Bosc (pública)
- Escuela Federico García Lorca (pública)
- Escuela Joan Abelló (pública)
- Escuela Joan Salvat i Papasseit (pública)
- Escuela Montseny (pública)
- Escuela Nicolás Longarón (pública, actualmente inactiva)
- Escuela Sant Jordi (pública)
- Escuela Sant Vicenç (pública)
- Agrupación Escolar Anselm Clavé (concertada)
- Colegio Lestonnac (concertada)
- Escuela Sant Gervasi (concertada)
- Centre d'Estudis Mollet (concertada)
- Instituto Aiguaviva (público)
- Instituto Gallecs (público)
- Instituto Mollet (público)
- Instituto Vicenç Plantada (público)
- Escuela municipal de educación especial Can Vila
- Instituto Universitario de Ciencia y Tecnología
- Centro de formación de adultos de Mollet
- Escuela municipal de música y danza (pública)
- Escuela de música Pilar Torricó (privada)
- Escuela de música Jordi Ricomà (privada)
- Instituto de Seguridad Pública de Cataluña
- Escuela Oficial de Idiomas (pública)
- Bilingual School (privada)
- Cambridge School (privada)
- Good Idiomas (privada)
- Idiomas Logitron (privada)
- Idiomas Mollet (privada)
- Centro de Arte y Técnicas de peluquería Mollet
- Escuela de arte Elena Blanco L'Esbartjo
- Meca Ràpid

### Equipamientos deportivos

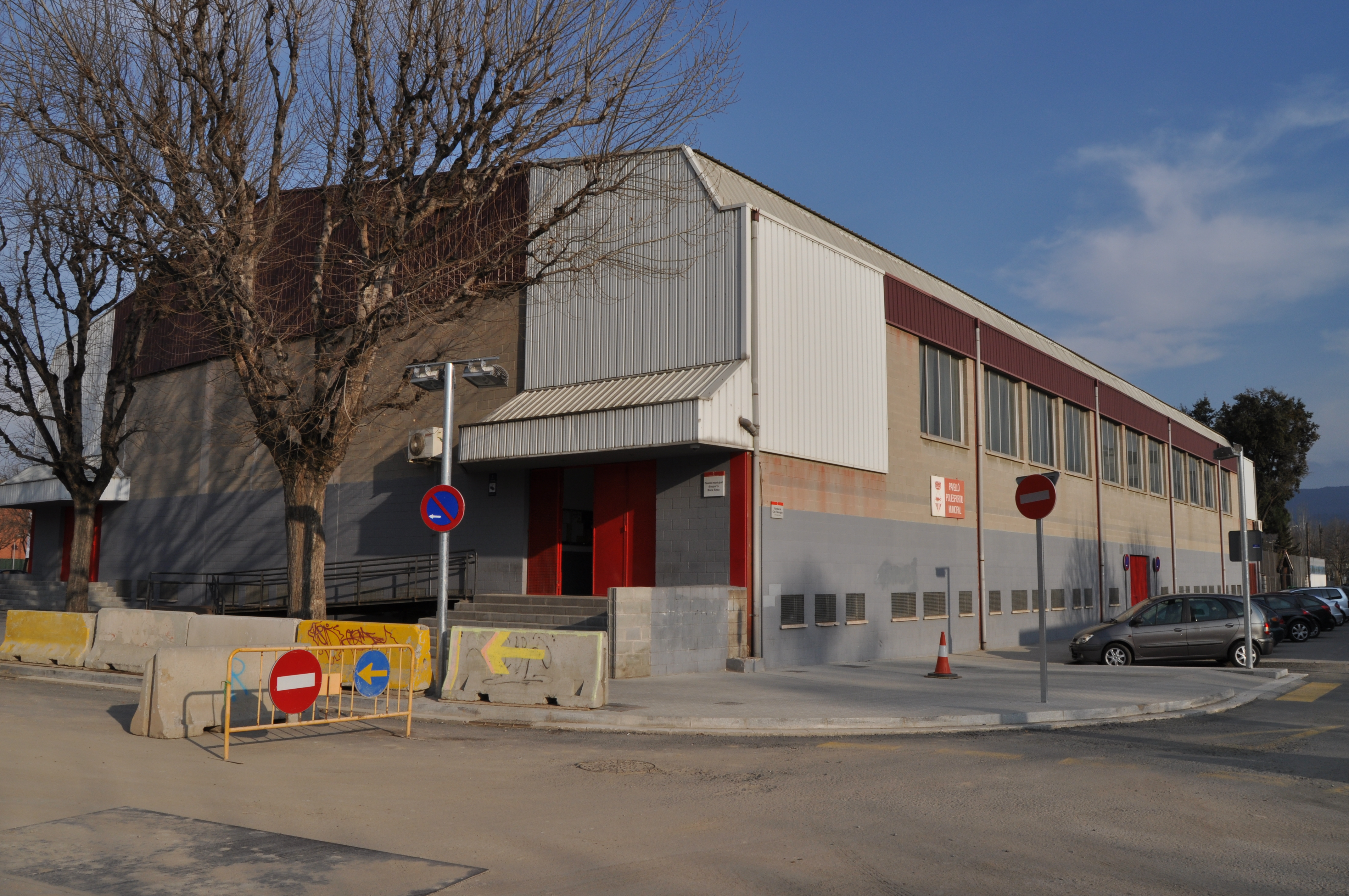
Polideportivo Riera Seca

- Campo municipal de fútbol Germans Gonzálvo
- Campo municipal de fútbol Joan Bocanegra
- Campo municipal de fútbol Zona Sud
- Centro municipal de deporte y salud Ca n'Arimon
- Circuito de deportes urbanos Street Park
- Instalaciones olímpicas de tiro
- Pabellón municipal de Deportes Riera Seca
- Pabellón municipal de deportes Plana Lledó
- Pista municipal de atletismo La Pedra Salvadora
- Pista municipal polideportiva de la plaza de la República
- Pista municipal polideportiva del parque de Lluís Companys
- Pistas municipales de petanca
- Zona de escalada de bloques

### Equipamientos para gente mayor
- Ateneo Grande, espacio de formación para personas mayores
- Casal d'Avis Nostra Senyora de Lourdes
- Centro de servicios para la gente mayor El Lledoner
- Espacio Sant Jordi
- Esplai Mollet

### Equipamientos sanitarios y de salud
- CAP Can Pantiquet
- CAP Plana Lledó
- Cementerio municipal

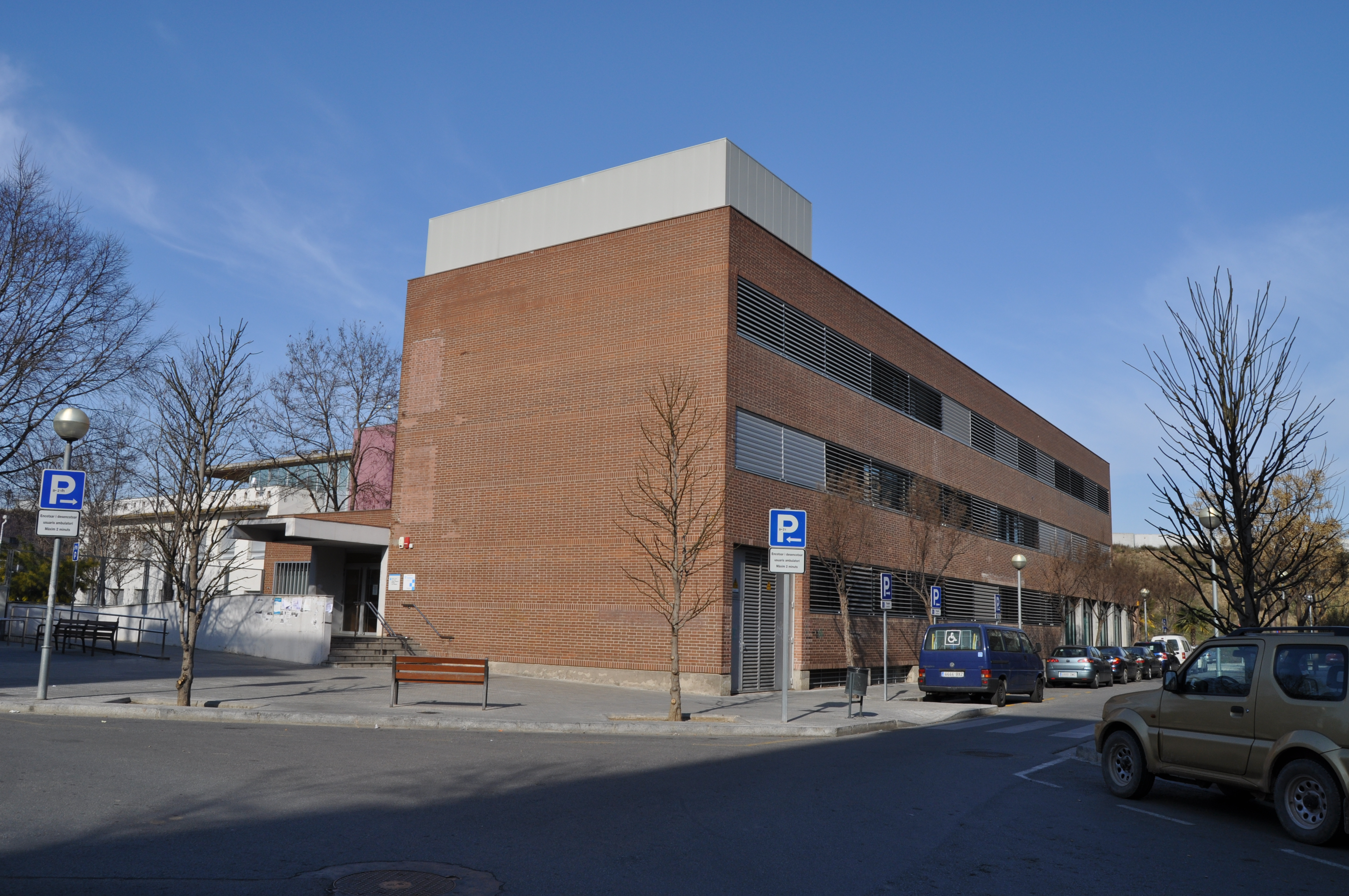
Ambulatorio de Can Pantiquet

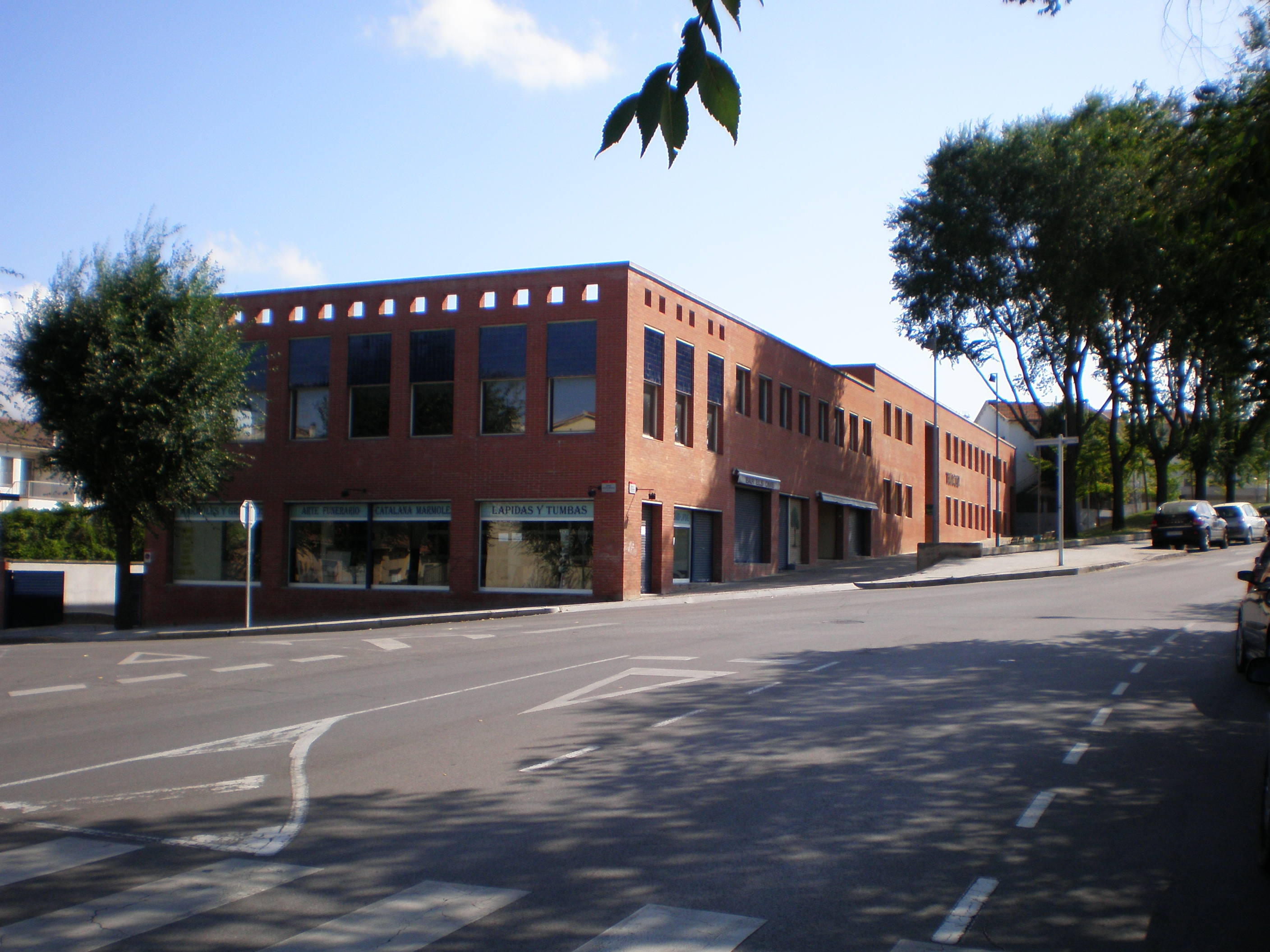
Tanatorio Montcerdà

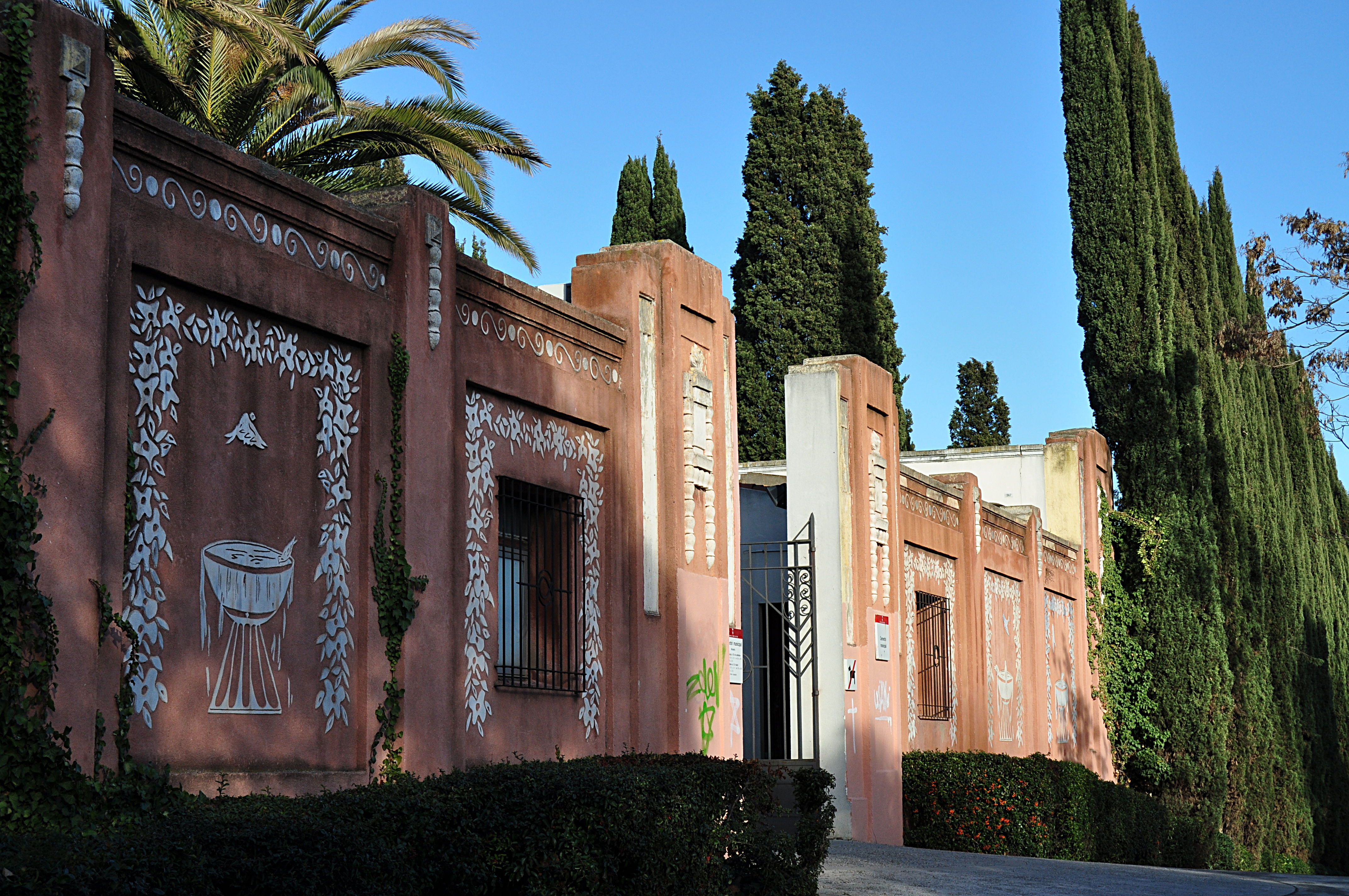
Entrada al cementerio

- Centro de salud mental infantil y juvenil
- Centro de salud mental Jaume Vilaseca i Pujades
- Club social La Llum- Fundación Privada Funamment
- Hospital de Mollet
- Hospital sociosanitario de Mollet
- Instituto Nacional de la Seguridad Social
- Montcerdà Servicios Funerarios.
- Tesorería de la Seguridad Social. Unidad de Recaptación Ejecutiva.

### Equipamientos sociales
- Casal Abierto de Mollet
- Centro de Desarrollo Infantil y Atención Precoz
- Centro Especial de Trabajo Taller Alborada
- Centro ocupacional del Bosc
- Empresa Municipal para la Formación Ocupacional y Ocupación, S.A. (EMFO)
- Hogar residencia para personas con discapacidades intelectuales
- Residencia geriátrica y centro de día Santa Rosa
- Residencia y centro de día La Vinyota
- Residencia La Immaculada y centro de día
- Centro residencial Les Masies de Mollet

### Comunicaciones
Carretera
- AP-7

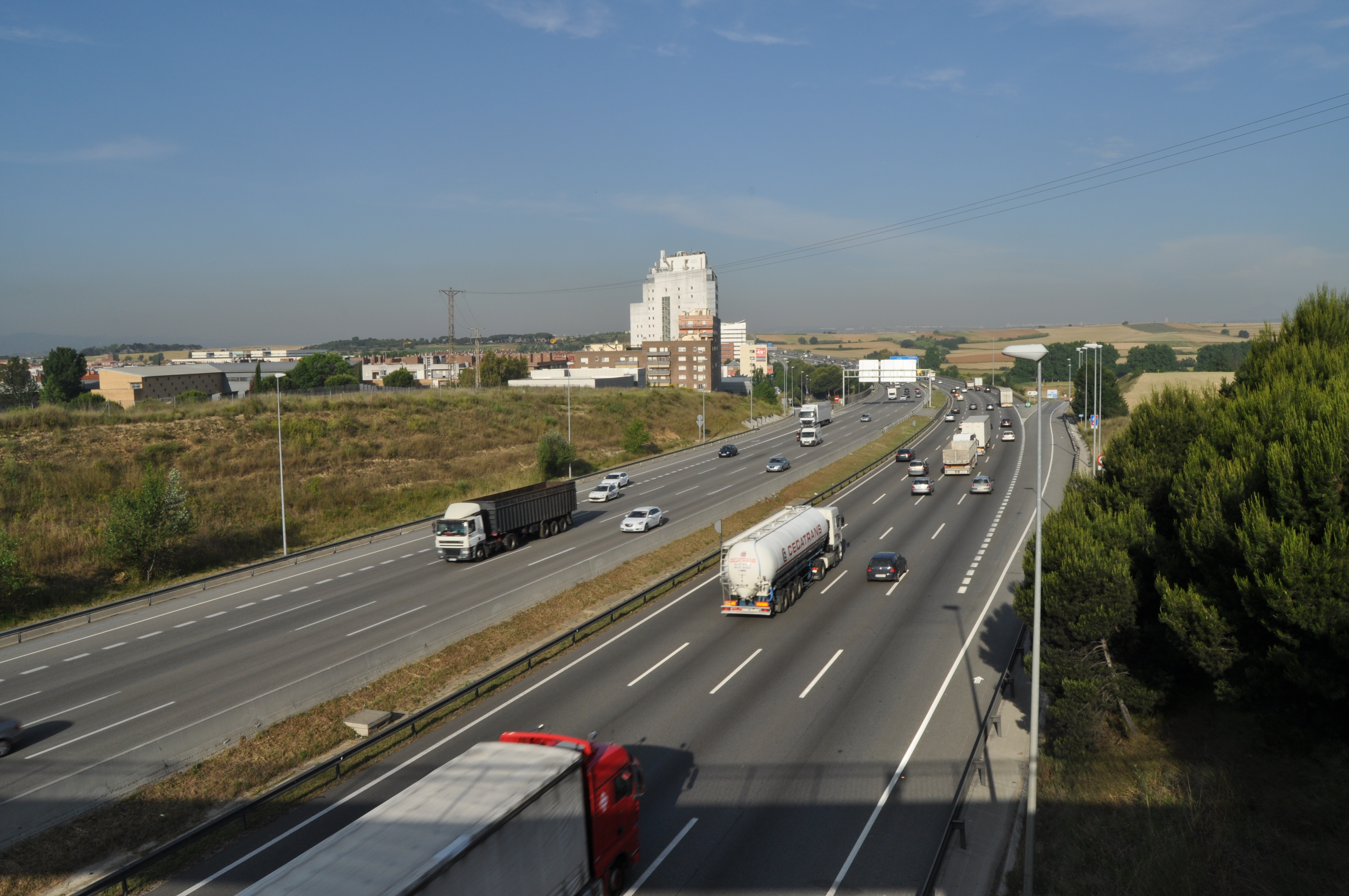
AP-7 a la altura de Mollet

Hay una salida de la autopista dirección sur que enlaza con la avenida de Antoni Gaudí, que es el eje central de la ciudad. En dirección norte hay tres salidas: la salida 17 permite enlazar con Mollet Sur por la C-59, la salida 16 enlaza el norte del municipio y la salida 15 permite enlazar con la C-17, la calle de Can Flequer y zonas industriales.
- C-33

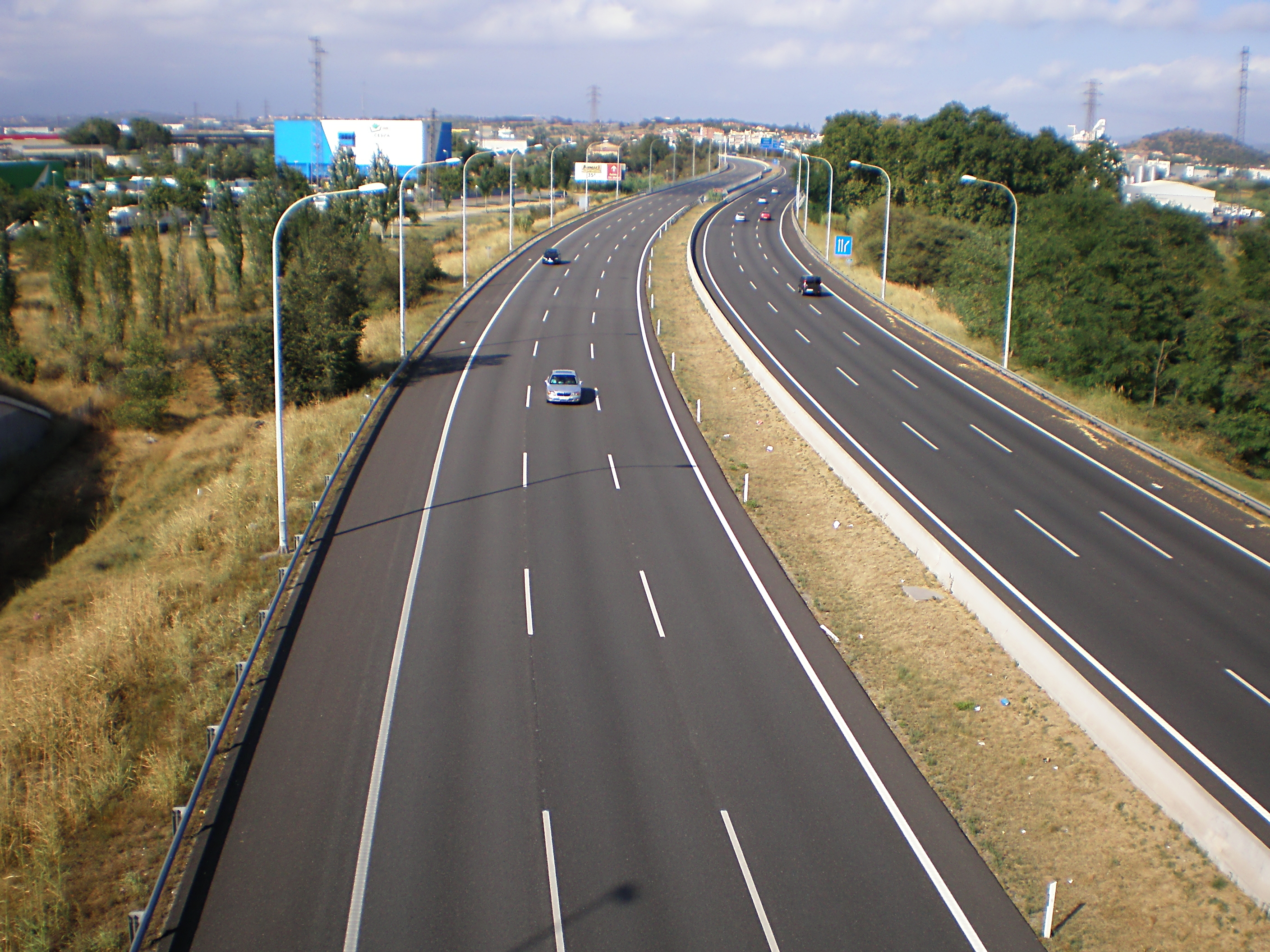
C-33 vista desde el puente nuevo a Martorelles, mirando hacia el Norte

La salida 1 de la autopista enlaza con la carretera C-59, dirección Caldes de Montbui, y con la avenida de Burgos. La salida 2, de Parets, permite acceder a las zonas industriales.
- C-17

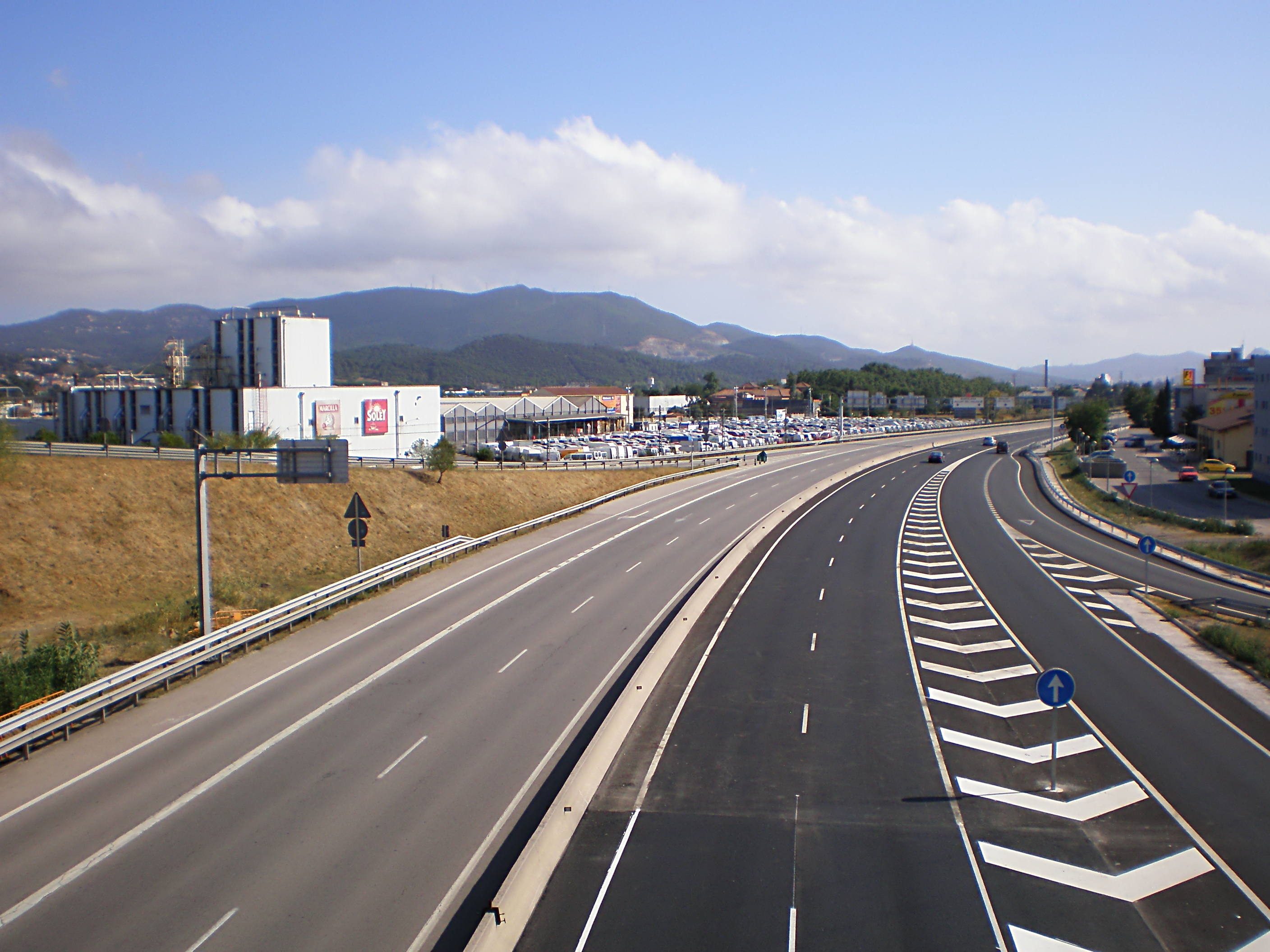
C-17 vista desde el puente nuevo a Martorelles, mirando hacia el Sur

La salida norte permite acceder a la calle de Can Flequer y es el acceso a los polígonos industriales de Can Prat y de Can Magarola, y a la zona industrial de Martorelles. En dirección Barcelona hay una salida que permite acceder a la estación de Mollet-San Fausto y la zona comercial. La salida sur enlaza con la avenida de Badalona y con la carretera B-500.
- B-500

La carretera de la Conreria, que comunica Mollet con Badalona, llega a la plaza de Pau Casals, que tiene aparcamiento subterráneo, frente a la Casa de la Vila.
- C-59

Eje viario que enlaza las autopistas C-33 y AP-7 con Mollet, Palau-solità i Plegamans, Caldas de Montbui y otros municipios del Vallés. El acceso a Mollet desde esta carretera se puede hacer por varios lugares.
- B-140

Carretera local que comunica Mollet con Santa Perpetua de Moguda y Sabadell que es la continuación de la avenida de Rafael Casanova.
Ferrocarril

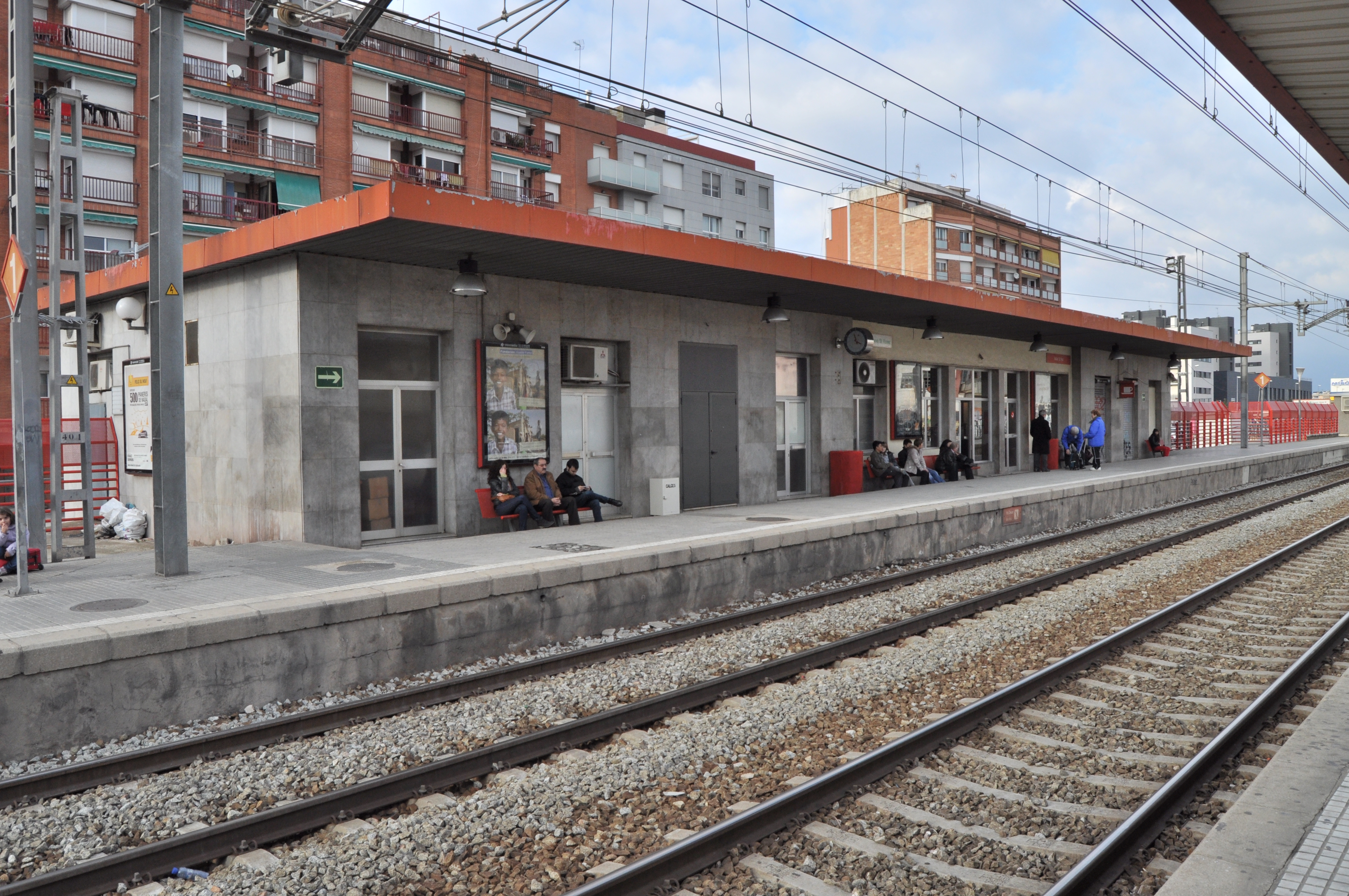
Estación de Mollet-San Fausto

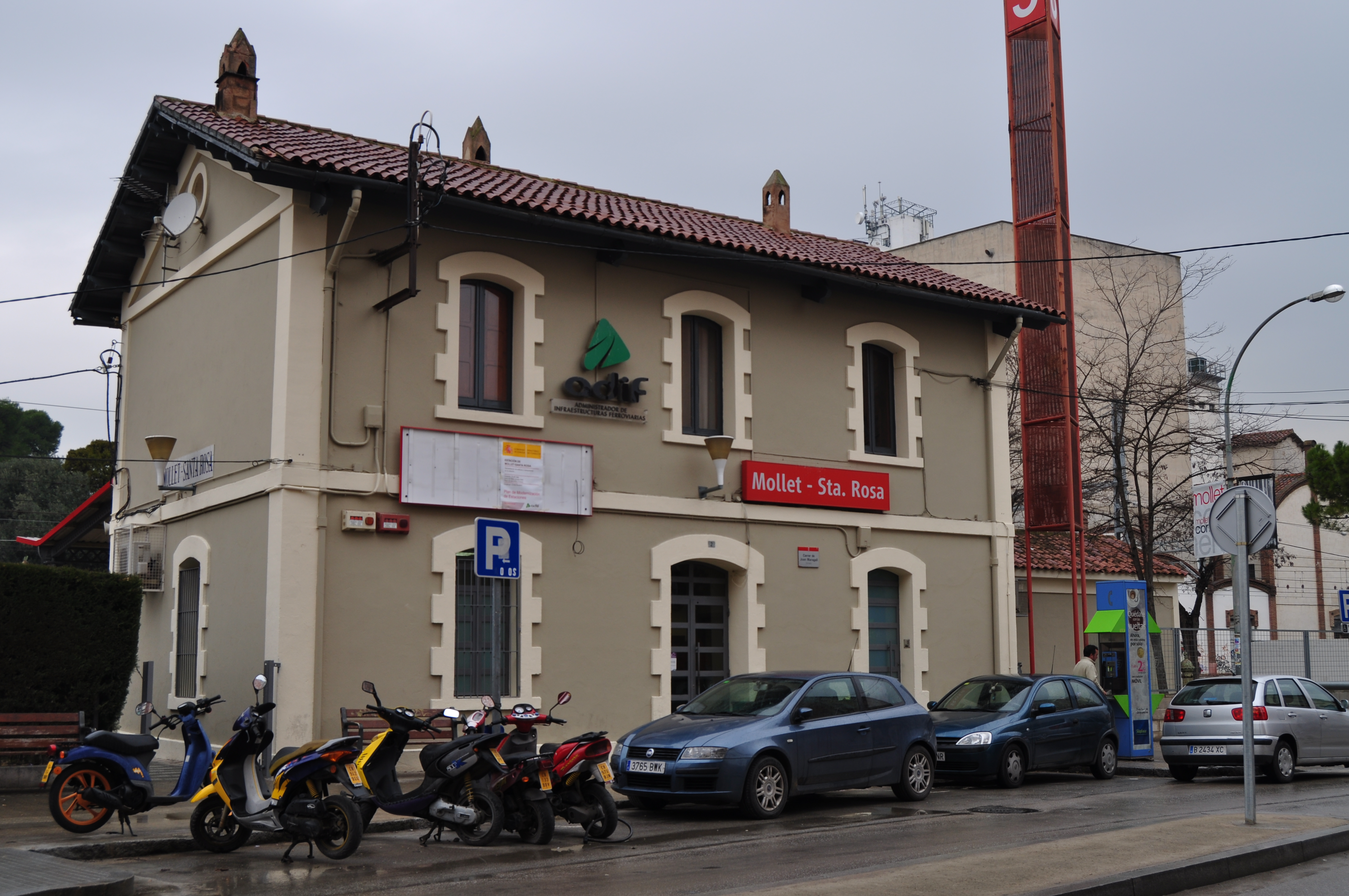
Estación de Mollet-Santa Rosa

- R2 y R8. La estación de Mollet-San Fausto está situada a 10 minutos a pie del centro de la ciudad. Tiene parada de autobús urbano y de taxi.
- R3. La estación de Mollet-Santa Rosa, está situada a 10 minutos a pie del centro de la ciudad. Tiene parada de autobús urbano.

Autobús

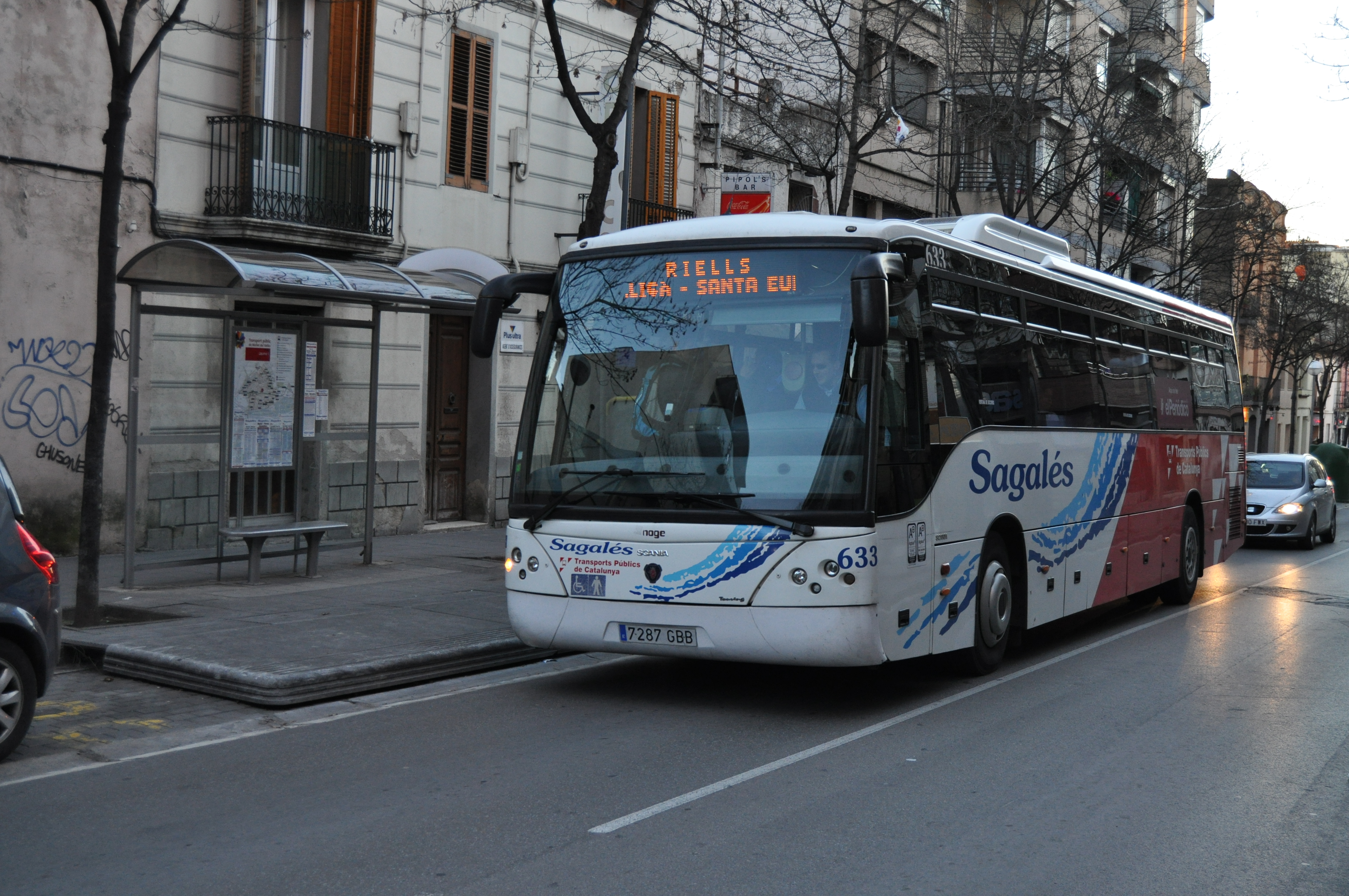
Autobús con destino Riells en la parada de Jaume I

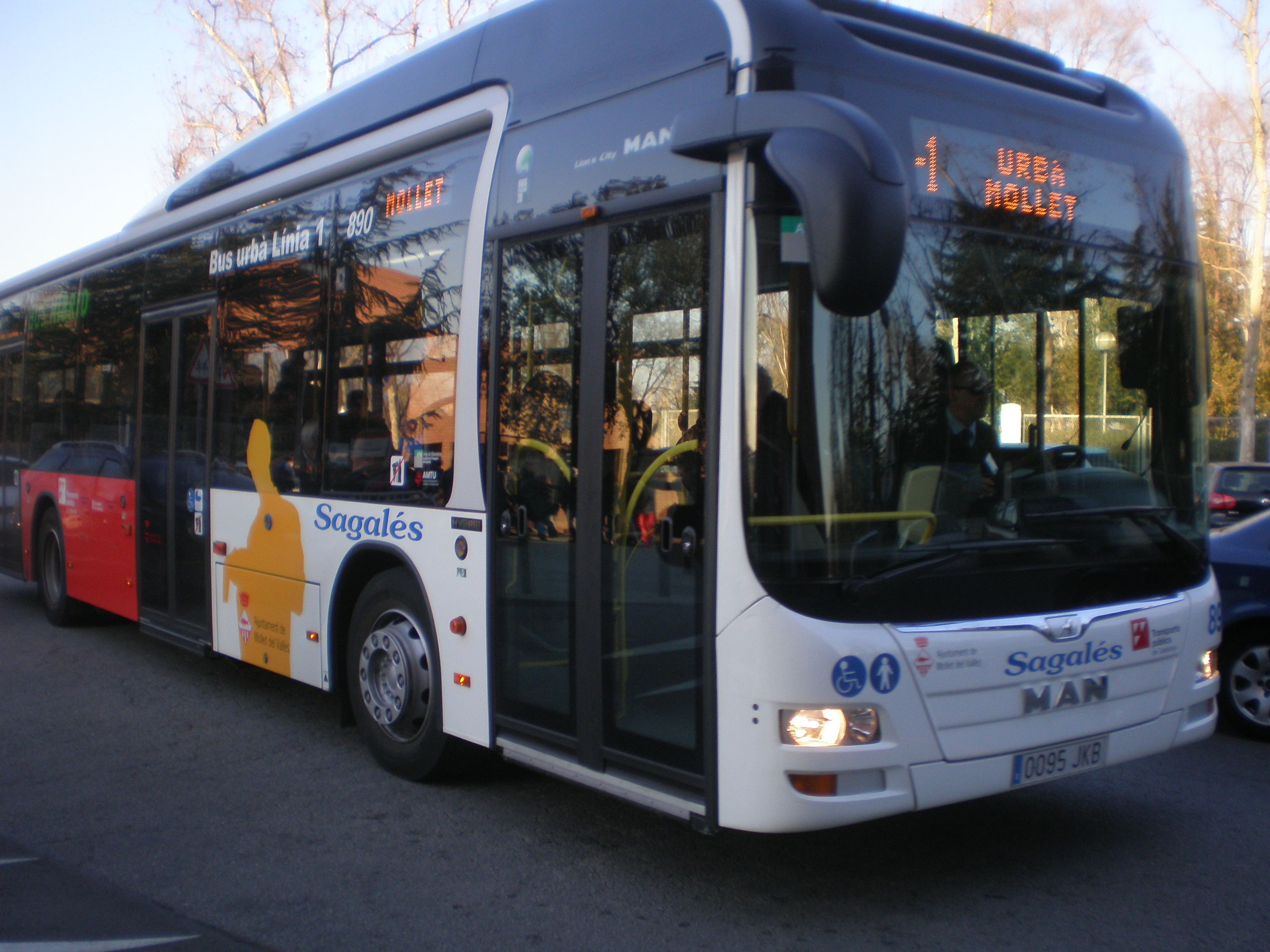
Autobús urbano L1 en la avenida del Parque

La empresa Sagalés enlaza Mollet con Barcelona, Granollers y otros municipios del Vallés. También cubre la línea entre Badalona y Sabadell, que enlaza Mollet con estas ciudades y con Martorelles y San Fausto de Campcentellas. Hay una línea nocturna que une Mollet con Barcelona y Granollers.
Hay ocho líneas de autobús que recorren el municipio y que sirven tanto para ir a otras localidades como para moverse dentro de Mollet. La tarjeta urbana y la tarjeta integrada de la ATM son válidas para estas líneas dentro de la ciudad.
El autobús urbano L1, línea de color rojo, recorre el casco urbano y tiene una frecuencia de paso entre 10 y 15 minutos, según horario. La línea azul corresponde al autobús que une Barcelona con Mollet, y que recorre el eje Burgos, Jaume I y Antoni Gaudí hasta el barrio de Can Borrell, haciendo siete paradas en Mollet. La línea verde agrupa cinco líneas que siguen el mismo recorrido en el tramo urbano de Mollet a lo largo del eje Burgos, Jaume I y Antoni Gaudí, de las cuales siguen hacia el barrio de Lourdes las líneas 3, 4 y 5. La línea amarilla agrupa dos líneas de autobús que entran por la carretera de Badalona: uno enfila hacia Can Borrell y sigue dirección a Sabadell, el otro se queda en la estación de Mollet-San Fausto para volver posteriormente a Martorelles.
Las líneas de autobús que circulan por la avenida de la Llibertat modifican el itinerario la mañana del día que se hace el mercado ambulante. Las paradas se trasladan a la avenida de Burgos.
Avión
El aeropuerto de Barcelona-El Prat se encuentra a 35 km de Mollet por carretera. Los trenes de cercanías permiten hacer el trayecto del aeropuerto a la ciudad en una hora. El aeropuerto de Gerona, en Viloví de Oñar, se encuentra a 78 km de Mollet y sólo se puede acceder con transporte privado.
Barco
El puerto de Barcelona se encuentra a 22 km de Mollet por carretera. Las conexiones con transporte público desde el puerto y desde la misma ciudad de Barcelona son varias y con amplios horarios. 
Pie
El sendero de gran recorrido GR-92, que recorre la sierra de la Marina, permite bajar a Mollet desde la Conrería en un tiempo aproximado de dos horas, atravesando las zonas residenciales de Martorellas y San Fausto de Campcentellas. El sendero de Gallecs (variante GR 97-3) enlaza el GR-92 con el GR-97, cruzando el término y la ciudad de Mollet.

## Ciudades hermanadas
Rivoli (Italia)
La ciudad de Mollet del Vallès se hermanó con la ciudad italiana de Rivoli, el protocolo de hermanamiento se firmó en la ciudad italiana el 27 de septiembre de 1986 y en Mollet el 28 de febrero de 1987. Se concluyó, así, un proceso de relaciones e intercambios que se inició en 1981 en Madrid, en el marco de una asamblea del Consejo de las Ciudades Unidas de Europa.
A partir del año 1998, hubo varios contactos y reuniones de refuerzo entre los dos consistorios para intensificar las relaciones entre las dos ciudades hermanadas bajo el lema «Europa y la paz, a través de los jóvenes». En los últimos años, el trabajo conjunto se ha fundamentado en intercambios culturales, administrativos y de jóvenes, en los que han participado los grupos de gigantes y de diablos, la Banda de Jóvenes Músicos y alumnos de instituto, así como grupos de jóvenes en el marco del Campo de trabajo europeo, medioambiental y por la Paz, organizado en Rivoli.
Cinco Pinos (Nicaragua)
La ciudad de Mollet del Vallès y el municipio de San Juan de Cinco Pinos (Nicaragua) firmaron el protocolo de hermanamiento el 16 de mayo de 1989 en la Sala de Plenos del Ayuntamiento. Desde entonces se han fortalecido los lazos de relación, especialmente durante 1998, con la respuesta ciudadana a la situación de emergencia sufrida por el pueblo nicaragüense tras el paso del huracán tropical Mitch, aunque antes ya había una conciencia ciudadana de hermanamiento solidario. Gracias a los proyectos, a las campañas y los intercambios institucionales, fue la gran respuesta ciudadana a la campaña de emergencia, la que consolidó definitivamente este hermanamiento entre Cinco Pinos y Mollet.
Desde el Ayuntamiento de Mollet del Vallès se ha ido incrementando el compromiso solidario y las aportaciones económicas en todos los proyectos de desarrollo para ofrecer a cincopineños un nivel de vida más digno. En octubre de 2005, ocho ayuntamientos del Vallés firmaron un manifiesto para continuar impulsando la colaboración con los municipios hermanados del departamento de Chinandega.
Ravensburg (Alemania)
El sábado 22 de abril de 2017 tuvo lugar en el Ayuntamiento de Mollet del Vallés el acto solemne de firma del hermanamiento entre las ciudades de Mollet y Ravensburg. Este vínculo entre las dos ciudades fue ratificado por el alcalde de Mollet, Josep Monràs, y el alcalde de Ravensburg, Daniel Rapp, en un acto al que también asistieron delegaciones de Rivoli y Montélimar.
El compromiso se hacía efectivo después de que en octubre de 2016, el alcalde de Mollet, Josep Monràs, y el concejal de proyectos Europeos y Hermanamientos, Raúl Broto, viajaran a la ciudad alemana para fortalecer el vínculo entre las dos ciudades y establecer las bases de este hermanamiento.
Mollet y Ravensburg ya hacía tiempo que mantenían una estrecha relación, especialmente con los intercambios que se han hecho, entre otros, con las escuelas de música, con el programa Erasmus + o con el IES Gallecs. A partir de la firma de hermanamiento, se mantendrán y ampliarán estos intercambios.
El acuerdo también conllevará fomentar y ampliar la colaboración especialmente en los ámbitos de juventud, educación, deporte, cultura, trabajo y economía así como promover el contacto, sobre todo en cuanto los encuentros de jóvenes y, al mismo tiempo, fomentar la conciencia europea.
Ravensburg es una ciudad alemana que pertenece al estado federal de Baden-Wuttemberg, una de las regiones más potentes de Europa. Tiene 49 327 habitantes y se la conoce como la ciudad de las torres por la gran cantidad de torres medievales que hay en su casco urbano.